# Умершие в августе 2021 года
Это список известных людей, соответствующих установленным критериям значимости (см. Википедия:Критерии значимости персоналий), умерших в августе 2021 года.
Причина смерти указывается лишь в исключительных случаях (убийство, самоубийство, гибель в результате военных действий, смертная казнь, ДТП или несчастные случаи). В остальных случаях — не указывается.

## 31 августа

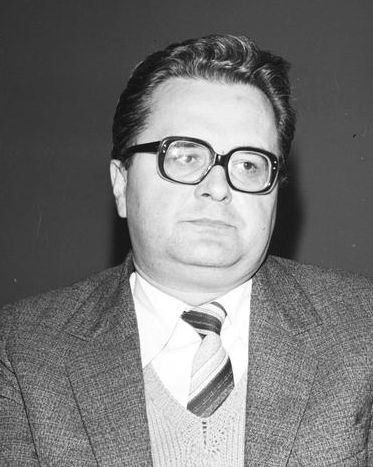
Роман Малиновский

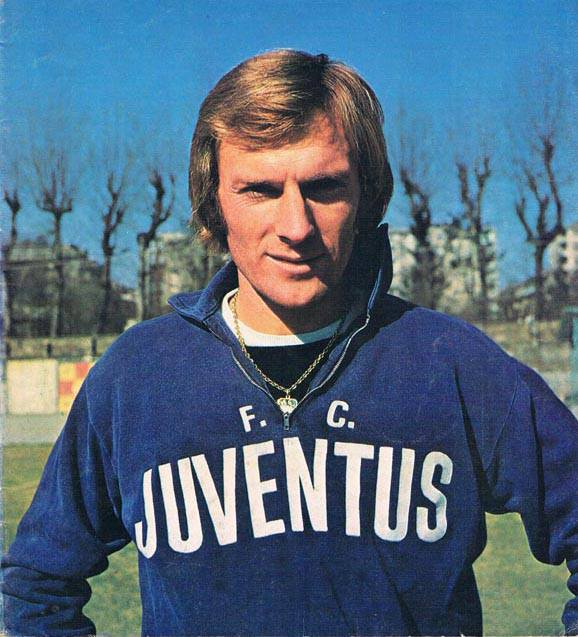
Франческо Морини

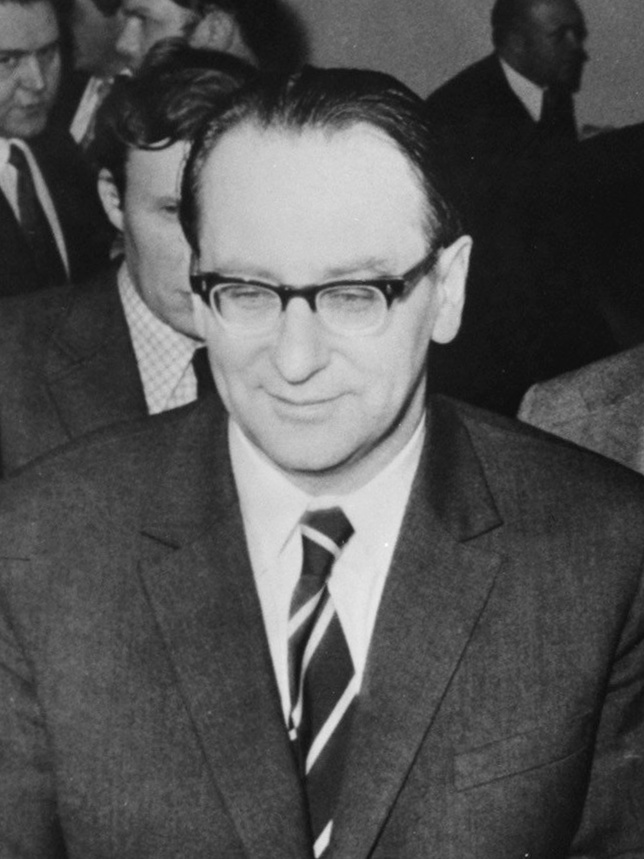
Олег Хлестов

- Абалмасов, Михаил Иванович (68) — советский хоккеист, мастер спорта СССР[1].
- Агамирова, Тамилла Суджаевна (93) — советская и российская актриса, артистка театра «Ромэн» (с 1952 года), народная артистка РСФСР (1988), вдова Николая Сличенко[2].
- Аль Хеляль, Башир (85) — бангладешский писатель[3].
- Белоус, Василий (33) — молдавский боксёр; ДТП[4].
- Бергман, Суне (68) — шведский хоккеист и тренер (ХВ71) (о смерти объявлено в этот день)[5].
- Зайченко, Владислав Георгиевич (74) — советский и российский актёр, артист Мурманского областного драматического театра[6].
- Кавкаев, Анатолий Петрович (72) — советский борец классического стиля, чемпион и призёр чемпионатов СССР и Европы[7].
- Крбец, Пржемысл (81) — чехословацкий гимнаст, чемпион мира в опорном прыжке (1962)[8].
- Майкл Константин (94) — американский актёр[9].
- Малиновский, Роман (86) — польский государственный и политический деятель, вице-премьер ПНР (1980—1985), маршал Сейма (1985—1989)[10].
- Морини, Франческо (77) — итальянский футболист, игрок «Ювентуса» и национальной сборной[11].
- Мотека, Казимерас (91) — литовский юрист и политический деятель[12].
- Нерли, Херу (40) — индонезийский футболист, игрок национальной сборной[13].
- Обрадович, Горан (34) — сербский футболист; самоубийство[14].
- Огуз, Ахмед (59) — азербайджанский поэт и журналист[15].
- Склярук, Борис Николаевич (83) — советский и российский художник, заслуженный художник Российской Федерации (2001)[16].
- Сюй Хоуцзэ (87) — китайский геодезист и геофизик, член Китайской академии наук (1991)[17].
- Усиян, Томпсон (65) — нигерийский футболист, игрок национальной сборной[18].
- Хлестов, Олег Николаевич (98) — советский дипломат, постоянный представитель СССР при международных организациях в Вене (1979—1987)[19].
- Шамарин, Сергей Александрович (74) — советский и российский архитектор, главный архитектор Перми (1997—2001)[20].
- Шенсой, Ферхан (70) — турецкий киноактёр[21].

## 30 августа

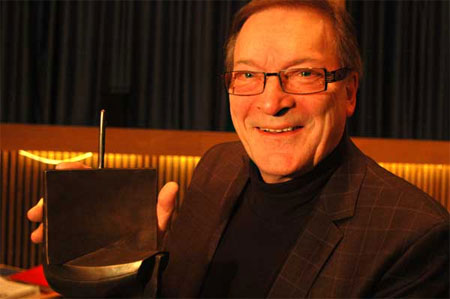
Бьярне Фискум

- Анри, Марсель (94) — французский политический деятель, сенатор (1977—2004)[22].
- Барсегян, Тариел Карапетович (81) — армянский юрист, председатель Верховного суда (1990—1998)[23].
- Бельды, Константин Мактович (87) — нанайский поэт, прозаик, публицист, переводчик[24].
- Гишар, Клод (92) — французский политический деятель, депутат Парламента (1967—1968, 1968—1972)[25].
- Гусейнов, Олег Мусович (68) — российский актёр, заслуженный артист Кабардино-Балкарии[26].
- Дев Бхатт, Ананд (84) — непальский писатель, президент Движения прогрессивных писателей Индии[27].
- Джассим, Латиф Нассиф (80) — иракский государственный деятель, министр сельского хозяйства (1977—1979), министр культуры и информации (1979—1991), министр труда и социальных дел (1993—1997)[28].
- Карпов, Вячеслав Павлович (74) — советский и российский борец вольного стиля[29].
- Кулемзин, Владислав Михайлович (84) — советский и российский этнограф, специалист по культуре народа ханты[30].
- Либорио Камино Сарачо, Хосе Мария (89) — испанский и бразильский католический епископ[31].
- Овчинников, Всеволод Владимирович (94) — советский и российский журналист-международник, писатель, лауреат Государственной премии СССР и Премии Правительства Российской Федерации, заслуженный работник культуры РСФСР, заслуженный журналист Российской Федерации[32].
- Пошманн, Вольф-Дитер (70) — немецкий спортивный журналист[33].
- Сакаран Дандаи (91) — малайзийский государственный деятель, губернатор Сабаха (1995—2002)[34].
- Сате, Садашив (95) — индийский скульптор[35].
- Фискум, Бьярне (82) — норвежский скрипач[36].
- Хадулаев, Мутай Хадулаевич (80) — советский и российский деятель культуры, руководитель оркестра дагестанского ансамбля танца «Лезгинка», заслуженный артист Российской Федерации и Азербайджана[37].
- Шадрин, Роман Александрович (54) — российский офицер, генерал-майор (2008), Герой Российской Федерации (1995)[38].

## 29 августа

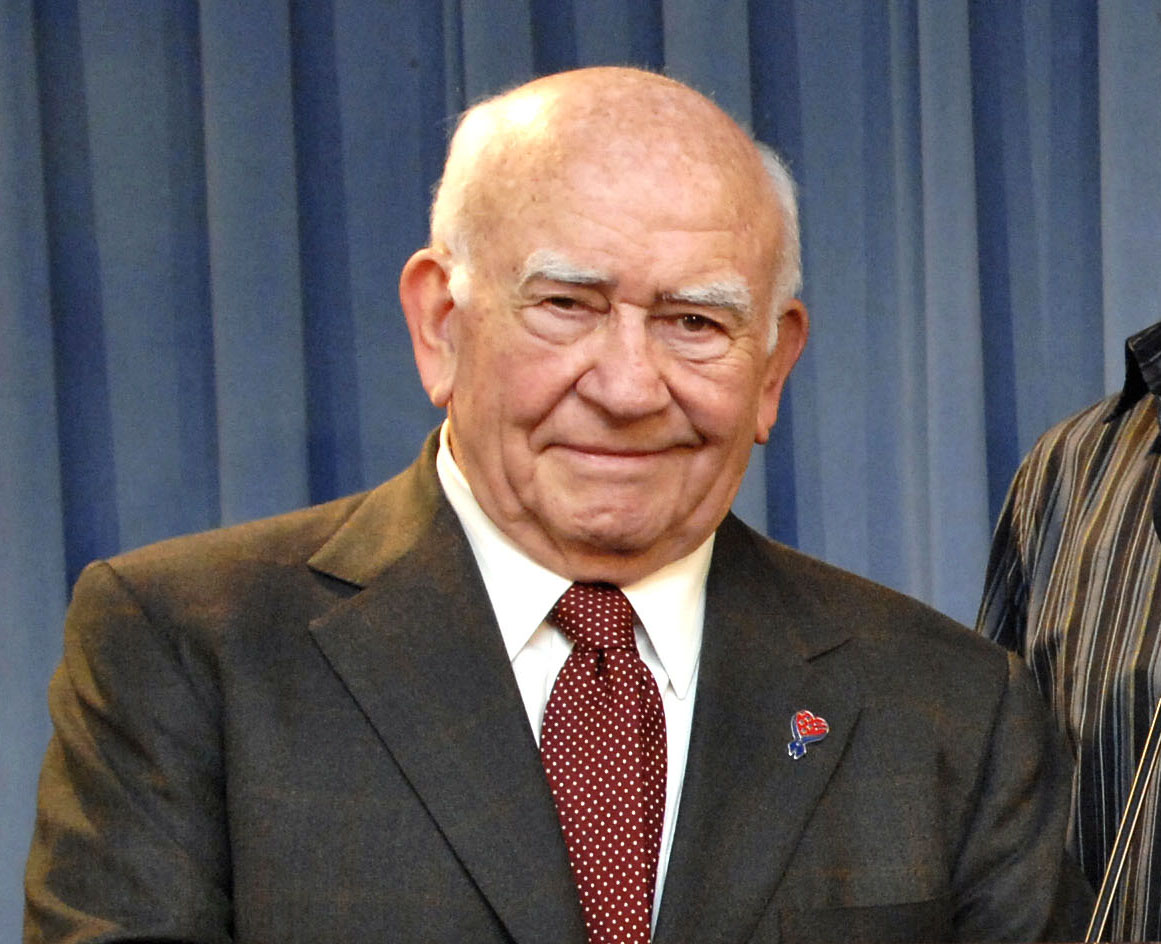
Эдвард Аснер

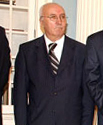
Коле Бериша

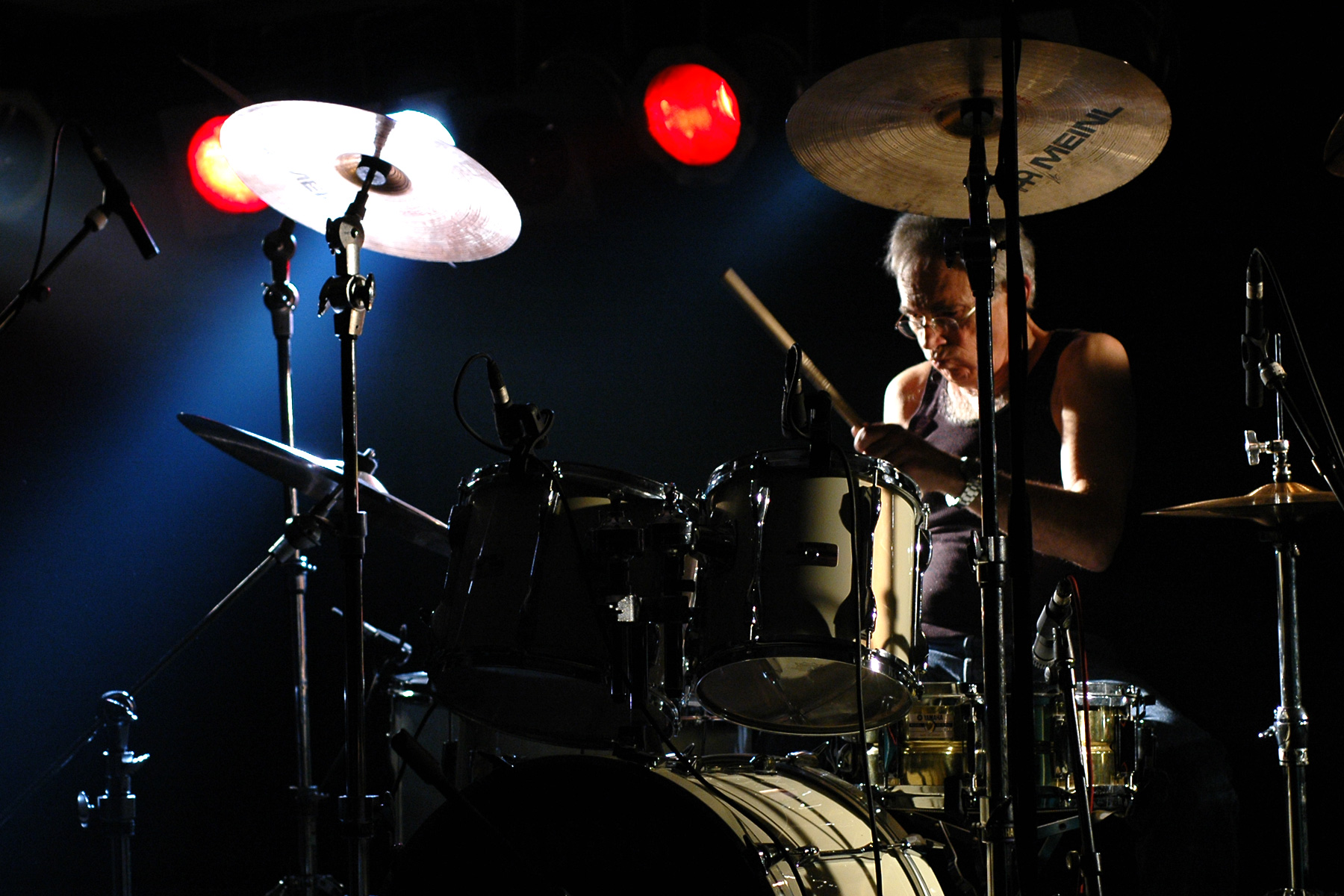
Рон Буши

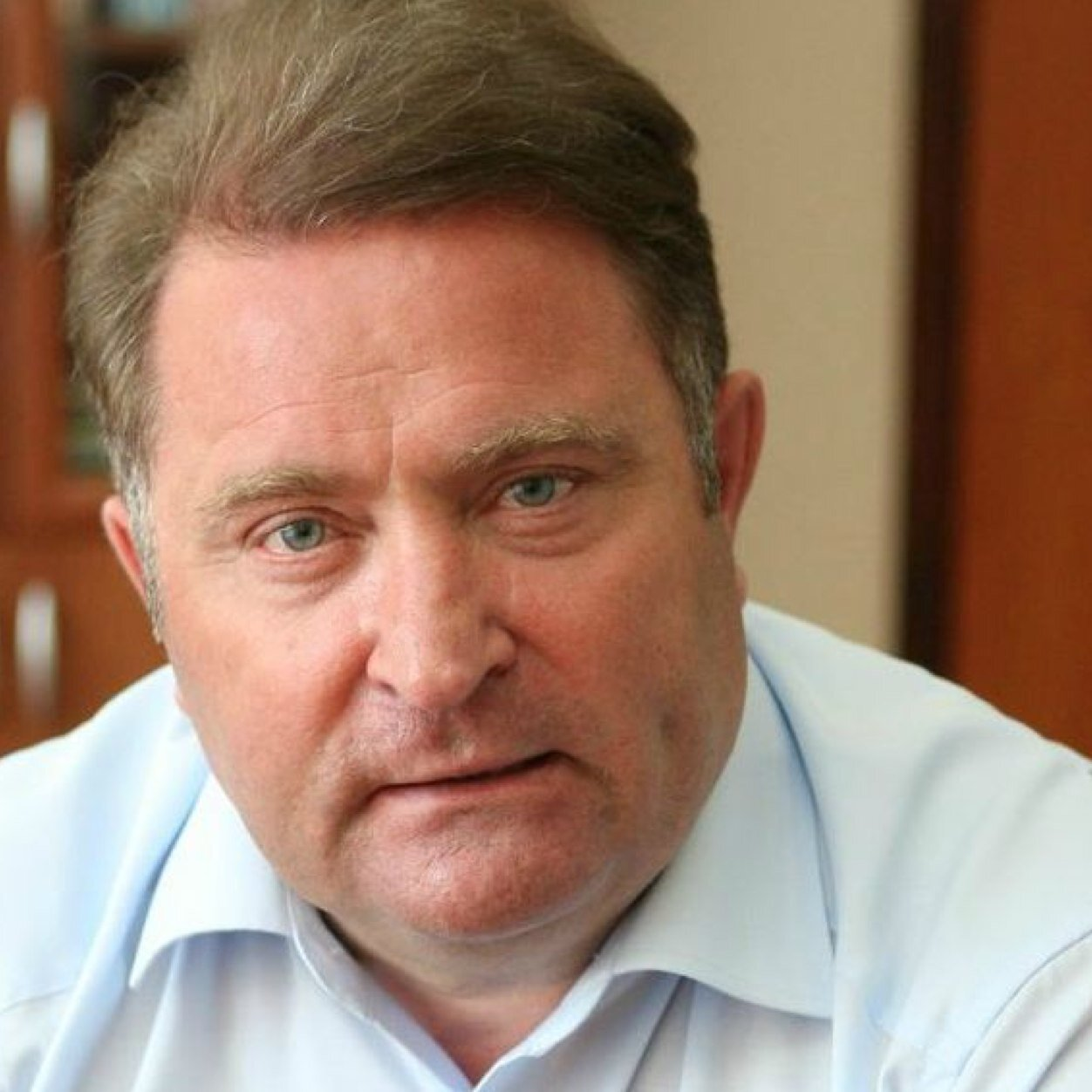
Михаил Ненашев

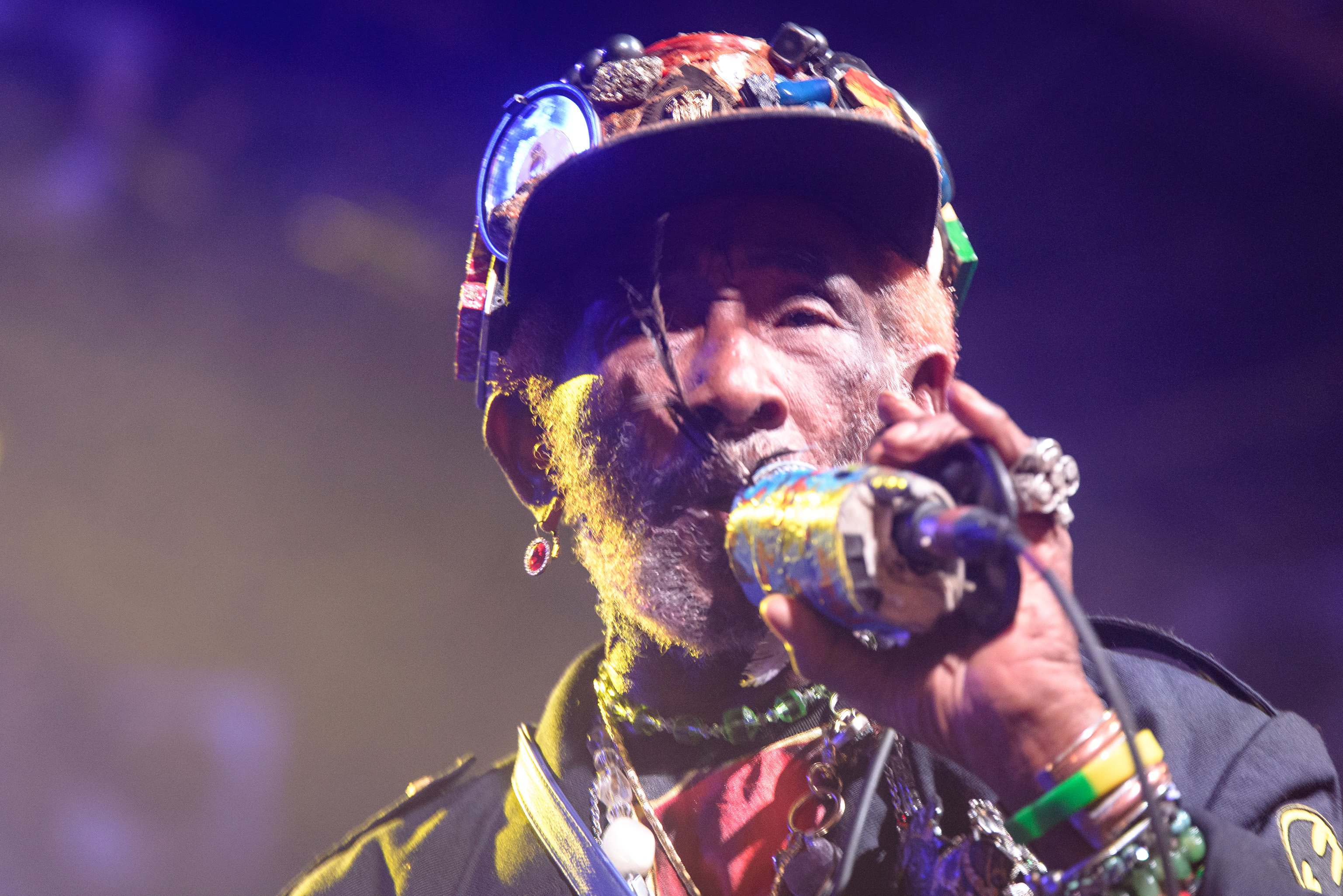
Ли Перри

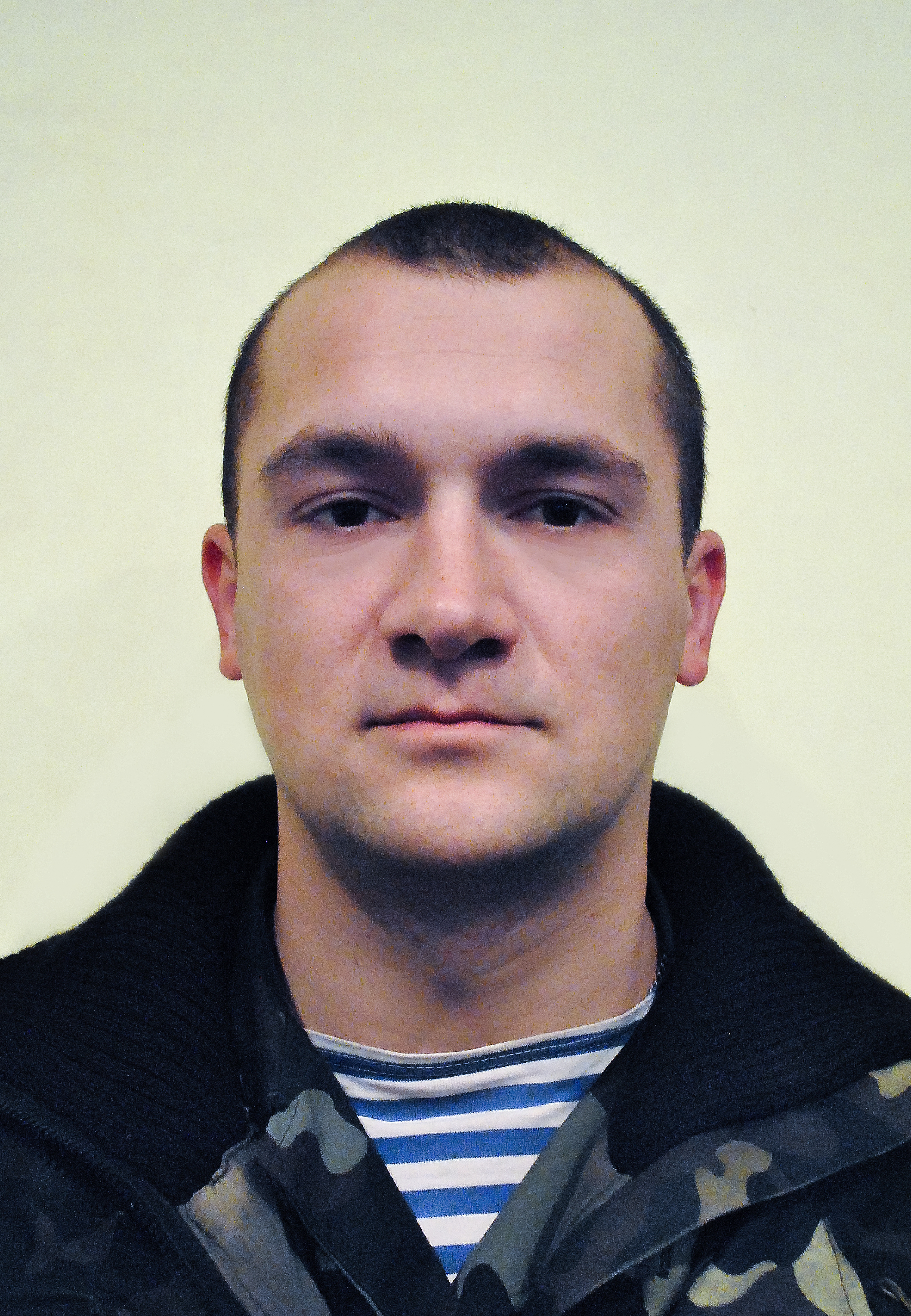
Александр Петраковский

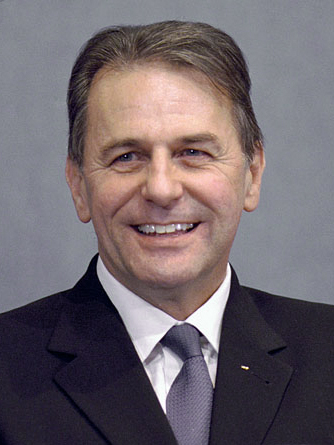
Жак Рогге

- Аснер, Эдвард (91) — американский актёр, президент Гильдии киноактёров США (1981—1985)[39].
- Бериша, Коле (73) — косовский политический деятель, председатель Парламента (2006—2007)[40].
- Буши, Рон (79) — американский рок-музыкант, барабанщик группы Iron Butterfly[41].
- Гуха, Буддхадеб (85) — индийский писатель[42].
- Даутайулы, Несипбек (74) — казахстанский писатель[43].
- Комарова, Тамара Семёновна (90) — советский и российский педагог, доктор педагогических наук, профессор; заслуженный деятель науки Российской Федерации[44].
- Миндлер, Мэтью (19) — американский киноактёр[45].
- Ненашев, Михаил Петрович (61) — российский государственный деятель, депутат Государственной думы (2007—2011)[46].
- Перри, Ли (85) — ямайский музыкант и продюсер[47].
- Петраковский, Александр Петрович (33) — украинский военный, Герой Украины (2014)[48].
- Пудышев, Юрий Алексеевич (67) — советский и белорусский футболист («Динамо» Минск), футбольный тренер[49].
- Рассказов, Владимир Петрович (76) — российский политический и финансовый деятель, народный депутат России (1990—1993), заместитель председателя Центрального банка Российской Федерации (1991—1992)[50].
- Рогге, Жак (79) — бельгийский яхтсмен, президент Международного олимпийского комитета (2001—2013)[51].
- Сидоров, Анатолий Алексеевич (89) — советский и российский геолог, директор Северо-Восточного комплексного научно-исследовательского института имени Н. А. Шило (1985—1993), член-корреспондент РАН (1991; член-корреспондент АН СССР с 1990)[52].
- Субботин, Виктор Владимирович (68) — российский организатор авиационной промышленности, заместитель генерального директора ОАО «Холдинговая компания „Сухой“» по программам гражданской авиации (с 2009 года)[53].
- Тягниенко, Михаил Иванович (84) — советский и украинский актёр, народный артист Украины (2018) [источник не указан 1078 дней].
- Хамза, Мухаммад (92) — пакистанский политический деятель, депутат парламента Пакистана[54].
- Хильчевский, Юрий Михайлович (88) — советский дипломат и государственный деятель, постоянный представитель СССР при ЮНЕСКО (1982—1988)[55].

## 28 августа

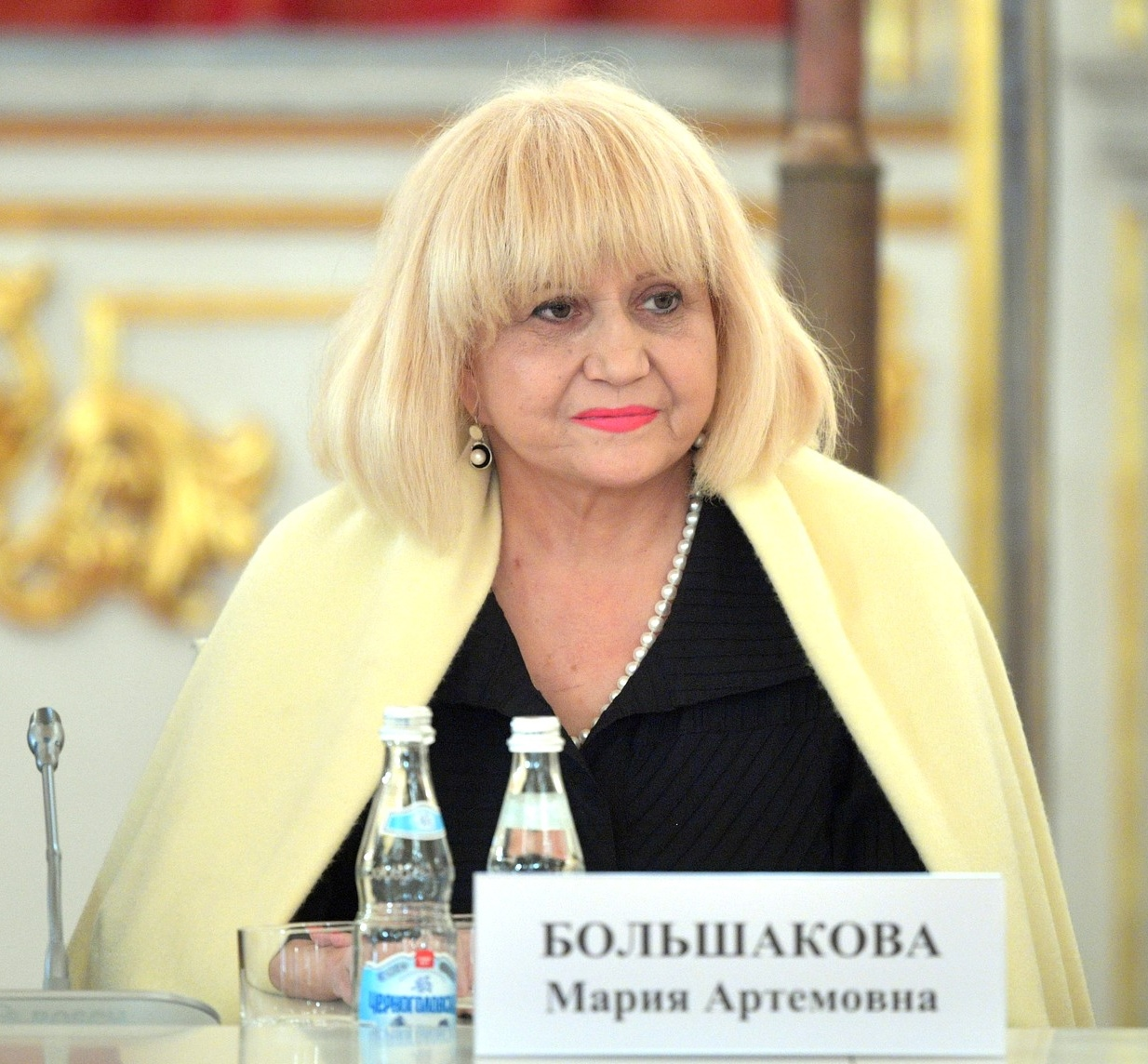
Мария Большакова

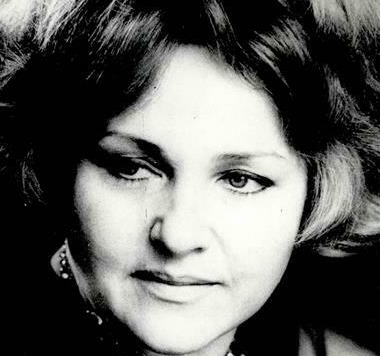
Тереза Жилис-Гара

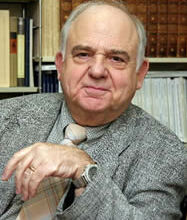
Димитрис Кицикис

- Андараби, Фавад — афганский певец; убит[56].
- Афиногенов, Дмитрий Евгеньевич (56) — российский филолог-классик и историк-византинист, доктор филологических наук (1998), профессор[57].
- Балабанов, Владимир Анастасович (88) — советский и грузинский математик греческого происхождения, доктор физико-математических наук, профессор[источник не указан 1409 дней].
- Большакова, Мария Артёмовна (72) — российский общественный деятель, председатель совета Общероссийской общественной благотворительной организации «Союз семей военнослужащих России», член Совета при Президенте Российской Федерации по развитию гражданского общества и правам человека (с 2012 года)[58].
- Бурруль, Франсеск (86) — испанский пианист и композитор[59].
- Громадский, Роман Борисович (80) — советский и российский актёр, театральный педагог, народный артист РСФСР (1983)[60].
- Жилис-Гара, Тереза (91) — польская оперная певица (сопрано)[61].
- Карачарсков, Николай Прокофьевич (86) — советский и российский художник и график, заслуженный художник РСФСР (1985)[62].
- Кицикис, Димитрис (86) — греческий историк[63].
- Лукманов, Мурабек Тусекенович (64) — казахстанский тренер по боксу[64].
- Манаенков, Юрий Алексеевич (85) — советский партийный деятель, первый секретарь Липецкого обкома КПСС (1984—1989), секретарь ЦК КПСС (1989—1991)[65].
- Олива, Мария (112) — итальянская долгожительница[66].
- Рязапов, Равиль Хасанович (73) — советский и казахстанский растениевод, заслуженный агроном Казахской ССР (1990)[67].
- Цзинь Жэньцин (77) — китайский государственный деятель, министр финансов (2003—2007)[68].
- Цзян Чуньюнь (91) — китайский партийный деятель[69].

## 27 августа

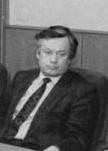
Зигфрид Маттус

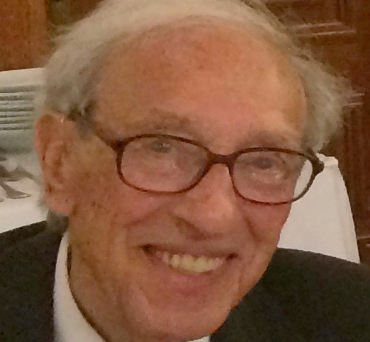
Эдмонд Фишер

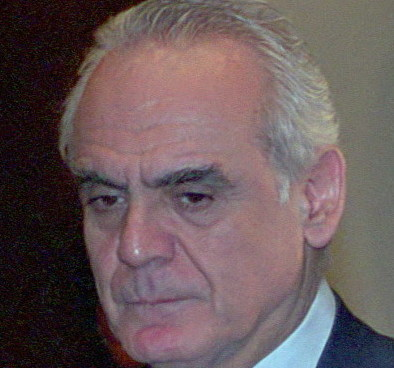
Акис Цохадзопулос

- Агошков, Василий Иванович (74) — советский и российский писатель и журналист[70].
- Азбукина, Зинаида Максимовна (96) — советский и российский миколог, доктор биологических наук, профессор, заслуженный деятель науки Российской Федерации[71].
- Бабич, Степан (95) — хорватский языковед, действительный член Хорватской академии наук и искусств (1991)[72].
- Белов, Александр Павлович (65) — российский художник[73].
- Гей, Николай Константинович (98) — советский и российский литературовед, доктор филологических наук (1971), заслуженный деятель науки Российской Федерации[74].
- Джирибальди, Беньямино (79) — итальянский органный мастер[75].
- Лапчик, Михаил Павлович (78) — российский информатик, академик РАО (2007)[76].
- Маттус, Зигфрид (87) — немецкий композитор[77].
- Салимов, Фанас Нагимович (57) — советский и казахстанский футболист («Кайрат»)[78].
- Тринайстич, Ненад (84) — хорватский химик, действительный член Хорватской академии наук и искусств (1992)[79].
- Тупикин, Владимир Дмитриевич (85) — советский и российский деятель электронной и оборонной промышленности, директор Центрального НИИ измерительной аппаратуры (1984—1998), заслуженный машиностроитель Российской Федерации[80].
- Уильямсон, Джонни (92) — английский футболист («Манчестер Сити»)[81].
- Фишер, Эдмонд (101) — швейцарский и американский биохимик, член Национальной академии наук США (1973), лауреат Нобелевской премии по физиологии или медицине (1992)[82].
- Цохадзопулос, Акис (82) — греческий государственный деятель, министр (1981—2004, с перерывами)[83].
- Яковлев, Владимир Львович (63) — российский актёр театра и кино[84].

## 26 августа

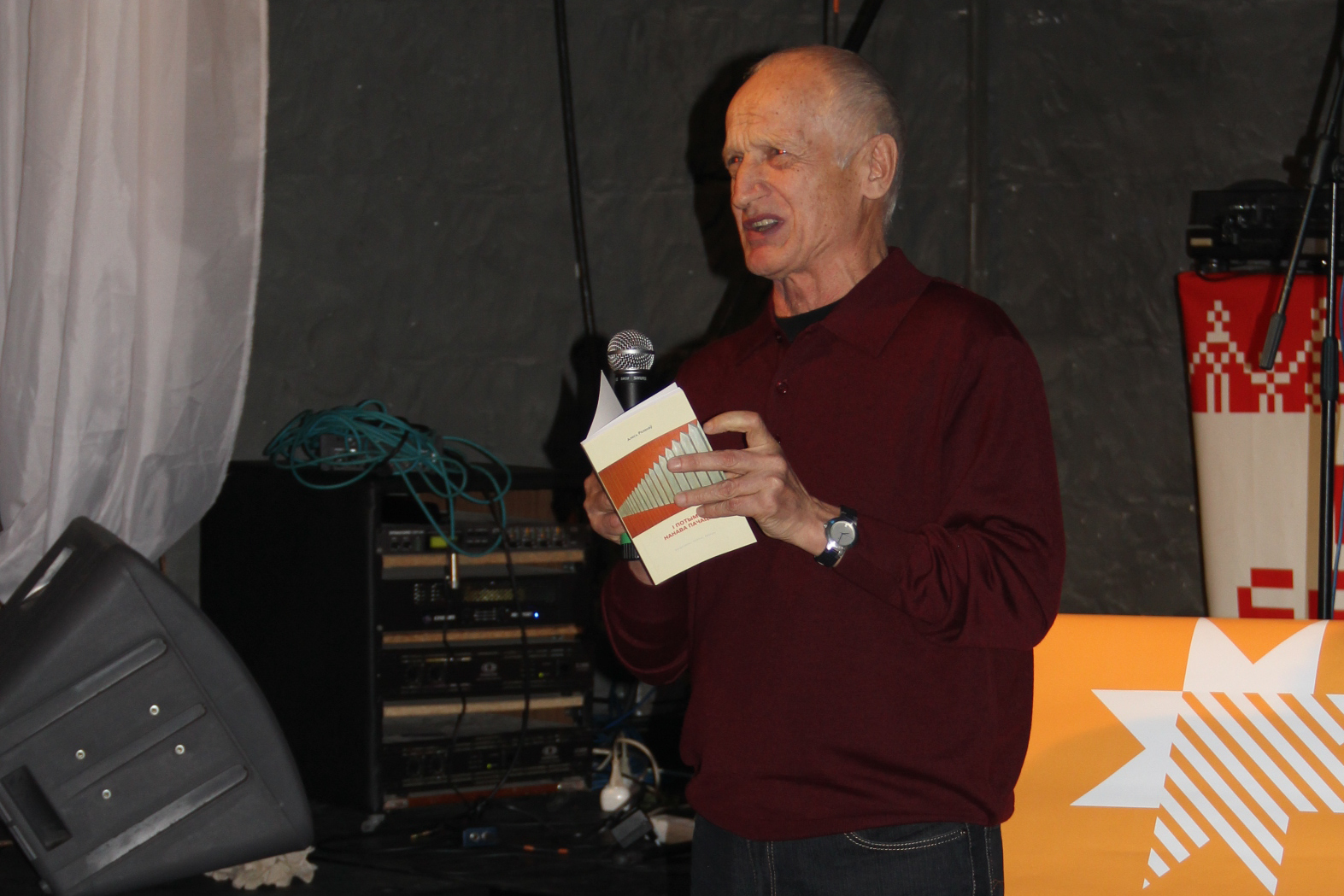
Александр Рязанов

- Айманов, Меиржан Какпасынович (45) — казахстанский пожарный, полковник гражданской защиты, Народный герой Казахстана (2021 год, посмертно)[85].
- Баженов, Виталий Тарасович (69) — советский и российский актёр, артист Калининградского областного драматического театра (о смерти объявлено в этот день)[86].
- Балян, Владилен Александрович (97) — советский и армянский композитор, народный артист Армении (2011)[87].
- Блиндер, Валентин Ильич (83) — советский футболист и тренер[88].
- Дерунов, Герман Павлович (78) — советский и российский конструктор, изобретатель, писатель, создатель российской конструкторской школы по проектированию и разработке снегоходной техники, сын П. Ф. Дерунова[89].
- Ефимов, Юрий Владимирович (72) — советский и российский стоматолог и челюстно-лицевой хирург, доктор медицинских наук, профессор Волгоградского государственного медицинского университета[90].
- Зверев, Алексей Ильич (92) — советский государственный деятель, председатель Государственного комитета СССР по лесному хозяйству (1984—1988)[91].
- Корнилович, Борис Юрьевич (71) — украинский химик, член-корреспондент НАНУ (2003)[92].
- Малиновский, Ежи (68) — польский художник[93].
- Морозов, Иван Васильевич (94) — советский передовик промышленного производства, токарь-карусельщик паротурбинного цеха № 21 Ленинградского металлического завода, Герой Социалистического Труда (1966)[94].
- Рязанов, Александр Степанович (Алесь Рязанов) (73) — советский и белорусский поэт, литературный переводчик и эссеист[95].
- Сандс, Сомпоте (80) — таиландский кинорежиссёр[96].
- Хаусику, Марко (67) — намибийский государственный деятель, министр иностранных дел (2004—2010), заместитель премьер-министра (2010—2015)[97].
- Чука, Чарльз (68) — малавийский экономист, управляющий Резервным банком Малави (2012—2017)[98].
- Шадрин, Владимир Николаевич (73) — советский хоккеист и тренер, двукратный чемпион зимних Олимпийских игр (1972, 1976), пятикратный чемпион мира, заслуженный мастер спорта СССР (1971)[99].
- Эчанова, Рафаэль (93) — филиппинский баскетболист, участник летних Олимпийских игр 1952 года в Хельсинки[100].

## 25 августа

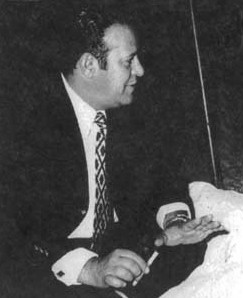
Мухсин Ахмад Аль-Айни

Гунилла Бергстрём

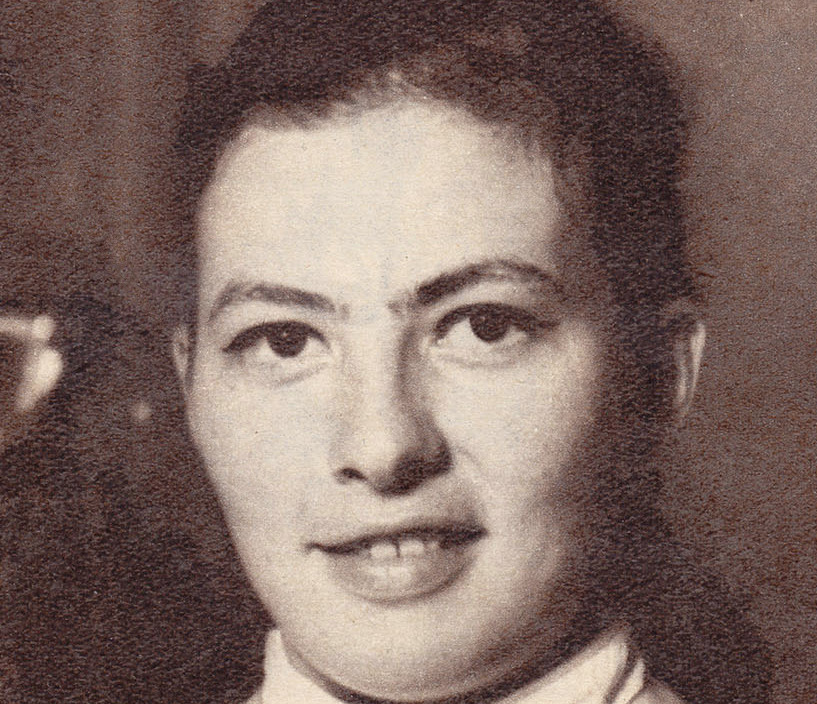
Иляна Дюлай-Дрымбэ-Еней

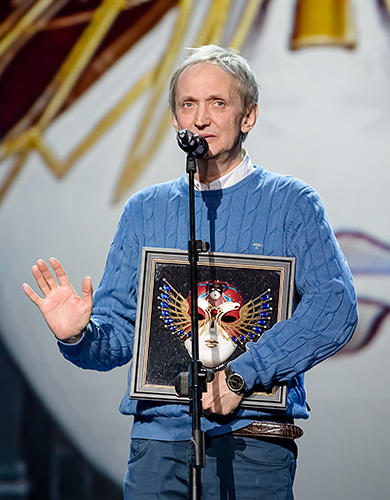
Лаврентий Сорокин

- Аль-Айни, Мухсин Ахмад (88) — премьер-министр Северного Йемена (1967, 1969, 1970—1971, 1971—1972, 1974—1975)[101].
- Аль-Харуми, Саид (49) — израильский политический деятель, депутат Кнессета (с 2017 года)[102].
- Ахмадиев, Нур Гарипович (74) — советский и российский татарский писатель[103].
- Бергстрём, Гунилла (79) — шведская детская писательница и книжный иллюстратор[104].
- Быков, Владимир Александрович (93) — советский и российский металлург, инженер-конструктор, изобретатель. Лауреат Государственной премии СССР (1967)[источник не указан 1426 дней].
- Виндиш, Йохан (80) — австрийский футболист[105].
- Герзанич, Владимир Васильевич (57) — российский тренер и арбитр по водному поло, заслуженный работник физической культуры Российской Федерации[106].
- Гутович, Милан (75) — югославский и сербский актёр[107].
- Дьюкс, Пол (87) — британский историк[108].
- Дюлай-Дрымбэ-Еней, Иляна (75) — румынская рапиристка, бронзовый призёр летних Олимпийских игр в Мехико (1968) и в Мюнхене (1972), чемпион мира (1969)[109].
- Касим, Элли (76) — индонезийская певица[110].
- Лурье, Светлана Владимировна (60) — российский этнолог, социолог и культуролог, доктор культурологии (1998)[111].
- Околович, Владимир Николаевич (88) — советский, казахстанский и российский физик-ядерщик, академик (1987) и вице-президент (1987—1995) АН Казахской ССР / НАН Казахстана[112].
- Петранский, Людовит (77) — словацкий историк искусства, ректор Братиславской высшей школы изобразительных искусств (1989—1990)[113].
- Прохазкова, Зденка (95) — чешская актриса[114].
- Сорокин, Лаврентий Анатольевич (60) — российский актёр, артист театра «Глобус» (с 2010), заслуженный артист Российской Федерации (2005)[115].
- Чекмез, Метин (76) — турецкий актёр[116].
- Чжэн Чжэминь (96) — китайский учёный в области механики, член Китайской академии наук (1980)[117].
- Эминент, Альдо (90) — французский пловец, бронзовый призёр летних Олимпийских игр в Хельсинки (1952)[118].

## 24 августа

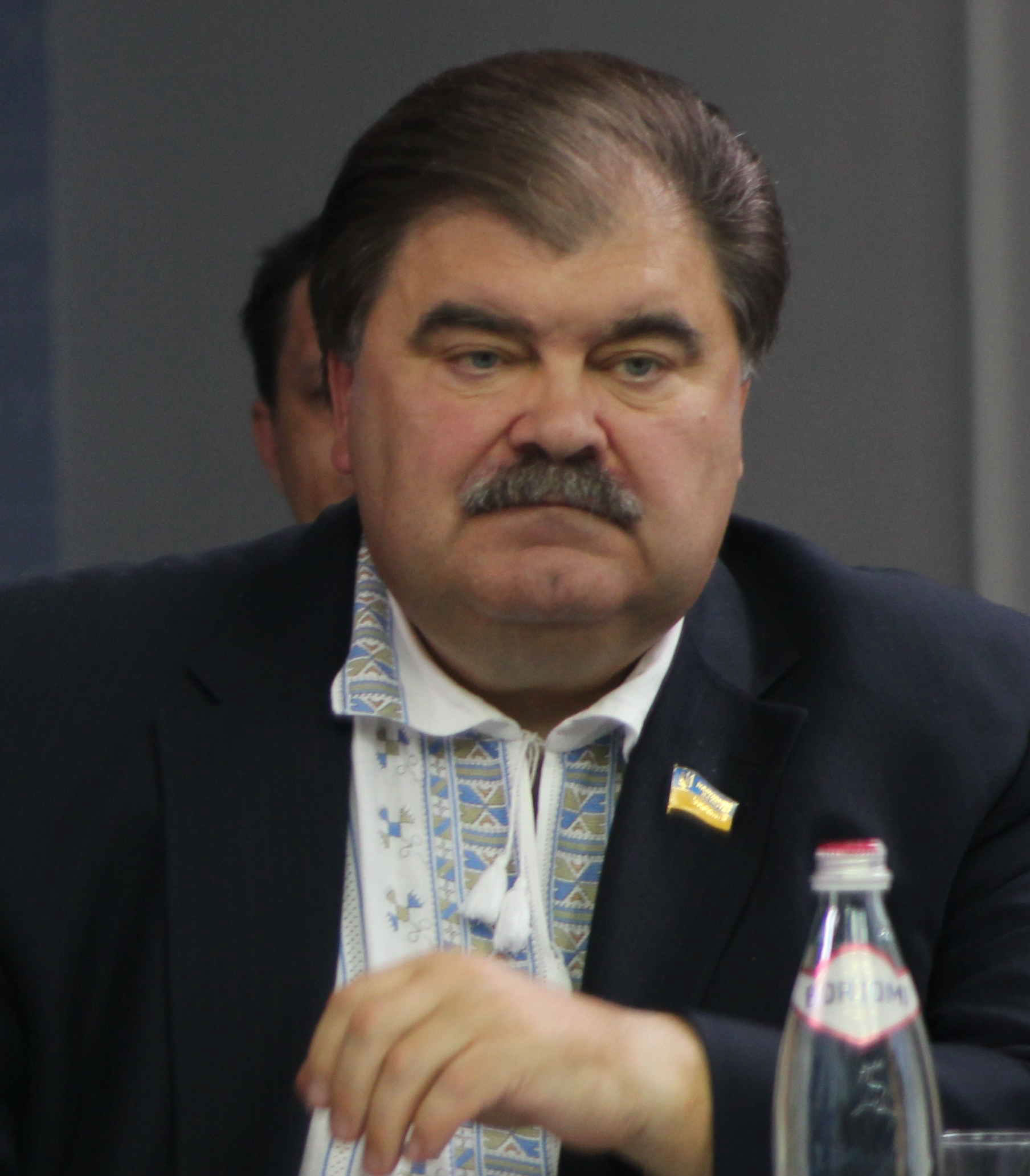
Владимир Бондаренко

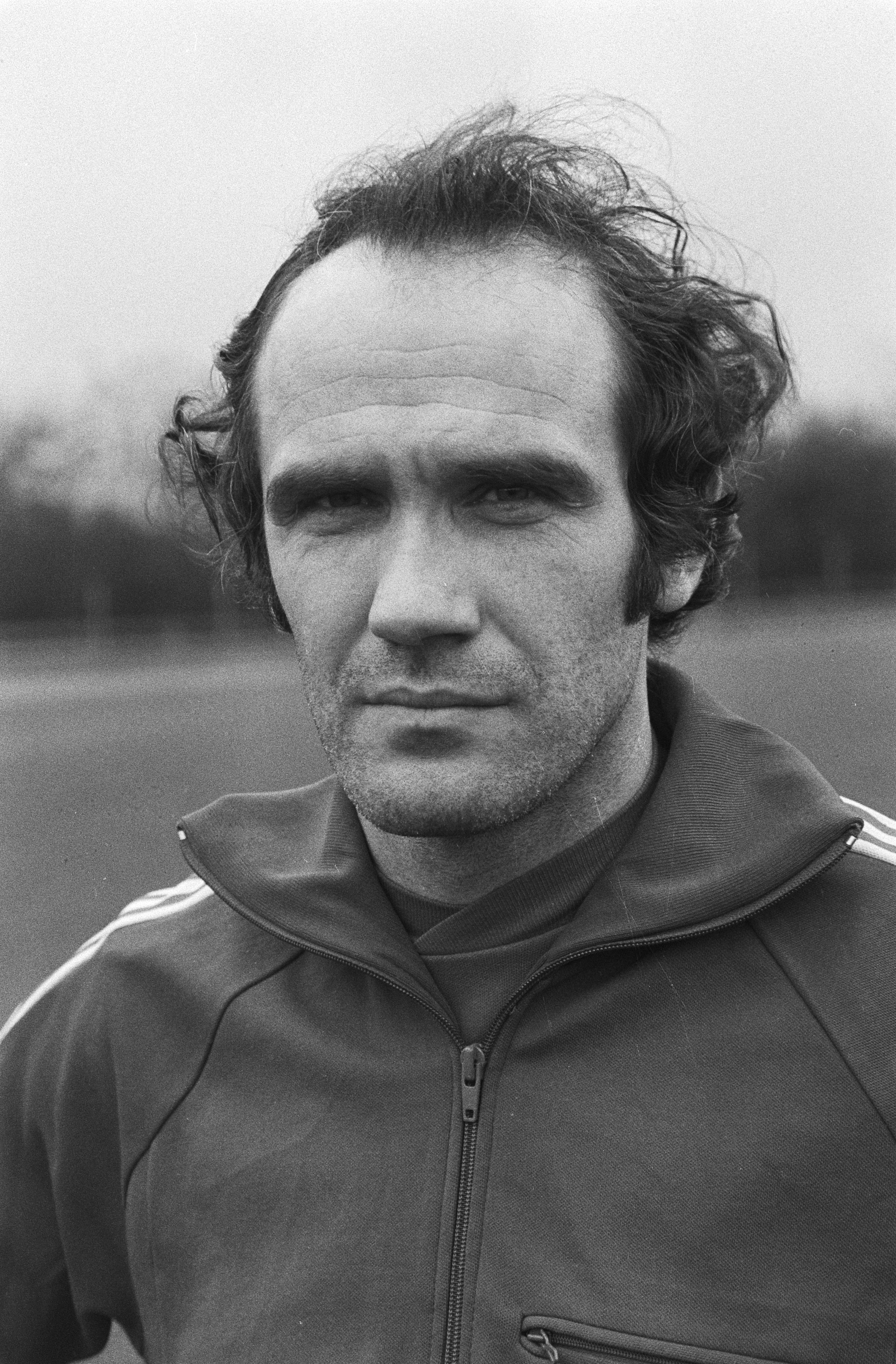
Вилфрид Ван Мур

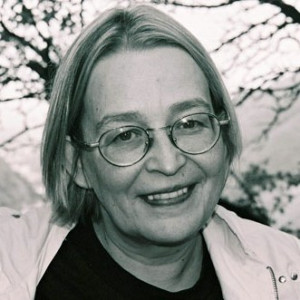
Ольга Липовская

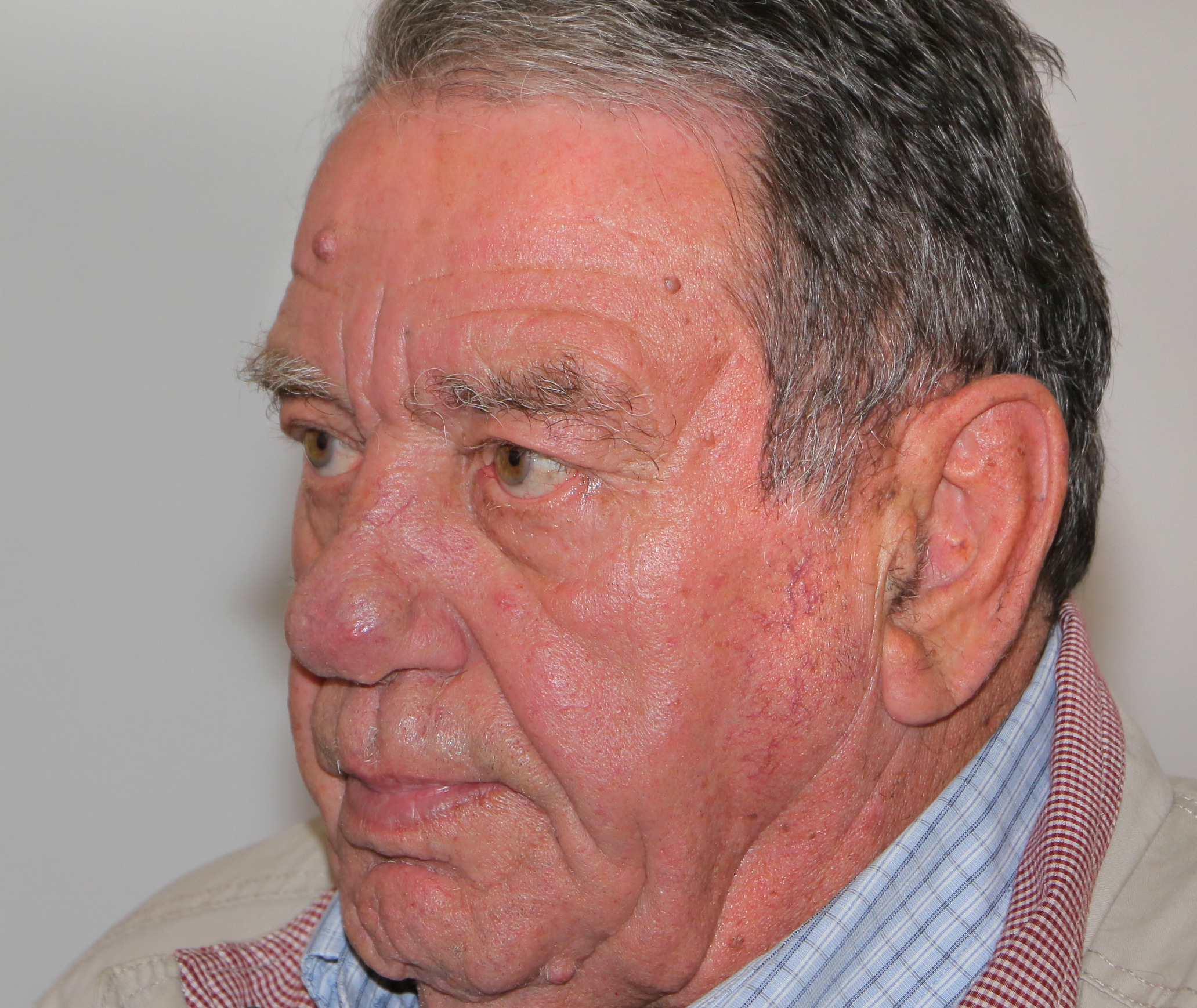
Ян Сухи

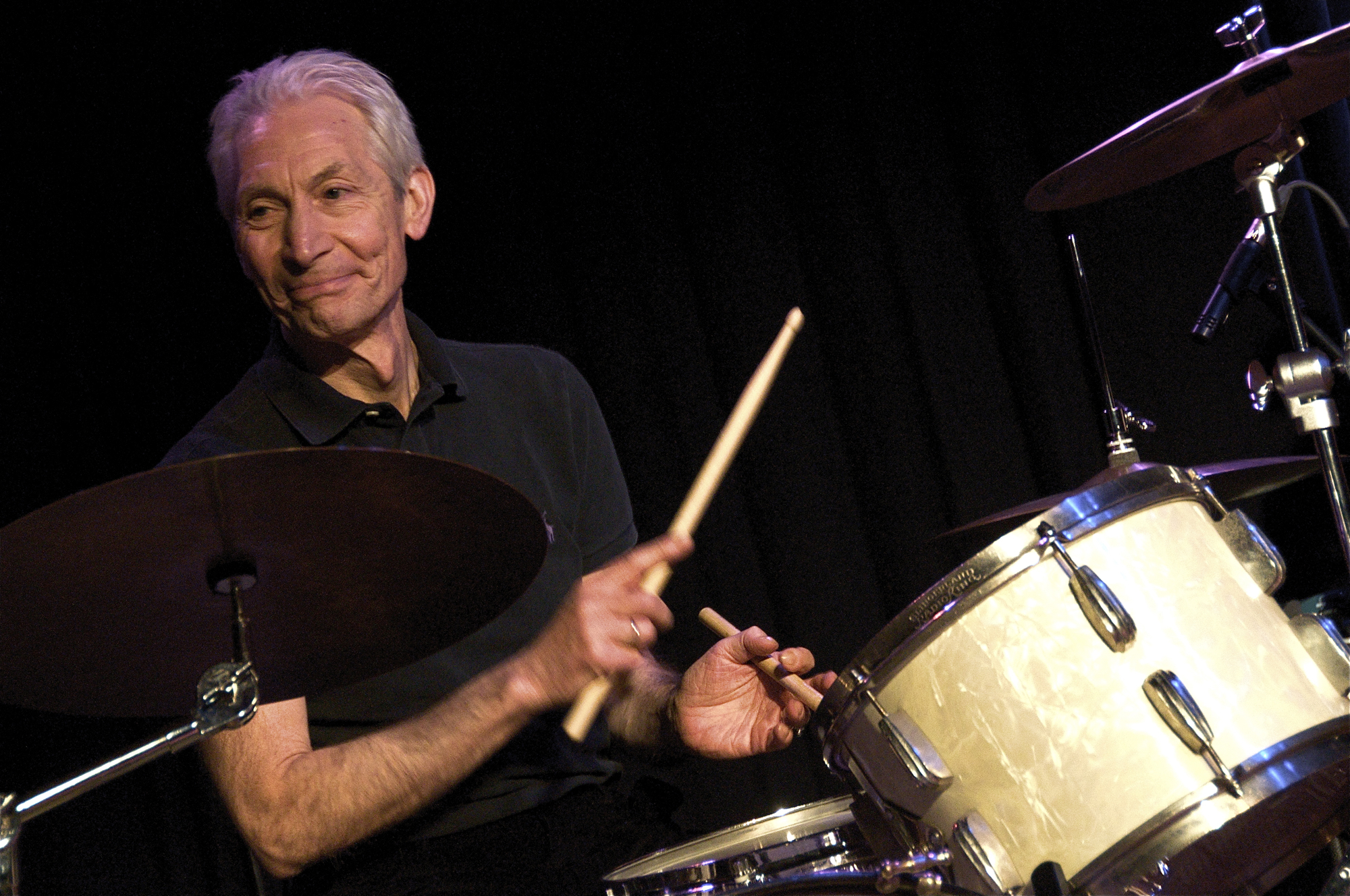
Чарли Уоттс

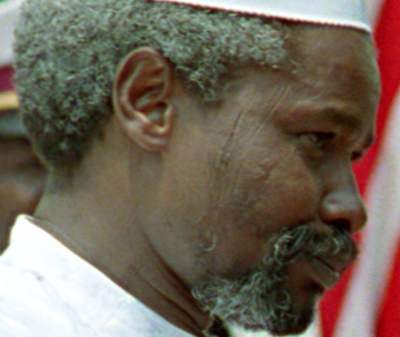
Хиссен Хабре

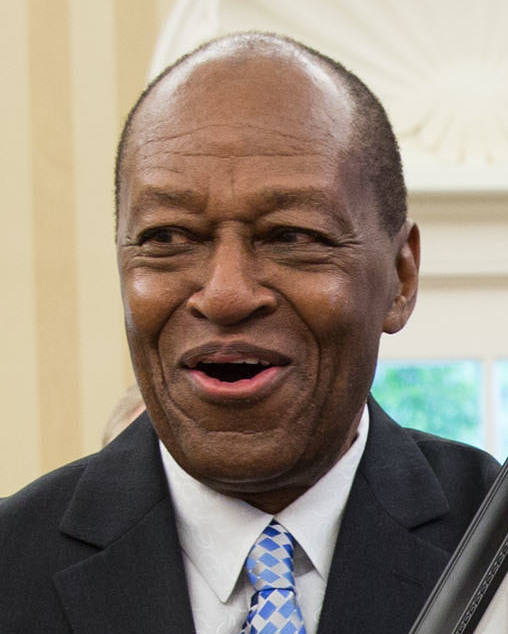
Джерри Харкнесс

- Бондаренко, Владимир Дмитриевич (68) — украинский политический деятель, депутат Верховной рады (1996—2014), мэр Киева (2014)[119].
- Ван Мур, Вилфрид (76) — бельгийский футболист и тренер, серебряный призёр чемпионата Европы в Италии (1980), тренер национальной сборной (1996—1997)[120].
- Влахос, Анестис (87) — греческий актёр[121].
- Гильоти, Марио (75) — аргентинский боксёр, бронзовый призёр летних Олимпийских игр в Мехико (1968)[122].
- Доманьский, Рышард (93) — польский экономгеограф, действительный член Польской академии наук (2002)[123].
- Доровский, Иван (86) — чешский поэт, литературный переводчик, публицист, академик Македонской академии наук и искусств[124].
- Исаева, Наталья Николаевна (60) — российская актриса, народная артистка Российской Федерации (2012)[125].
- Липовская, Ольга Геннадьевна (67) — советская и российская журналистка, поэт и деятельница феминистского движения[126].
- Максимков, Владимир Александрович (83) — советский и российский хоровой дирижёр, заслуженный работник культуры РСФСР (1976), заслуженный деятель искусств Российской Федерации (1999)[127].
- Морозов, Алим Яковлевич (89) — советский и российский историк-краевед[128].
- Надиров, Надир Каримович (89) — советский и казахстанский химик, академик АН Казахской ССР / НАН Казахстана (1983)[129].
- Поборжил, Радек (75) — чешский фолк-музыкант, участник капеллы народной музыки «Чехомор»[130].
- Самаравира, Мангала (65) — ланкийский государственный деятель, министр иностранных дел Шри-Ланки (2005—2007, 2015—2017)[131].
- Сатыбалдиев, Ораз Сатыбалдиевич — советский и казахстанский математик, профессор, заведующий кафедрой математики Казахского национального исследовательско-технического университета имени К. И. Сатпаева[132].
- Сухи, Ян (76) — чехословацкий хоккеист, серебряный призёр зимних Олимпийских игр в Гренобле (1968)[133].
- Уоттс, Чарли (80) — барабанщик британской рок-группы «The Rolling Stones»[134].
- Филичев, Иван Иванович (84) — советский и российский художник[135].
- Хабре, Хиссен (78) — чадский государственный деятель, премьер-министр (1978—1979), президент (1982—1990)[136].
- Харкнесс, Джерри (81) — американский баскетболист[137].
- Чижов, Анатолий Алексеевич (87) — советский и российский организатор промышленности, директор завода «Прогресс» (1980—1996), Герой Социалистического Труда (1988) (о смерти объявлено в этот день)[138].

## 23 августа

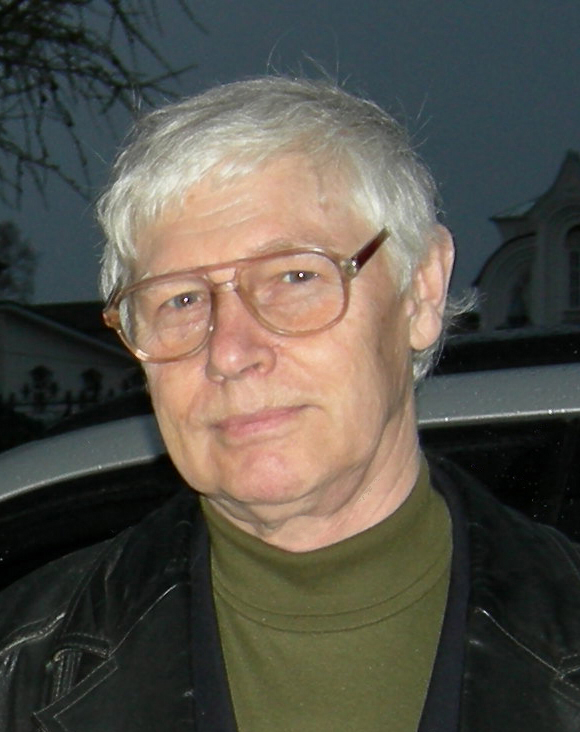
Александр Бакулевский

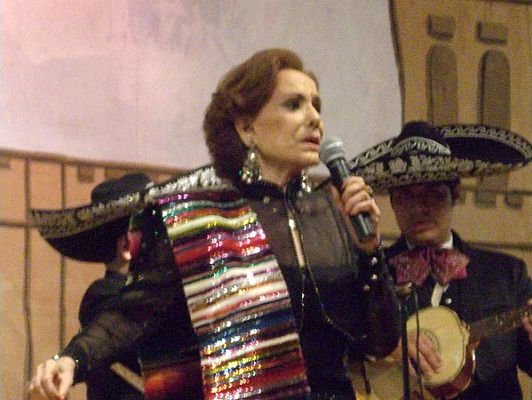
Росита Кинтана

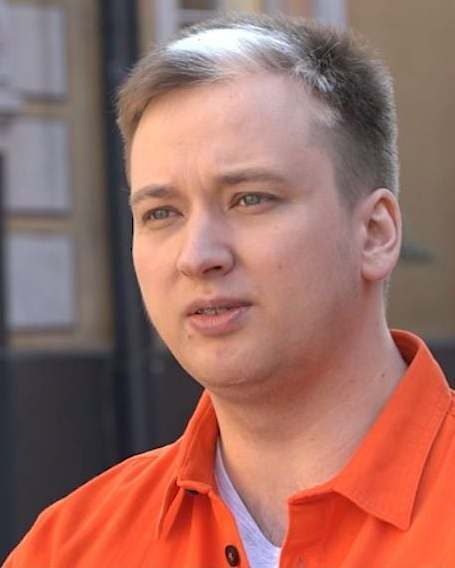
Александр Кузьмин

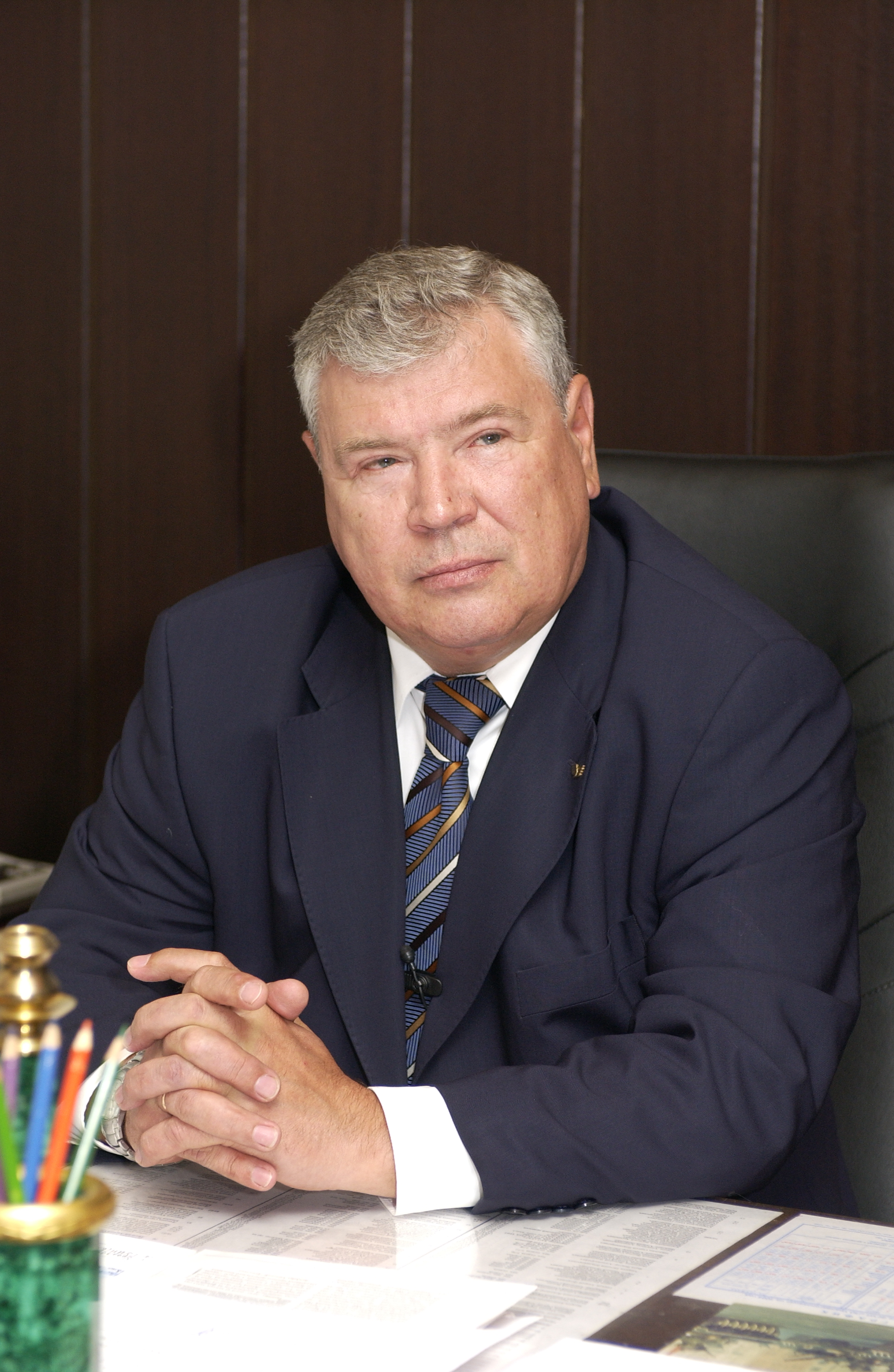
Николай Малых

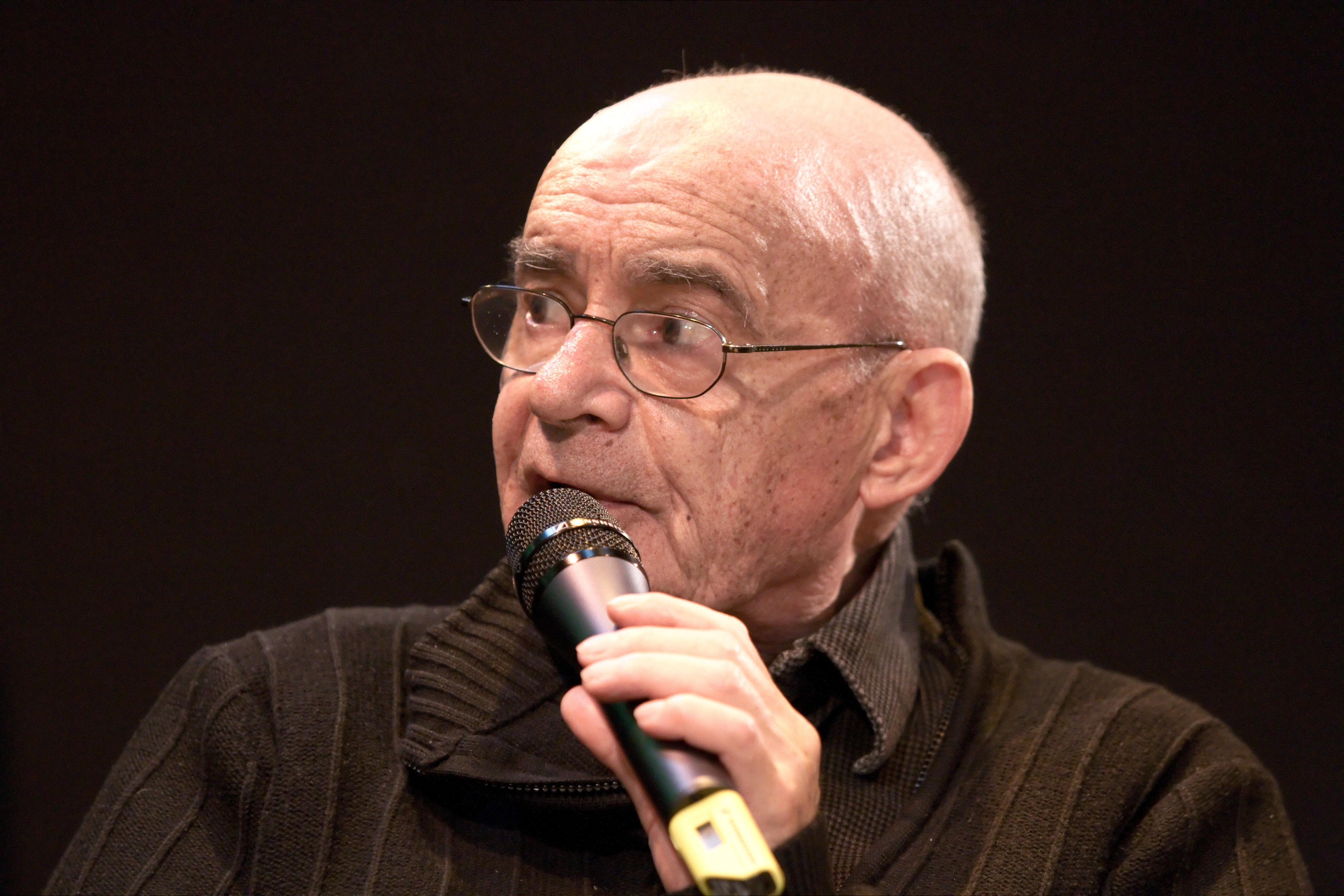
Жан-Люк Нанси

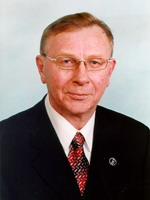
Виктор Орлов

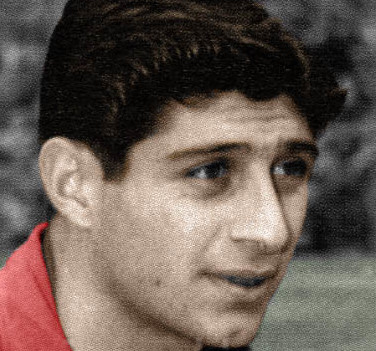
Хосе Юдика

- Агийи-Иронси, Виктория (97) — первая леди Нигерии (1966)[139].
- Бакулевский, Александр Сергеевич (85) — советский и российский график, народный художник Российской Федерации (2006)[140].
- Баратов, Мусо (78) — советский и таджикский партийный, хозяйственный и государственный деятель, министр сельского хозяйства Таджикистана (1996—1998), первый секретарь Курган-Тюбинского обкома КП Таджикистана (1991)[141].
- Баренбойм, Пётр Давидович (72) — советский и российский адвокат[142].
- Бахчеванова, Виолета (86) — болгарская актриса, артистка Национального театра Ивана Вазова[143].
- Грилло, Юсуф (86) — нигерийский художник[144].
- Зотиков, Андрей Евгеньевич (61) — российский кардиохирург, член-корреспондент РАН (2019)[145].
- Кинтана, Росита (96) — мексиканская актриса и певица[146].
- Кузьмин, Александр Вадимович (36) — латвийский юрист-правозащитник, общественный деятель, политик, публицист[147].
- Ломия, Гоча (69) — грузинский киноактёр[148].
- Малых, Николай Александрович (73) — российский организатор оборонной промышленности, генеральный директор Уралвагонзавода (1997—2009)[149].
- Нанси, Жан-Люк (81) — французский философ[150].
- Нейдер, Майкл (76) — американский актёр[151].
- Неробеев, Александр Иванович (83) — советский и российский пластический хирург, доктор медицинских наук, профессор[152].
- Орлов, Виктор Петрович (81) — российский государственный деятель, министр природных ресурсов Российской Федерации (1996—1998), (1998—1999)[153].
- Павлова, Нина Сергеевна (89) — советский и российский филолог, переводчик, литературовед[154].
- Романов, Владислав Иванович (72) — русский писатель, драматург, сценарист[155].
- Трэверс, Брайан (62) — британский саксофонист, участник группы UB40[156].
- Самсонов, Юрий Григорьевич (91) — советский государственный и партийный деятель, первый секретарь Ульяновского обкома КПСС (1987—1990)[157].
- Чернощёков, Анатолий Евгеньевич (72) — советский и украинский архитектор, народный художник Украины[158].
- Юдика, Хосе (84) — аргентинский футболист и тренер[159].

## 22 августа

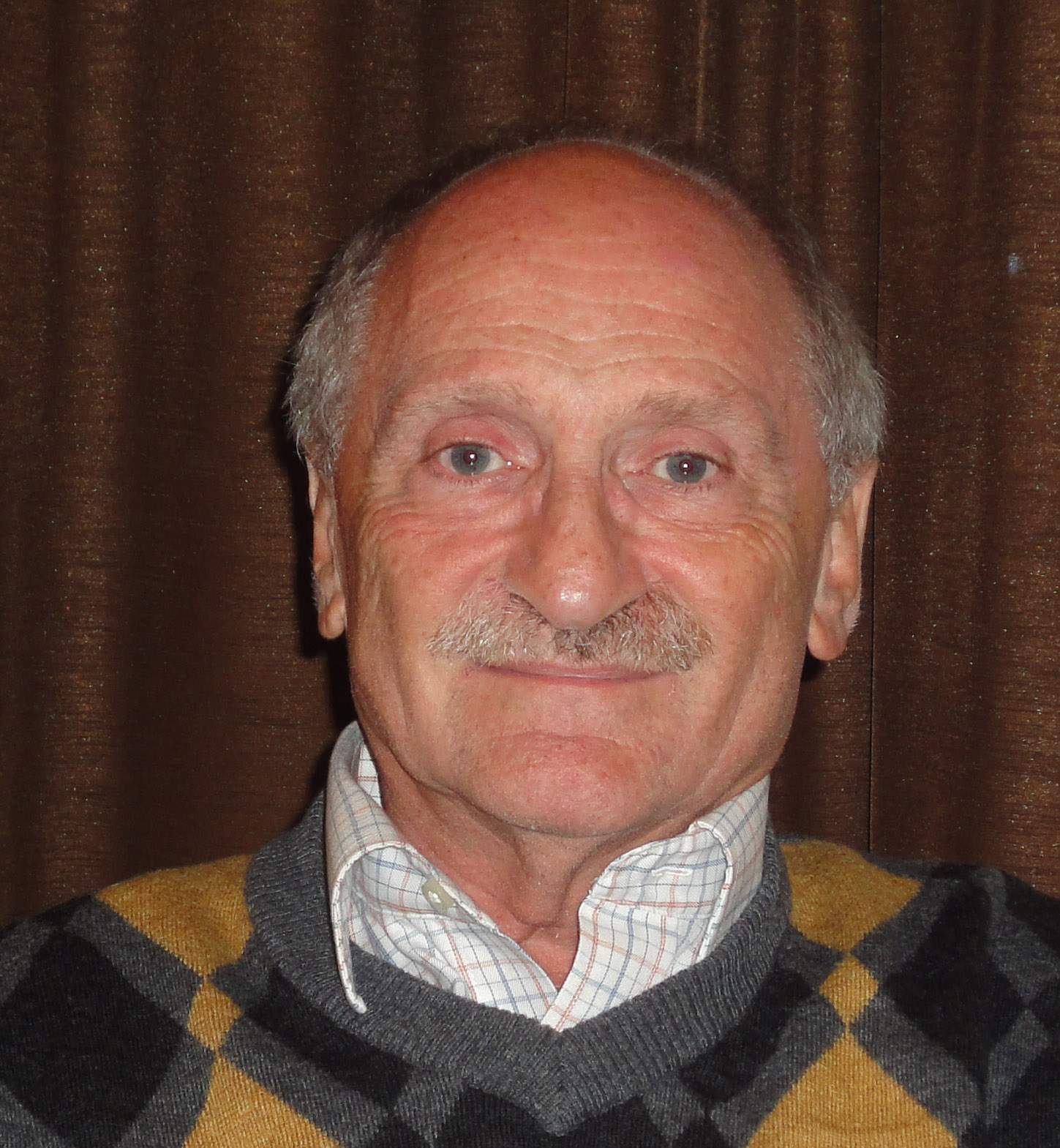
Джордж Бурнутян

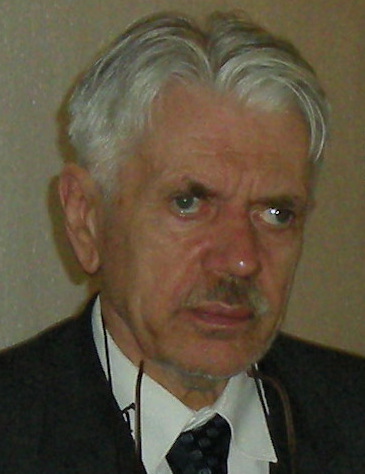
Анджей Шинцель

- Азирханов, Басшы Айжанакович (66) — казахстанский государственный деятель, аким Бейнеуского района Мангистауской области (1992—2017)[160].
- Бика, Альберто (63) — уругвайский футболист, игрок национальной сборной (1979—1981)[161].
- Бородин, Владимир Михайлович (72) — советский и российский гандбольный тренер, заслуженный тренер России[162].
- Бурнутян, Джордж (77) — американский историк[163].
- Бюрль, Шарль (85) — французский оперный певец (тенор)[164].
- Бэрри, Клиффорд (75) — канадский ватерполист, участник летних Олимпийских игр 1972 года в Мюнхене и 1976 года в Монреале[165].
- Вервес, Юрий Григорьевич (74) — советский и украинский биолог и энтомолог, доктор биологических наук (1989), профессор[166].
- Жильбер, Род (80) — канадский хоккеист, член Зала хоккейной славы[167].
- Мотинов, Георгий Васильевич (77) — российский певец оперы и оперетты (баритон), заслуженный артист Российской Федерации (1999)[168].
- Оразалы, Султан Шарипович (80) — советский и казахстанский литературный критик, литературовед, теледраматург, заслуженный деятель Казахстана (2001)[169].
- Хиршман, Джек (87) — американский поэт и литературный переводчик[170].
- Холдаров, Топиболди (79) — узбекский политический деятель, сенатор (с 2020 года)[171].
- Шамкай, Рашит (81) — советский и российский актёр, артист Татарского театра имени Галиасгара Камала (1968—2001), народный артист Татарской АССР (1987)[172].
- Шаранович, Эдин (45) — боснийский футболист[173].
- Шахид Хаким, Суйед (82) — индийский футболист и футбольный рефери[174].
- Шахидур Рахман, Шейх (70) — бангладешский политический деятель, депутат Парламента (1986—1988)[175].
- Шинцель, Анджей (84) — польский математик, действительный член Польской Академии наук (1994)[176].
- Эш, Эрик (93) — британский учёный в области электротехники, член Лондонского королевского общества (1977), иностранный член РАН (2003)[177].

## 21 августа

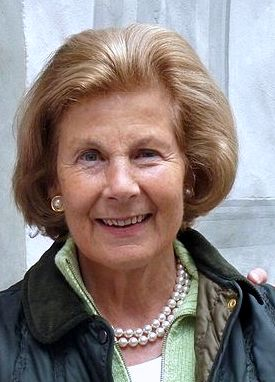
Мария (княгиня Лихтенштейна)

- Грек, Джо (67) — мальтийский игрок в снукер и в английский бильярд, чемпион мира (1997)[178].
- Дарма, Буди (84) — индонезийский писатель[179].
- Иванов, Владимир Романович (85) — советский боксёр, участник летних Олимпийских игр в Мюнхене (1972)[180].
- Качоровская, Каролина (90) — первая леди Польши (1989—1990, в изгнании)[181].
- Козиков, Иван Андреевич (92) — советский и российский философ, доктор философских наук (1980), заслуженный профессор МГУ (2007)[182].
- Лома, Мими (75) — малайзийская актриса[183].
- Мария (81) — княгиня-консорт Лихтенштейна (с 1989 года)[184].
- Орлова, Галина Александровна (92) — советская и белорусская актриса, артистка Театра имени Янки Купалы (с 1959), народная артистка БССР (1991)[185].
- Орсомандо, Николетта (92) — итальянская актриса и телеведущая[186].
- Сильвестрин, Лука (60) — итальянский баскетболист[187].
- Триантафиллопулос, Костас (65) — греческий киноактёр[188].
- Читра (56) — индийская киноактриса[189].
- Чугаев, Александр Петрович (97) — советский и российский учёный-юрист[190].
- Эверли, Дон (84) — американский певец и автор песен (The Everly Brothers)[191].
- Эдлингер, Рудольф (81) — австрийский государственный деятель, министр финансов (1997—2000)[192].

## 20 августа

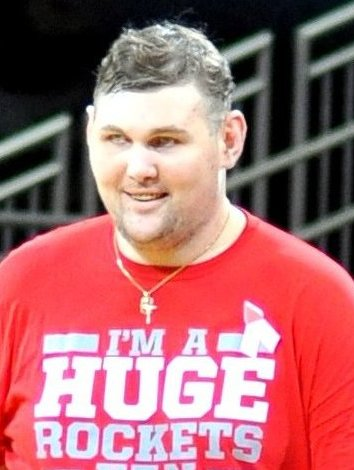
Игорь Вовковинский

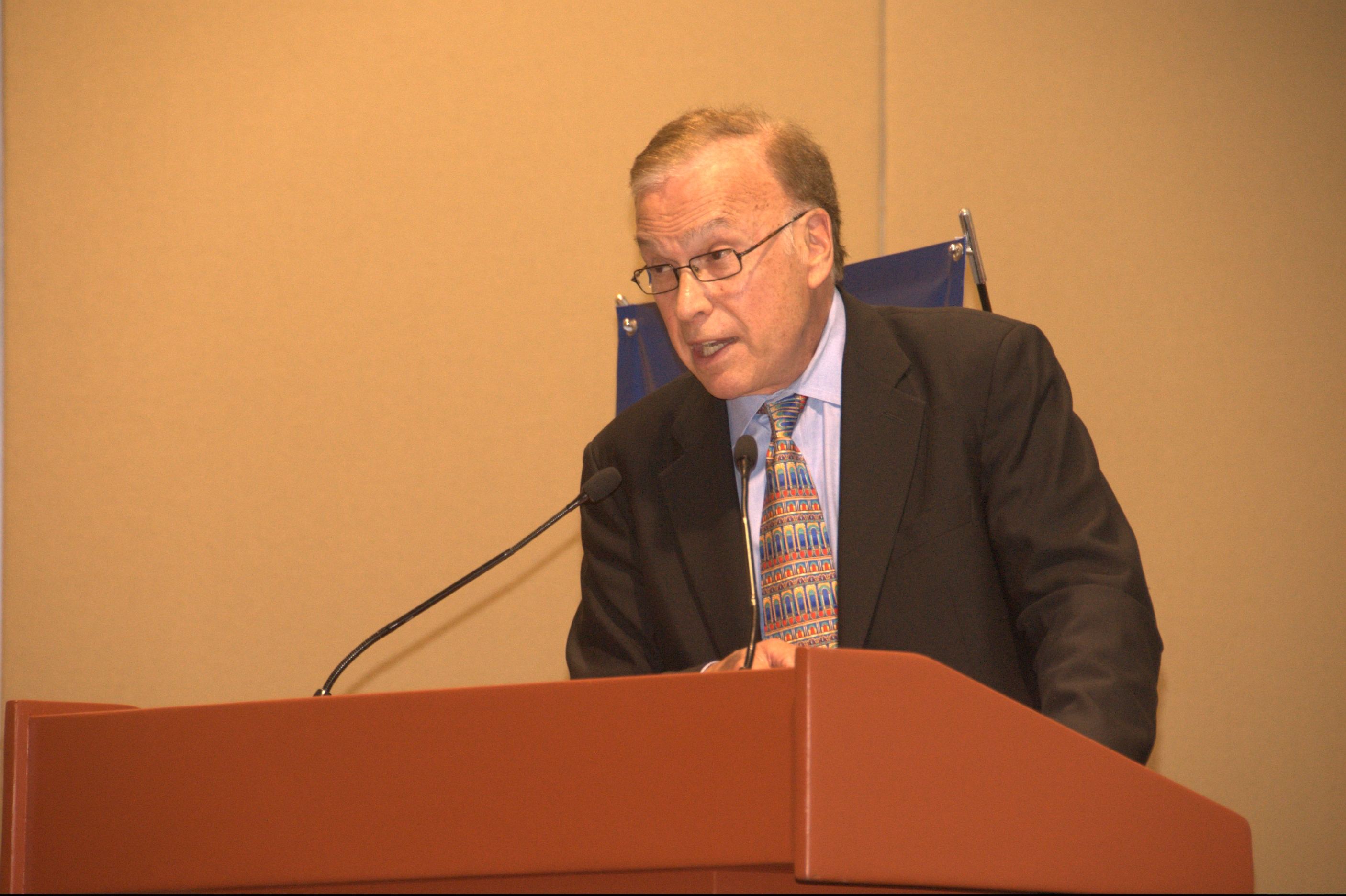
Лестер Саламон

- Алексеев, Андрей Никанорович (67) — советский и российский поэт[193].
- Д’Агата, Нино (65) — итальянский киноактёр[194].
- Вовковинский, Игорь (38) — американский актёр[195].
- Вострышев, Михаил Иванович (70) — советский и российский журналист и писатель [источник не указан 1409 дней].
- Дмитрук, Николай Ильич (60) — украинский предприниматель и политический деятель, депутат Верховной рады (2012—2014)[196].
- Кэри, Иан (45) — американский музыкальный продюсер и автор текстов песен[197].
- Межеловский, Николай Васильевич (84) — советский и российский геолог, заслуженный геолог РСФСР[198].
- Милованов, Пётр Алексеевич (83) — советский и российский художник-монументалист, иконописец[199].
- Морган, Майкл (63) — американский дирижёр[200].
- Подчуфаров, Вячеслав Иванович (79) — советский и российский конструктор-оружейник, лауреат Ленинской премии (1988), премии Правительства РФ (2004)[201].
- Савьяне, Паоло (59) — итальянский политический деятель, сенатор (с 2018 года)[202].
- Саламон, Лестер (78) — американский экономист и социолог[203].
- Сервадио, Гая (83) — итальянская писательница[204].
- Спиглазова, Нина Яковлевна (80) — советский режиссёр документальных фильмов, заслуженный деятель искусств РСФСР[205].
- Харлоу, Ларри (82) — американский пианист и композитор[206].

## 19 августа

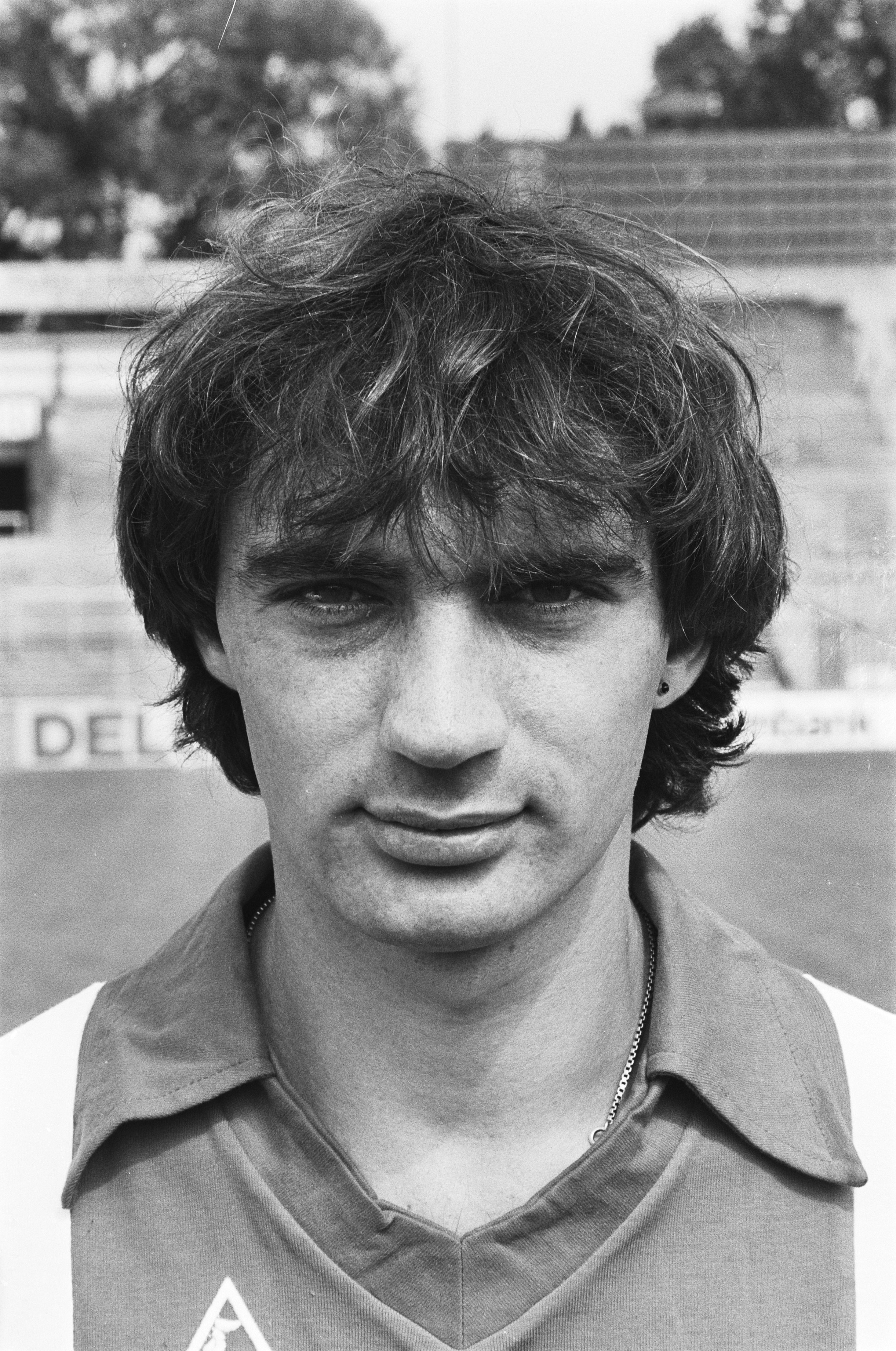
Мартин Вигемансен

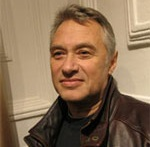
Евгений Гороховский

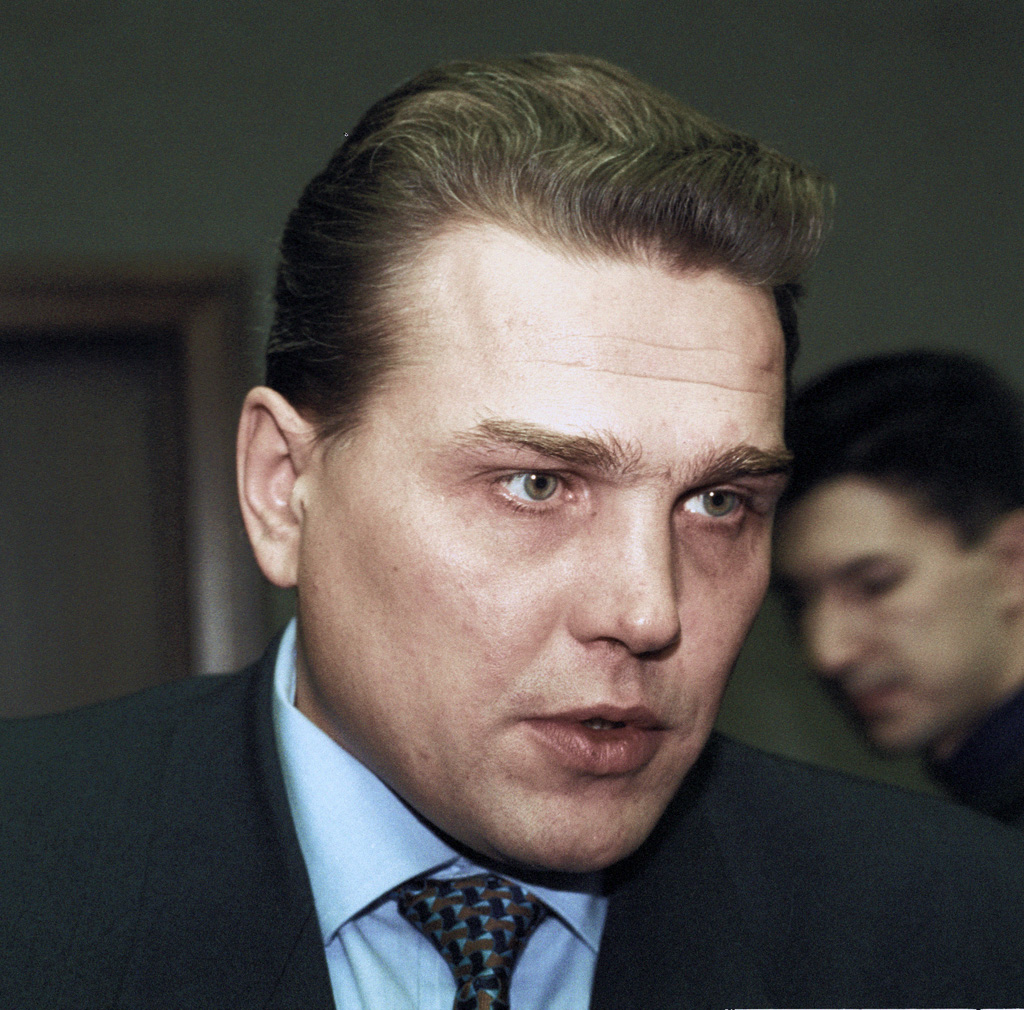
Алексей Ильюшенко

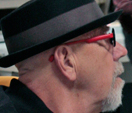
Чак Клоуз

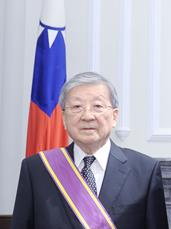
Ли Син

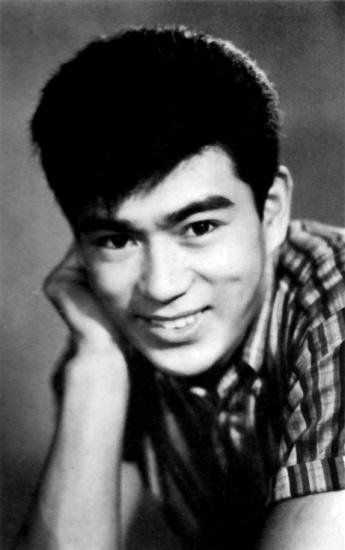
Синъити Тиба

- Баходирханов, Мухаммад Кабир (80) — узбекский физик, академик АН РУз (2017)[207].
- Вигемансен, Мартин (64) — нидерландский футболист (о смерти объявлено в этот день)[208].
- Гороховский, Евгений Эдуардович (70) — российский художник[209].
- Гулуев, Вячеслав Маратович (80) — советский и российский кинооператор и кинорежиссёр-документалист, заслуженный деятель искусств РФ (1992)[210].
- Ильюшенко, Алексей Николаевич (63) — российский юрист, и. о. генерального прокурора Российской Федерации (1994—1995)[211].
- Клоуз, Чак (81) — американский художник-фотореалист[212].
- Куччолла, Артуро (73) — итальянский архитектор[213].
- Ли Син (91) — тайваньский кинорежиссёр[214].
- Мокров, Евгений Алексеевич (84) — советский и российский физик, генеральный директор АО «Научно-исследовательский институт физических измерений» (1995—2009), заслуженный деятель науки Российской Федерации[215].
- Ольшевский, Хенрик (89) — польский историк права, действительный член Польской академии наук (2007)[216].
- Оюн, Сиин-оол Лакпаевич (86) — советский и российский тувинский театральный режиссёр и актёр, заслуженный артист РСФСР (1974)[217].
- Порембский, Ежи (82) — польский бард, автор песен на морскую тему[218].
- Сидуэлл, Билл (101) — австралийский теннисист, победитель чемпионата США по теннису в парном разряде (1949)[219].
- Тиба, Синъити (82) — японский актёр и мастер боевых искусств[220].
- Щербаков, Владимир Леонтьевич (81) — советский и российский актёр, артист Краснодарского молодёжного театра (с 1995), заслуженный артист РСФСР (1988)[221].

## 18 августа

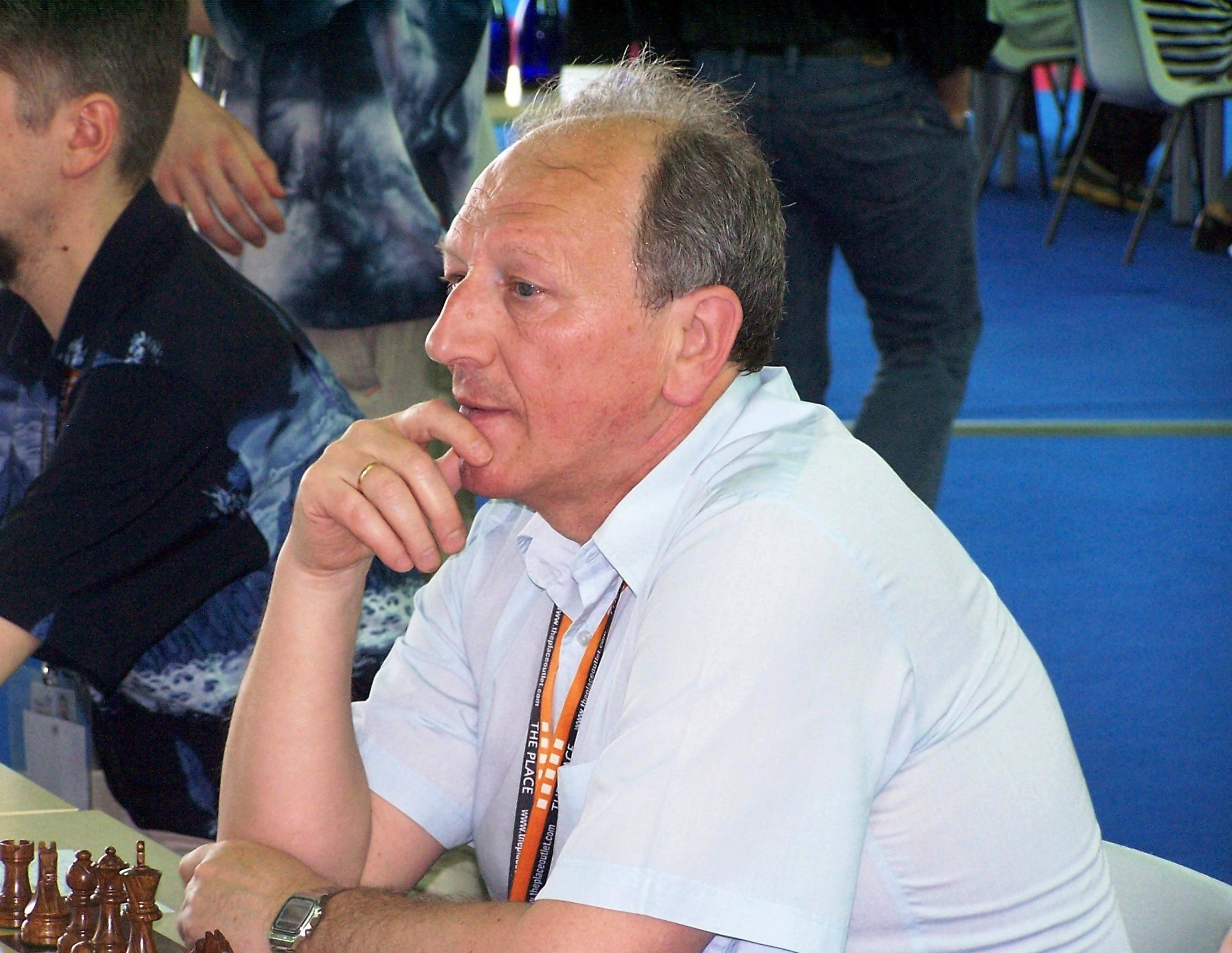
Евгений Свешников

- Абдул Хамид Абу Сулейман (84/85) — исламский богослов, ректор Международного исламского университета Малайзии (1989—1999)[222].
- Абуэва, Хосе (93) — филиппинский политолог, ректор Филиппинского университета (1987—1993)[223].
- Алим, Мухаммад (76) — индонезийский юрист, судья Конституционного суда Индонезии (2008—2015)[224].
- Альтенбург, Франц-Йозеф (80) — австрийский скульптор и художник-керамист[225].
- Доминикес, Мария Магдалена (99) — испанская поэтесса[226].
- Емельянов, Степан Иннокентьевич (85) — советский и российский якутский актёр театра и кино, артист и директор Якутского государственного театра драмы имени П. А. Ойунского[227].
- Кривохатский, Виктор Анатольевич (67) — российский энтомолог, доктор биологических наук (1999), научный сотрудник Зоологического института РАН[228].
- Лиагр, Тьерри (68) — французский актёр-комик[229].
- Лузянин, Владимир Ильич (92) — советский и российский деятель авиационной промышленности, директор (1969—1996) и президент (с 1996) НОАО «Гидромаш», Герой Социалистического Труда (1989)[230].
- Мёрфи, Джилл (71) — английская детская писательница и книжный иллюстратор[231].
- Митчелл, Остин (86) — британский политический деятель, депутат Парламента (1977—2015)[232].
- Михельсон, Евгений Иванович (81) — советский, российский и туркменский художник-мультипликатор[233].
- Сарваров, Наиль Сарварович (74) — советский и российский артист балета и хореограф, заслуженный артист РСФСР (1984)[234].
- Свешников, Евгений Эллинович (71) — советский, российский и латвийский шахматист, гроссмейстер (1977)[235].
- Томияма, Таэко (99) — японский художник[236].
- Хазиева, Равиля Минигалеевна (91) — советская танцовщица, солистка ГААНТ им. Ф. Гаскарова (1952—1973) и Башкирской филармонии (1973—1978)[237].
- Хьюз, Брэдли Уэйн (87) — американский миллиардер[238].
- Коптев, Василий Иванович (72) — заслуженный врач-офтальмолог Российской Федерации[239].

## 17 августа

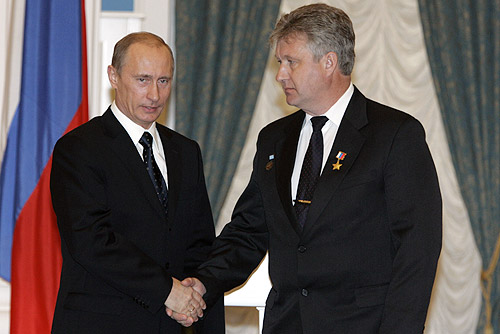
Николай Куимов

- Аксельсен, Олав (55) — норвежский государственный деятель, министр нефти и энергетики (2000—2001), депутат Стортинга (1989—2009)[240].
- Алимхан, Жунисбек (83) — советский и казахский языковед, доктор филологических наук (1989), профессор[241].
- Бромберг, Шейла (92) — британская арфистка, выступавшая в составе Лондонского симфонического оркестра[242].
- Глуховеря, Виталий Андреевич (57) — украинский юрист, руководитель Днепропетровской областной милиции (1998—2003)[243].
- Го Цзинкунь (87) — китайский химик-неорганик, член Китайской академии наук (1991)[244].
- Зауткин, Валерий Васильевич (80) — советский и российский физик, первый проректор ДВГТУ (1992—1998) [источник не указан 1426 дней].
- Куимов, Николай Дмитриевич (63) — российский лётчик-испытатель, Герой Российской Федерации (2006); авиакатастрофа[245].
- Манту, Ибрагим (74) — нигерийский государственный деятель, заместитель председателя парламента Нигерии (2003—2007)[246].
- Мрамба, Бэзил (81) — танзанийский государственный деятель, министр финансов (2001—2005)[247].
- Пас Дельгадо, Родриго (87) — эквадорский политический деятель, министр финансов (1980—1981)[248].
- Паулан (51) — ангольский футболист[249].
- Сон, Эдуард Евгеньевич (76) — российский физик, академик РАН (2016)[250].
- Таерпур, Фереште (68) — иранский кинопродюсер[251].
- Федорченко, Александр Иванович (74) — советский и российский архитектор, заслуженный архитектор России[252].

## 16 августа

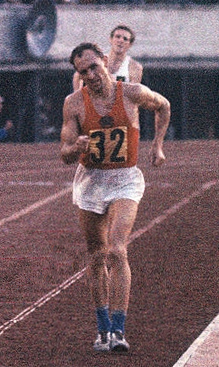
Владимир Голубничий

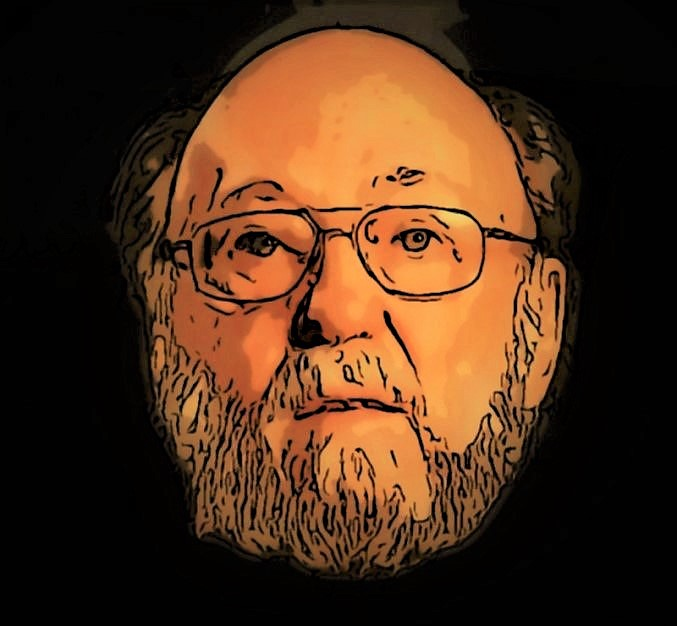
Рок Демер

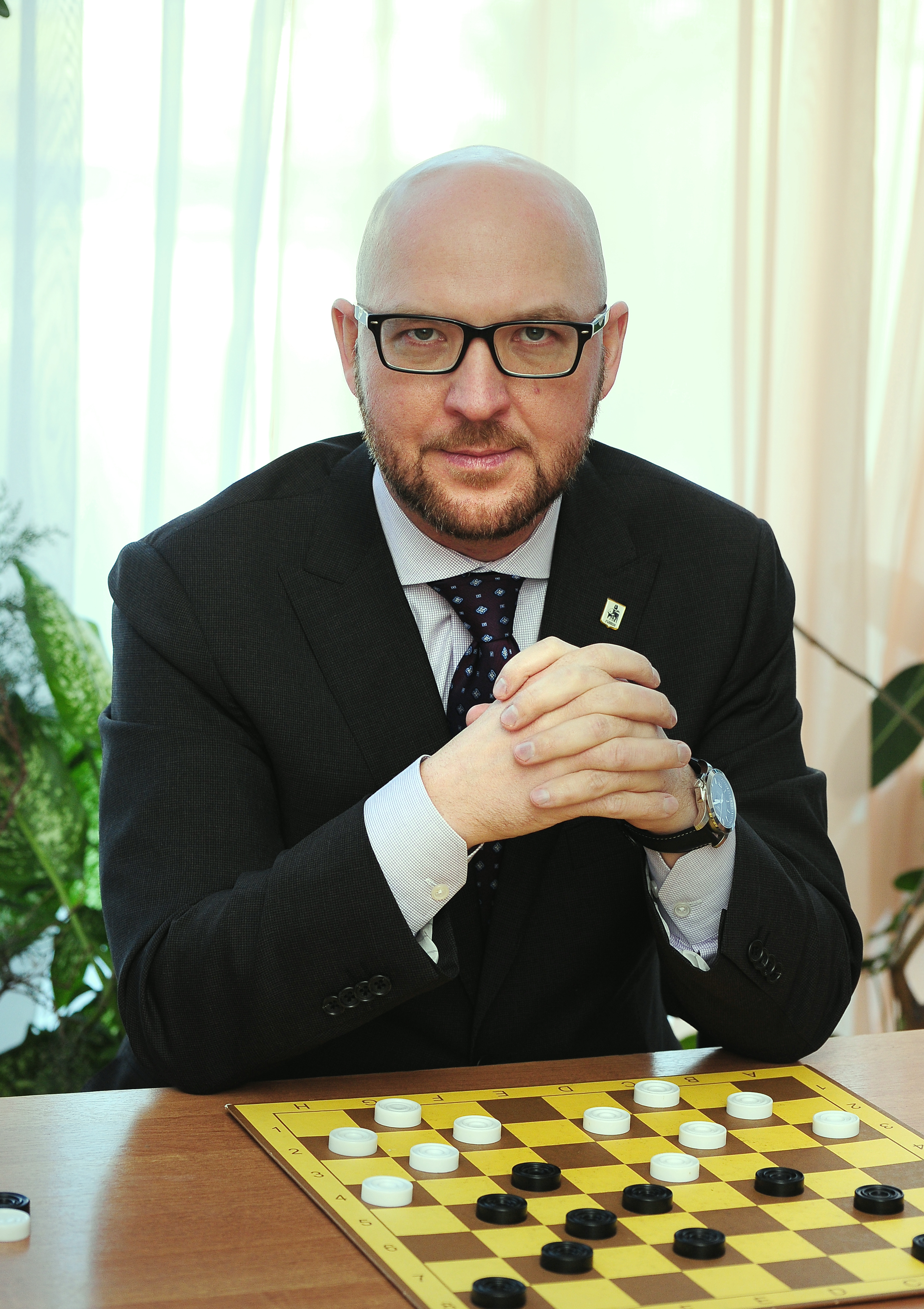
Владимир Скрабов

- Акуев, Николай Ильич (79) — советский и казахстанский юрист, судья Конституционного суда Республики Казахстан[253].
- Блаустейн, Давид (68) — аргентинский режиссёр и продюсер документального кино[254].
- Генералов, Михаил Борисович (80) — советский и российский учёный, доктор технических наук (1986), профессор (1980), ректор МГИХМ / МГАХМ (1990—2007), заслуженный деятель науки Российской Федерации (2006)[255].
- Голубничий, Владимир Степанович (85) — советский легкоатлет, двукратный чемпион (1960 — в Риме, 1968 — в Мехико), бронзовый призёр (1964 — в Токио) и серебряный призёр (1972 — в Мюнхене) летних Олимпийских игр в ходьбе на 20 км, заслуженный мастер спорта СССР (1960)[256].
- Грёнхёуг, Марит (80) — норвежская актриса[257].
- Гульченко, Александр Никитович (97) — советский партийный и государственный деятель, заместитель министра рыбного хозяйства СССР (1975—1989)[258].
- Демер, Рок (87) — канадский кинопродюсер[259].
- Куликова, Александра Николаевна (78) — советская и российская мордовская певица, солистка хора, народная артистка РСФСР (1986)[260].
- Молев, Евгений Александрович (74) — российский историк-антиковед, археолог, доктор исторических наук (1994), профессор ННГУ (1996)[261].
- Омране, Садок (83) — тунисский боксёр, участник летних Олимпийских игр 1960 года в Риме[262].
- Сакагами, Хироси (85) — японский писатель[263].
- Сейтхан, Амангельды (52) — казахстанский спортивный журналист[264].
- Скрабов, Владимир Васильевич (46) — российский шашист[265].
- Строгальщиков, Виктор Леонидович (71) — российский писатель и журналист[266].
- Султанова, Гулизар Ахмедовна (82) — советский и российский искусствовед[267].
- Эккарт, Вольфганг Уве (68) — немецкий историк медицины[268].
- Юрасов, Андрей Владимирович (59) — российский авиаконструктор[269].

## 15 августа

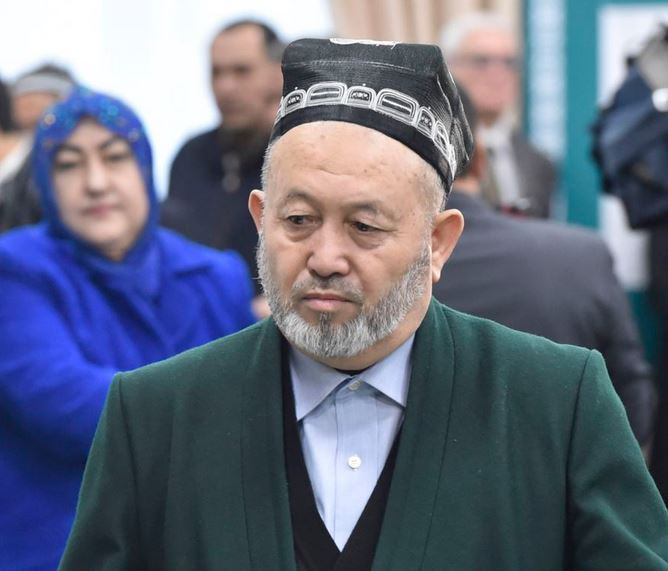
Усман Алимов

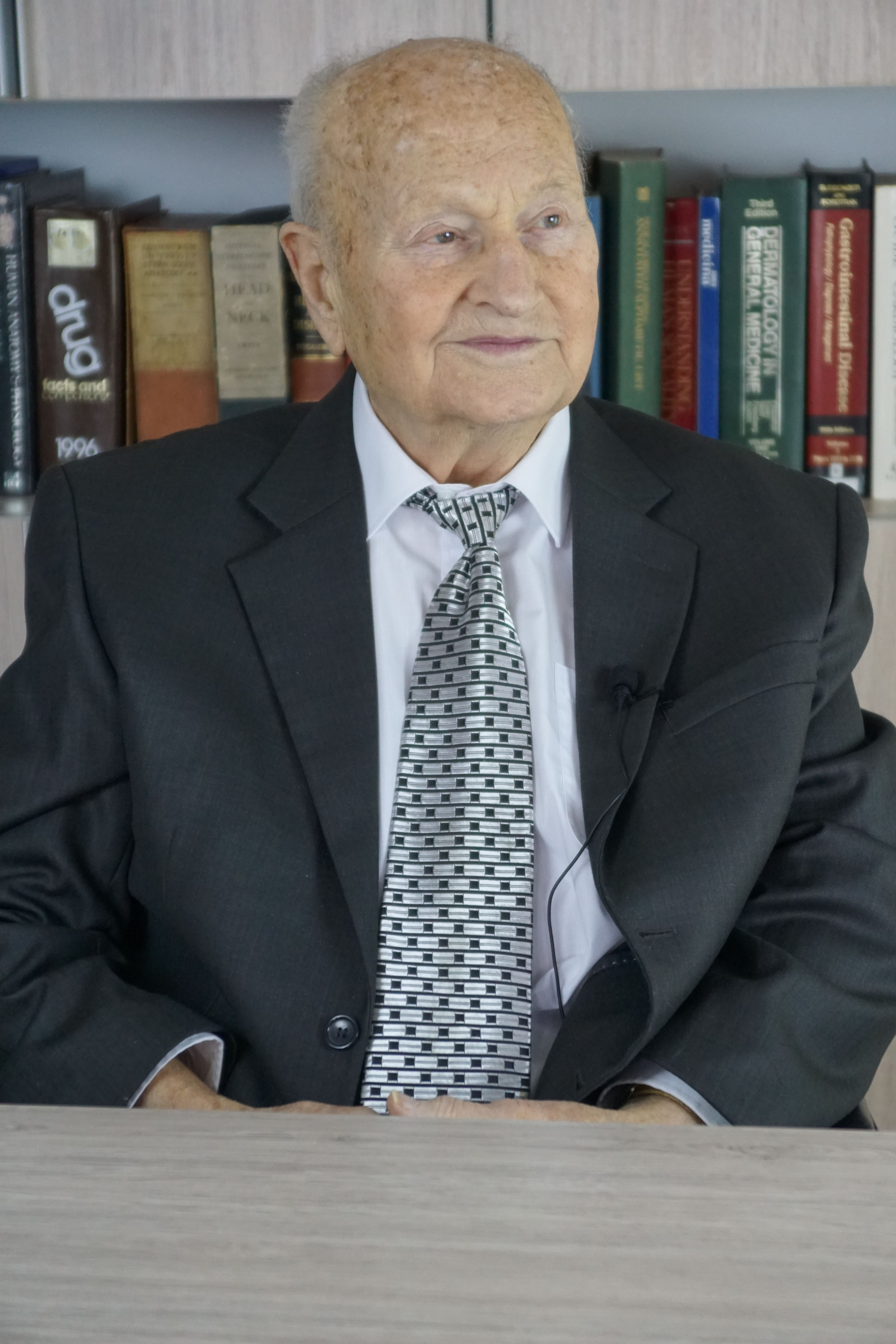
Юргис Бредикис

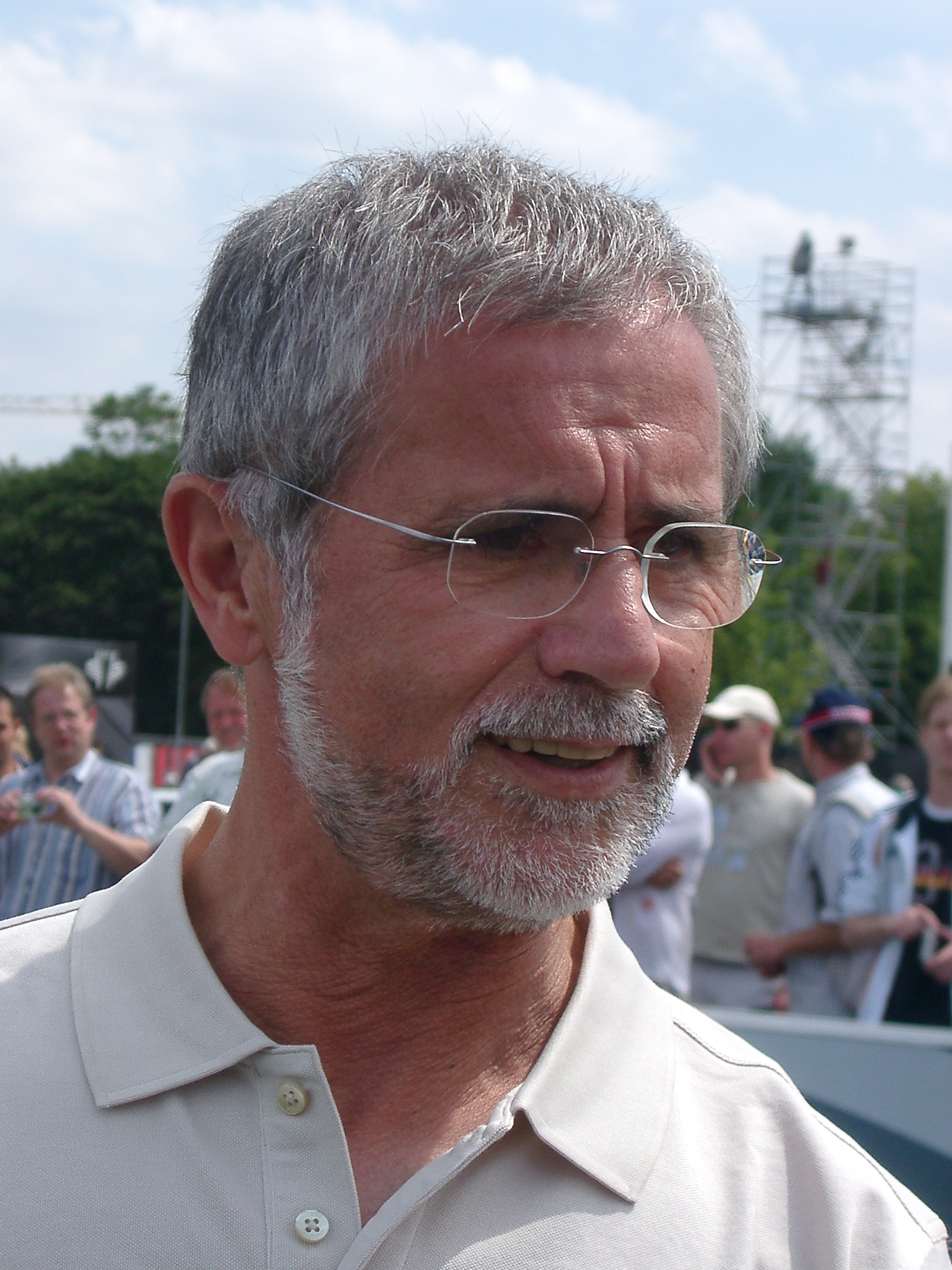
Герд Мюллер

- Абетеков, Асан Кемелович (83) — советский и киргизский археолог[270].
- Алимов, Усман (71) — узбекский религиозный деятель, главный муфтий Узбекистана (с 2006 года)[271].
- Апиладо, Рут (113) — американская неверифицированная долгожительница[272].
- Брахими, Абдельхамид (85) — алжирский политический деятель, премьер-министр Алжира (1984—1988)[273].
- Бредикис, Юргис Юозович (92) — советский и литовский кардиохирург, академик АМН СССР / РАМН (1986—2013), академик РАН (2013)[274].
- Д’Анджело, Джанфранко (84) — итальянский актёр[275].
- Монтальбано, Джузеппе (96) — итальянский политический деятель, член Сената Италии (1976—1987)[276].
- Мюллер, Герд (75) — западногерманский футболист, чемпион мира (1974) и Европы (1972), трёхкратный обладатель Кубка европейских чемпионов (1974, 1975, 1976) в составе клуба «Бавария» (Мюнхен)[277].
- Павлов, Константин Юрьевич (48) — украинский государственный деятель, мэр Кривого Рога (с 2020 года)[278].
- Пахалин, Владимир Васильевич (74) — советский и российский тренер по прыжкам в воду, заслуженный тренер России[279].
- Сизов, Владимир Анатольевич (71) — советский и российский актёр, артист Екатеринбургского ТЮЗа (с 1969), заслуженный артист Российской Федерации (1993)[280].
- Субботин, Юрий Николаевич (85) — советский и российский математик, член-корреспондент РАН (2000)[281].

## 14 августа

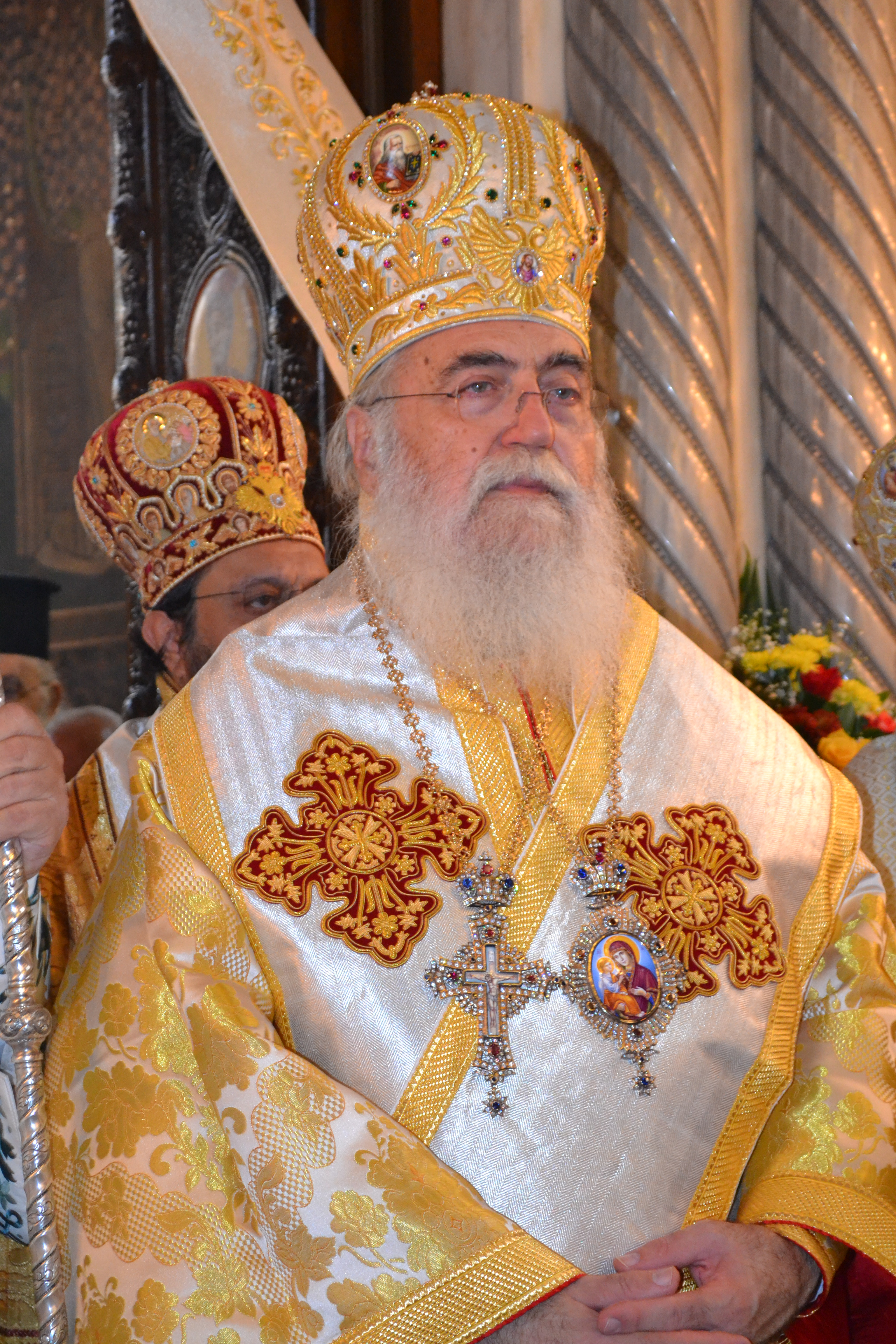
Климент (Коцомитис)

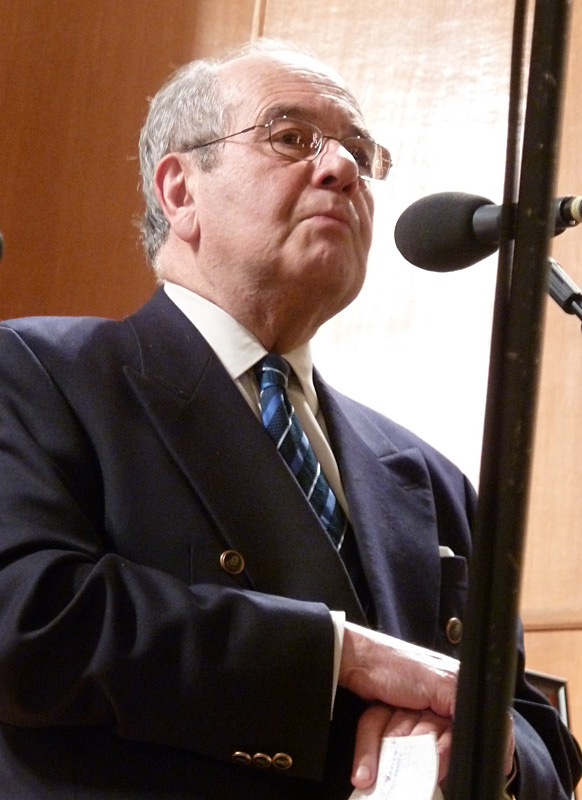
Игорь Ойстрах

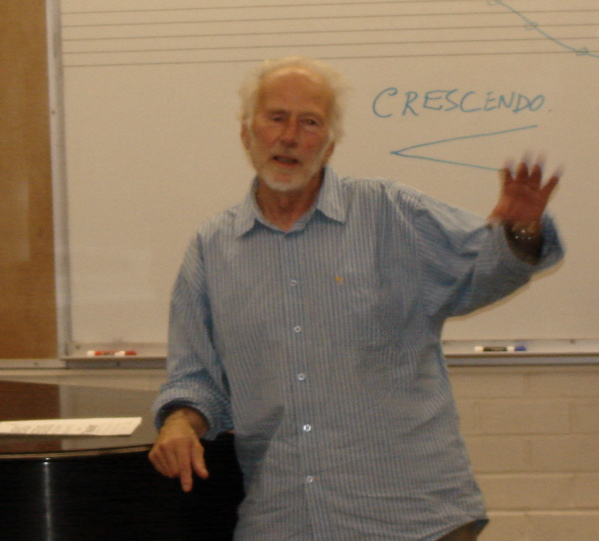
Рэймонд Шафер

- Ачукарро, Игнасио (85) — парагвайский футболист, игрок национальной сборной Парагвая (1956—1958)[282].
- Барышев, Юрий Иванович (84) — советский и российский фотожурналист, заслуженный работник культуры РФ[283].
- Вуд, Хью (89) — британский композитор[284].
- Гамзатов, Гусейн Абдулаевич (59) — российский государственный деятель, мэр Буйнакска (2005—2016)[285].
- Гордон, Дина Семёновна (98) — советский и российский морфолог, доктор медицинских наук (1967), профессор Чувашского университета (1968—2000)[286].
- Дельи Эспости, Пьера (83) — итальянская актриса[287].
- Десинов, Лев Васильевич (78) — советский и российский географ и путешественник[288].
- Духовный, Виктор Абрамович (87) — советский и узбекский специалист по водному хозяйству и гидромелиорации, доктор технических наук (1990), профессор[289].
- Климент (Коцомитис) (66/67) — иерарх Элладской православной церкви, митрополит Перистерийский (с 2019 года)[290].
- Коррейя, Карлуш (87) — премьер-министр Гвинеи-Бисау (1991—1994, 1997—1998, 2008—2009, 2015—2016)[291].
- Манахимов, Лев Яковлевич (71) — российский балетмейстер, заслуженный деятель искусств Российской Федерации, отец Жасмин[292].
- Мусабек, Ерболат Ныгыманович (75) — советский и казахстанский демограф[293].
- Ойстрах, Игорь Давидович (90) — советский и российский скрипач, народный артист СССР (1989), сын Д. Ф. Ойстраха[294].
- Поцюс, Альгирдас (90) — литовский писатель и политический деятель, депутат Сейма (1992—1996)[295].
- Скрипкин, Анатолий Степанович (80) — советский и российский археолог[296].
- Тамм, Тыну (78) — советский и эстонский актёр[297].
- Туран, Ян (89) — словацкий поэт и литературный переводчик[298].
- Черных, Николай Георгиевич (84) — советский и российский организатор угольной промышленности, рационализатор, изобретатель, лауреат Государственной премии СССР в области науки и техники[299].
- Чунхаван, Бунруен (101) — первая леди Таиланда (1988—1991)[300].
- Шейфер, Рэймонд Мюррей (88) — канадский композитор и писатель[284].
- Шур, Александр Григорьевич (74) — советский и российский архитектор[301].

## 13 августа

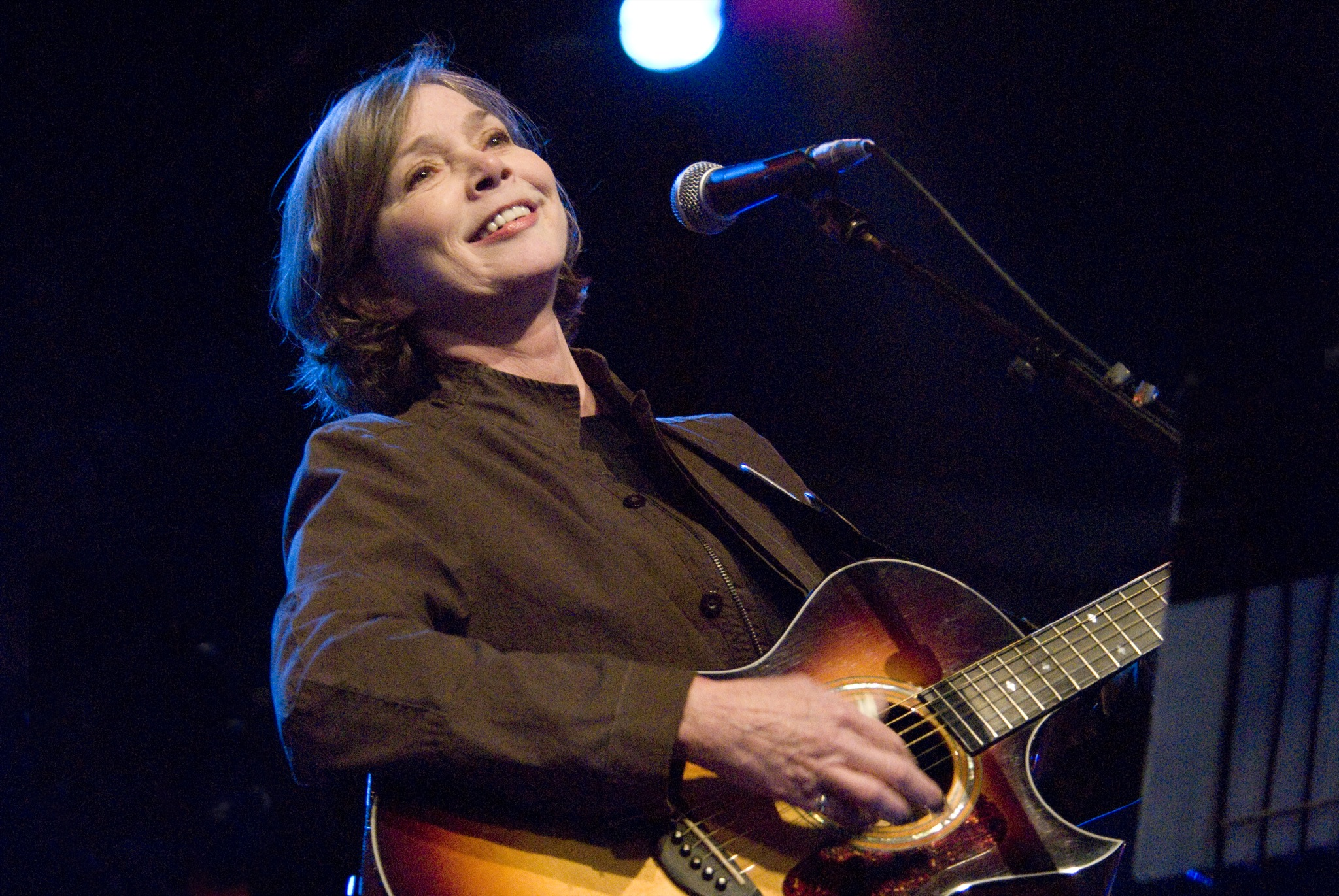
Нэнси Гриффит

Яхья Керимов

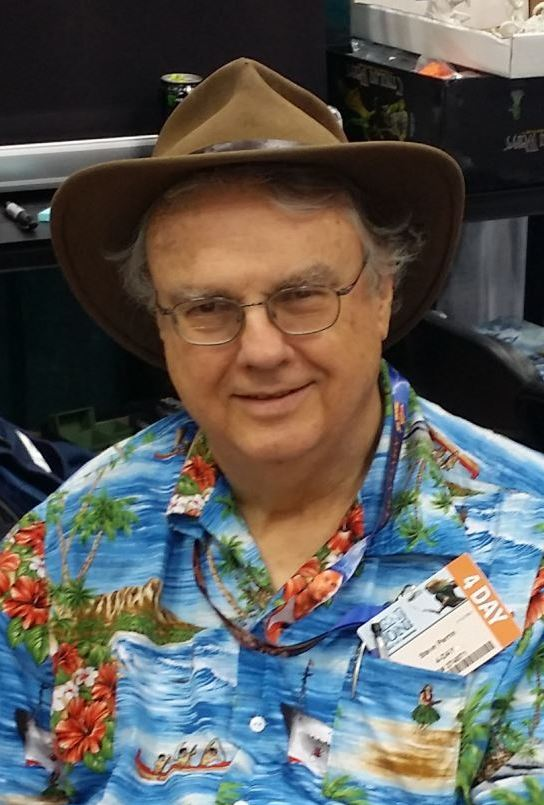
Стив Перрин

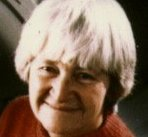
Кэролин Шумейкер

- Азизкулов, Джумабой (87) — советский и таджикский литературовед и переводчик, доктор филологических наук[302].
- Алиев, Вагиф Мазахир оглы (81) — советский и азербайджанский актёр театра и кино, народный артист Азербайджана (2002)[303].
- Ардила Люлль, Карлос (91) — колумбийский бизнесмен, основатель Организации Ардилы Люлля[304].
- Бородзик, Анджей (91) — польский общественный и политический деятель, депутат Сейма Польши, глава Союза Харцерства Польского[305].
- Гриффит, Нэнси (68) — американская певица и автор песен, лауреат премии «Грэмми» за «Лучший альбом современного фолка» (1994)[306].
- Керимов, Яхья Шафи оглы (94) — советский и азербайджанский педагог, доктор педагогических наук, профессор[307].
- Кириллов, Геннадий Дмитриевич (77) — российский театральный режиссёр, основатель и художественный руководитель Рязанского театра «Переход», театральный педагог, заслуженный работник культуры РФ (2006)[308].
- Коновалов, Анатолий Николаевич (85) — советский и российский математик, академик РАН (2006)[309].
- Мангкунегара IX (69) — индонезийский принц, раджа Мангкунегарана (с 1987)[310].
- Перрин, Стивен (75) — американский геймдизайнер (о смерти объявлено в этот день)[311].
- Путьков, Виктор Филиппович (83) — советский и белорусский тренер по гребле на байдарках и каноэ, спортивный функционер, вице-президент Национального олимпийского комитета Беларуси (1991—1997), заслуженный тренер СССР[312].
- Сабирова, Ольга Викторовна (48) — российская оперная певица (меццо-сопрано), солистка театра «Царицынская опера»[313].
- Страда, Джино (73) — итальянский хирург, основатель международной медицинской организации «Emergency» (1994)[314].
- Трафа, Пиль (62) — аргентинский певец и композитор[315].
- Фаччоло, Энцо (89) — итальянский художник и автор комиксов[316].
- Фог, Йохан (73) — датский архитектор[317].
- Хосер, Хенрик (78) — польский католический прелат, епископ Варшавы-Праги (2008—2017)[318].
- Шумейкер, Кэролин (92) — американский астроном[319].

## 12 августа

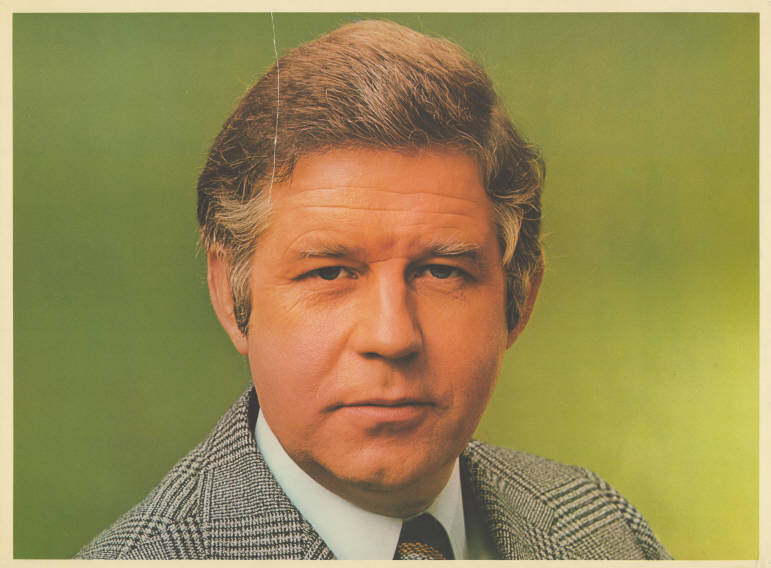
Курт Биденкопф

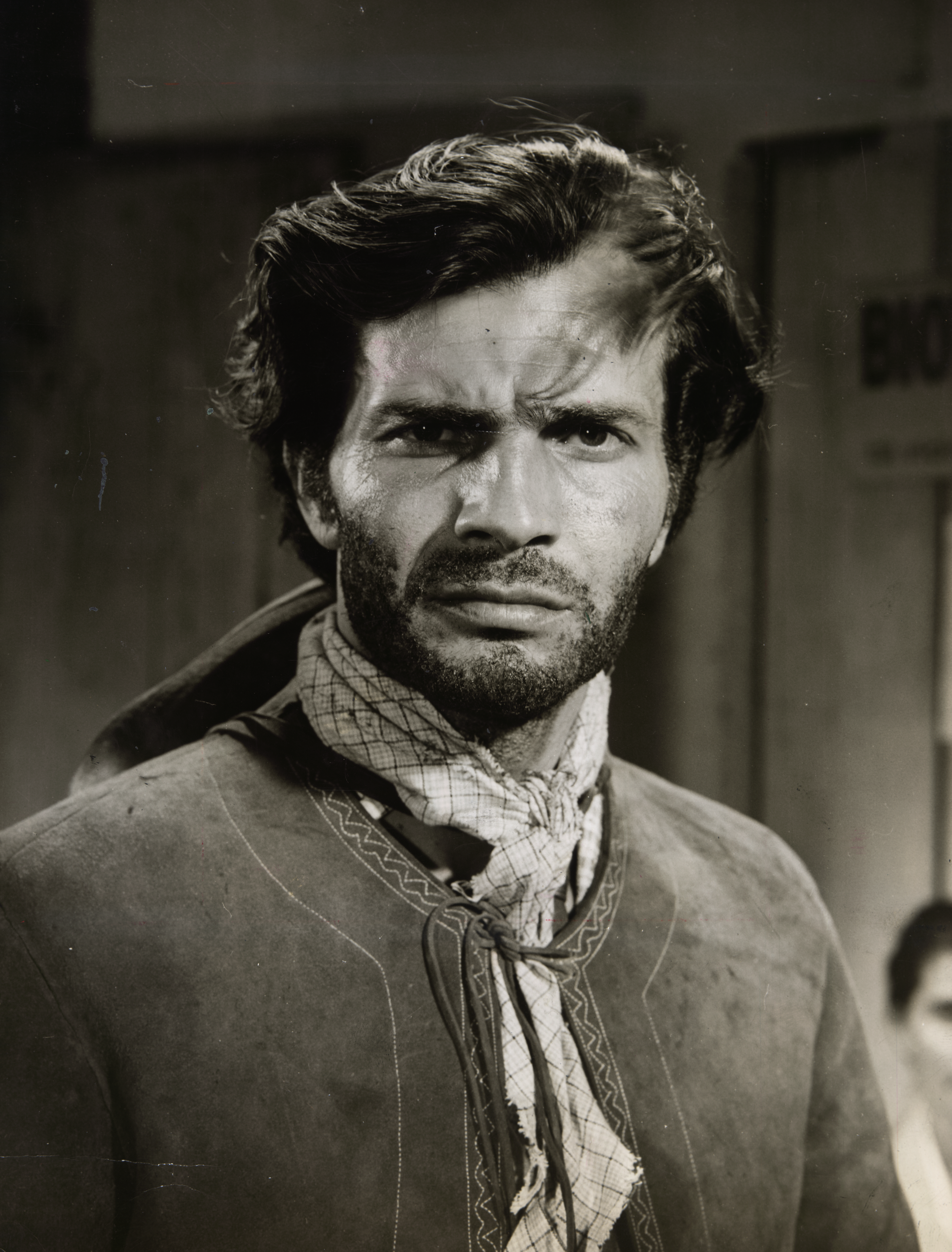
Тарсизио Мейра

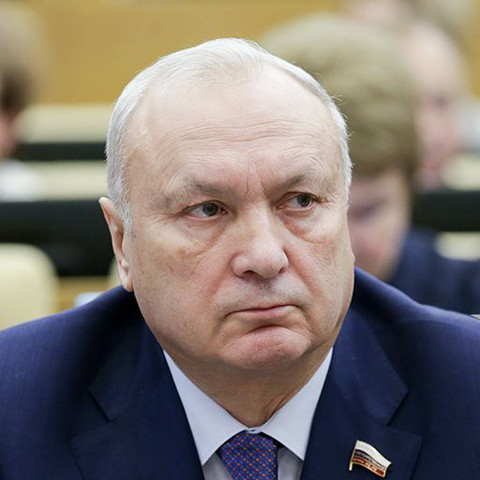
Пётр Пимашков

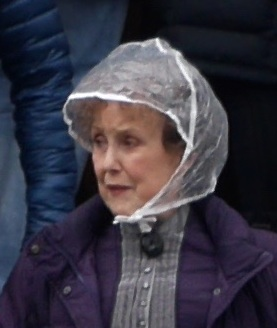
Уна Стаббс

- Арсланов, Леонид Францевич (85) — советский и российский баскетбольный тренер (УНИКС, Казань) и арбитр, заслуженный тренер РСФСР (1973)[320].
- Багласов, Сергей Георгиевич (71) — белорусский архитектор[321].
- Биденкопф, Курт (91) — немецкий государственный деятель, премьер-министр Саксонии (1990—2002)[322].
- Бородычев, Виктор Владимирович (71) — российский учёный в области мелиорации, рекультивации и охраны земель, член-корреспондент РАСХН (2007—2014), академик РАН (2016)[323].
- Бутт, Дурдана (83) — пакистанская актриса[324].
- Ганзик, Станислав (90) — чешский скульптор[325].
- Лира, Жуан (90) — бразильский политический деятель, депутат парламента и сенатор[326].
- Мейра, Тарсизио (85) — бразильский актёр[327].
- Миллер, Стивен Гейлорд (79) — американский археолог, специалист по греческой культуре[328].
- Пимашков, Пётр Иванович (73) — советский и российский государственный деятель, мэр Красноярска (1996—2011), депутат Государственной думы (с 2011 года)[329].
- Подливаев, Борис Анатольевич (75) — советский и российский спортивный педагог, профессор Российского государственного университета физической культуры, спорта, молодёжи и туризма, заслуженный тренер России[330].
- Стаббс, Уна (84) — английская актриса и танцовщица[331].
- Тумаркин, Игаль (87) — израильский художник и скульптор[332].
- Флорес Маркес, Эмилио (113) — пуэрто-риканский супердолгожитель[333].
- Хаас, Карл-Фридрих (90) — немецкий легкоатлет, бронзовый призёр (1952 — в Хельсинки) и серебряный призёр (1956 — в Мельбурне) летних Олимпийских игр[334].
- Чижикова, Тамара Викторовна (84) — советский и российский учёный в области технологии мясных, молочных и рыбных продуктов, член-корреспондент ВАСХНИЛ / РАСХН (1991—2014), член-корреспондент РАН (2014)[335].
- Шагари, Хадижа (80) — первая леди Нигерии (1979—1983)[336].

## 11 августа

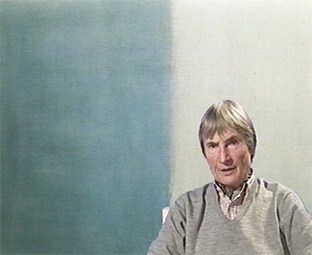
Женевьева Ас

- Ас, Женевьева (98) — французская художница[337].
- Атаев, Вагид Атаевич (87) — кумыкский детский поэт[338].
- Боррадори, Марко (62) — швейцарский политический деятель, депутат Национального совета Швейцарии[339].
- Ветеринг, Эрнст ван де (83) — нидерландский искусствовед и историк искусства, специалист по творчеству Рембрандта[340].
- Джельметти, Джанлуиджи (75) — итальянский дирижёр и композитор[341].
- Ефетов, Константин Борисович (71) — советский и немецкий физик, доктор физико-математических наук[342].
- Жозе, Паулу (84) — бразильский актёр и режиссёр[343].
- Запашная, Марица Михайловна (77) — советская и российская дрессировщица хищных животных, заслуженная артистка РСФСР (1991)[344].
- Лагхуати, Абдельхамид (77) — алжирский поэт[345].
- Лаклотт, Мишель (91) — французский искусствовед, директор Лувра (1987—1995)[346].
- Удотов, Анатолий Иванович (84) — советский государственный деятель, председатель Сочинского горисполкома (1977—1983)[347].
- Фадеев, Валерий Владимирович (82) — советский футболист, двукратный Чемпион СССР (1959, 1963) в составе московского «Динамо»[348].
- Фляйшман, Петер (84) — немецкий кинорежиссёр и сценарист[349].
- Форестельо, Адела (98) — аргентинская политическая активистка и правозащитница, участница движения «Матери с площади 25 мая»[350].
- Франко, Роланд Тарасович (89) — украинский общественный деятель, основатель Фонда имени Ивана Франко, внук Ивана Франко[351].

## 10 августа

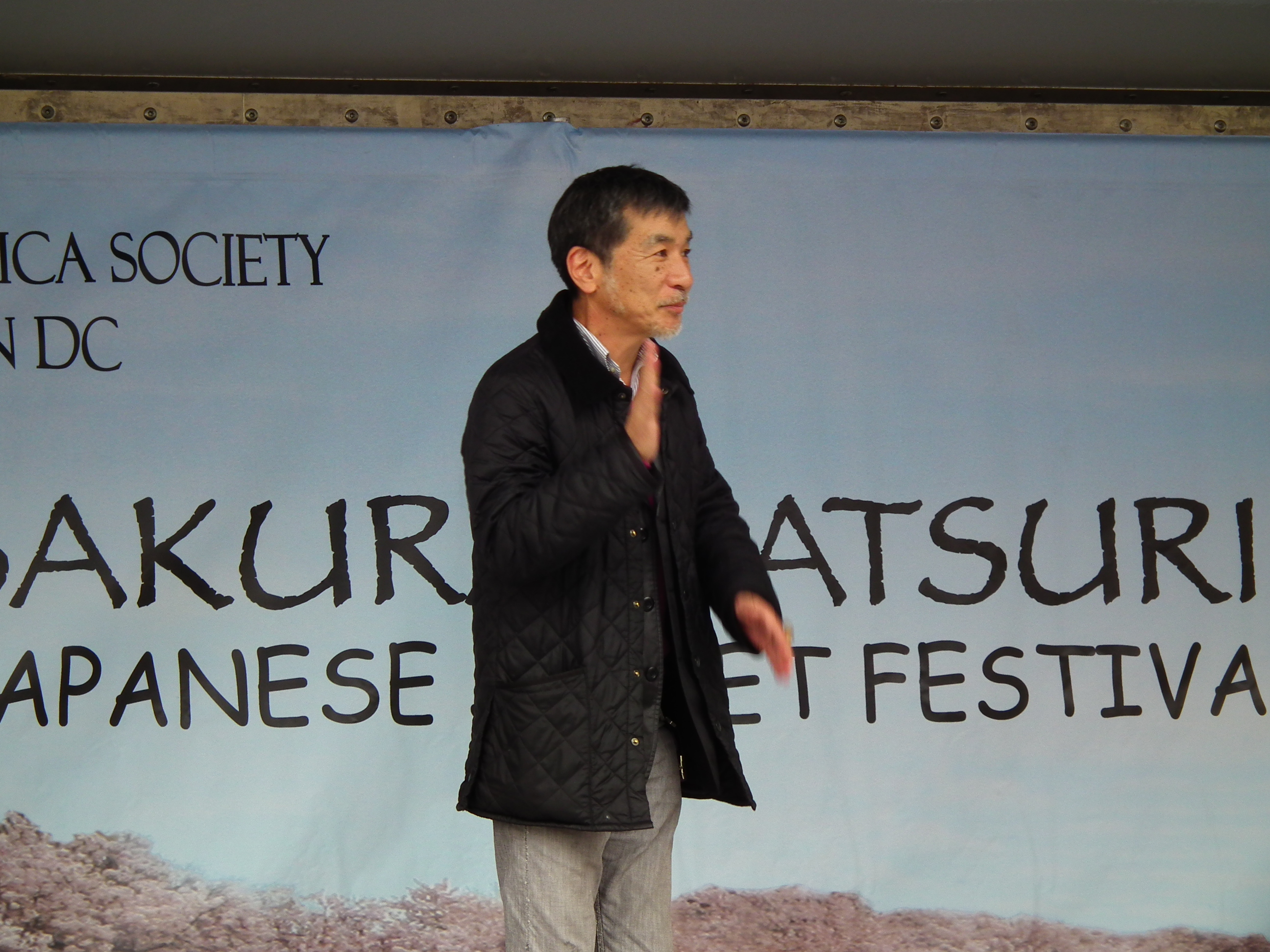
Маки Кадзи

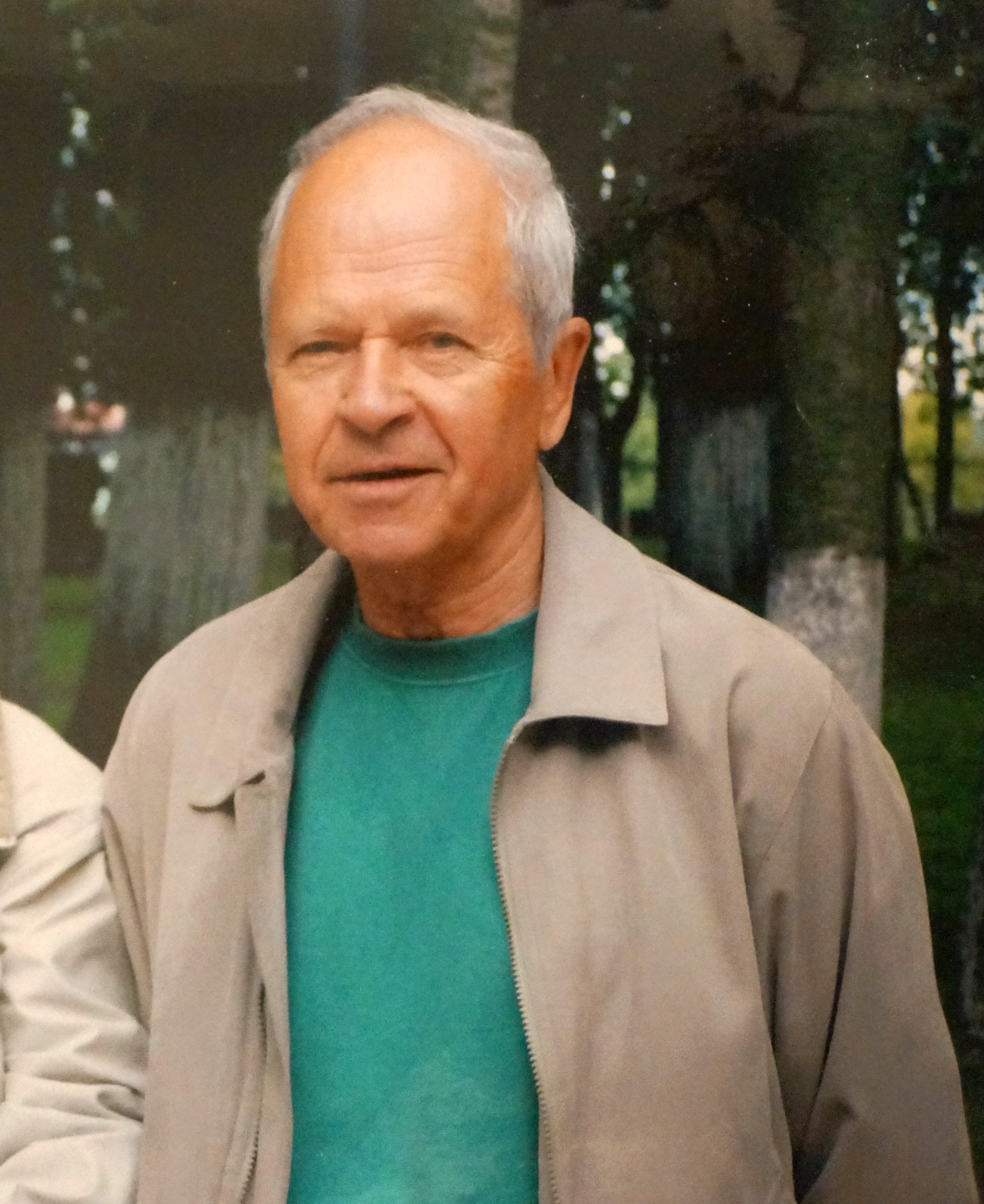
Анатолий Карпов

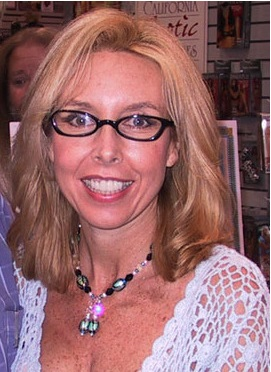
Виктория Пэрис

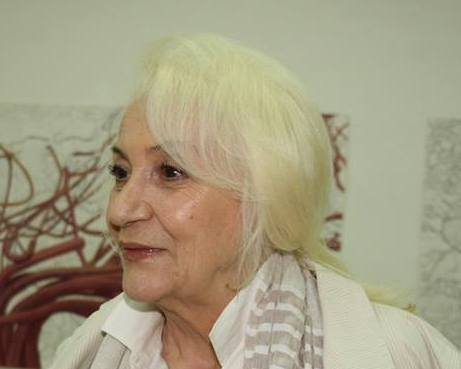
Сабина Тозия

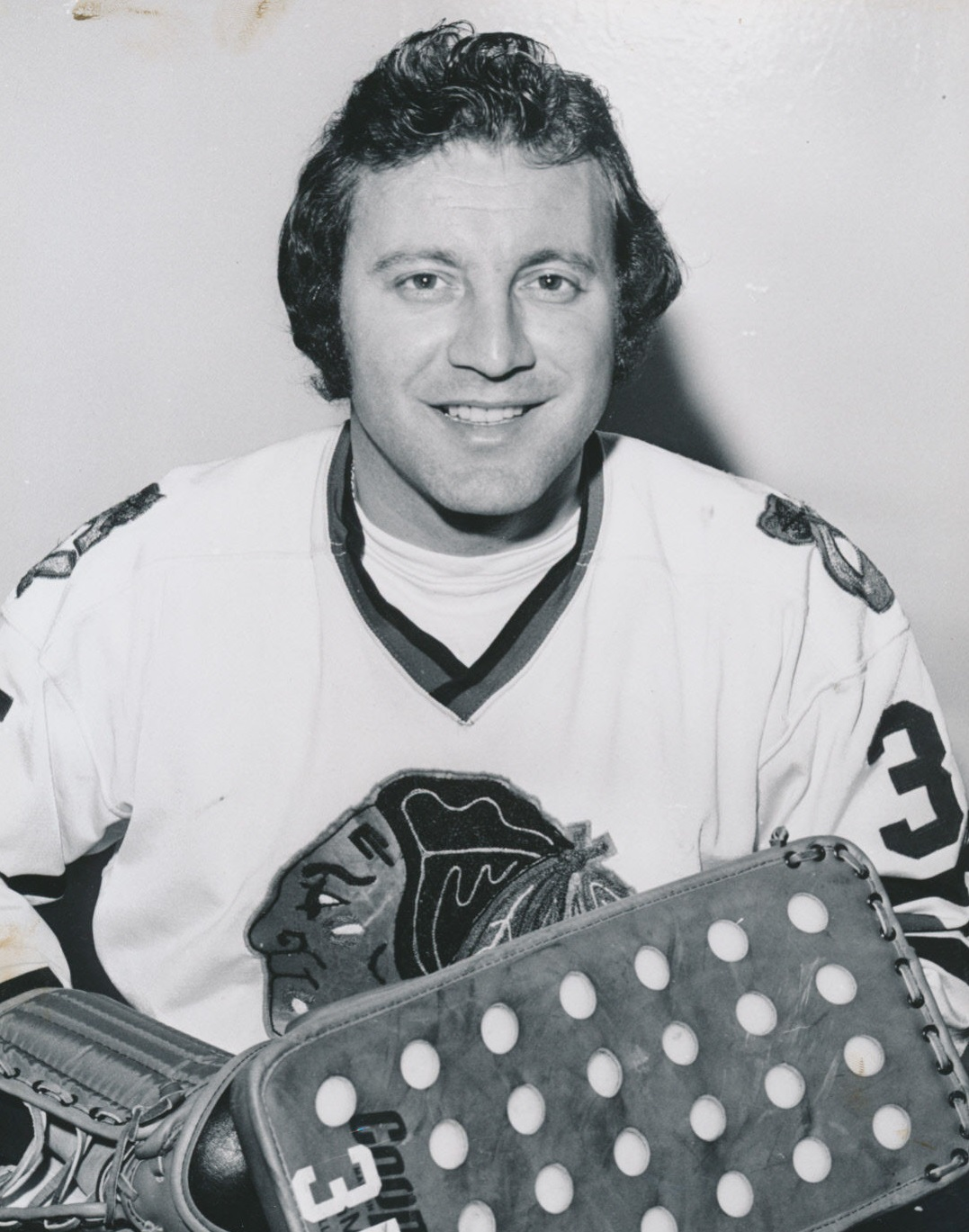
Тони Эспозито

- Аюпов, Рамиль Исмагилович (75) — советский и российский тренер по фехтованию, заслуженный тренер СССР (1991)[352].
- Багринцева, Ксения Ивановна (98) — советский и российский учёный в области нефтяной и газовой геологии, доктор геолого-минералогических наук (1972), профессор, сотрудник ВНИГНИ, заслуженный деятель науки Российской Федерации[353].
- Броуди, Сара Джейн (79) — британский философ[354].
- Джози, Тамара (64) — южноафриканская киноактриса[355].
- Кадзи, Маки (69) — японский бизнесмен, директор издательства Nikoli, создатель судоку[356].
- Карпов, Анатолий Сергеевич (86) — советский и российский литературовед, доктор филологических наук, профессор РУДН и МГУ, заслуженный деятель науки Российской Федерации (1995)[357].
- Кунцевич, Юрий Константинович (74) — российский альпинист и общественный деятель, основатель фонда «Памяти группы Дятлова»[358].
- Мартинес Сомало, Эдуардо (94) — испанский куриальный кардинал и ватиканский дипломат, камерленго Римско-католической церкви (1993—2007)[359].
- Пидлисецкий, Лев Теофилович (44) — украинский предприниматель и политический деятель, депутат Верховной рады (2014—2019)[360].
- Пэрис, Виктория (60) — американская порноактриса[361].
- Рулёв, Иван Андреевич (96) — ветеран Великой Отечественной войны, полный кавалер ордена Славы[362].
- Стефанович, Мирьяна (81) — сербская писательница[363].
- Тозия, Сабина (75) — северомакедонская и турецкая актриса[364].
- Увайсов, Сугури Давдиевич (85) — советский и российский лакский поэт, прозаик и драматург[365].
- Уилкинсон, Стивен (102) — британский хоровой дирижёр и композитор[366].
- Эспозито, Тони (78) — американский и канадский хоккеист, обладатель Кубка Стэнли (1969) в составе клуба «Монреаль Канадиенс»[367].

## 9 августа

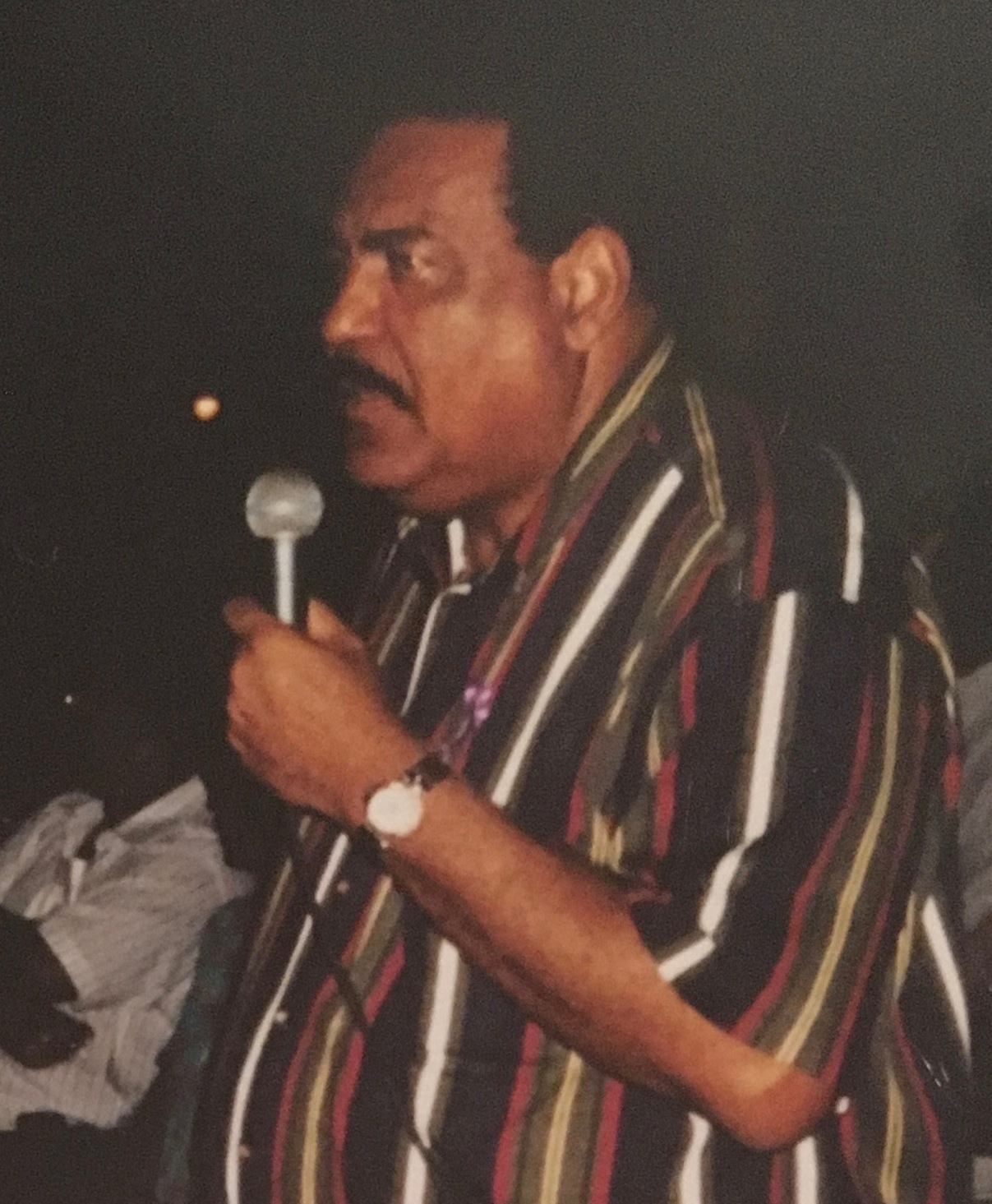
Лестер Бёрд

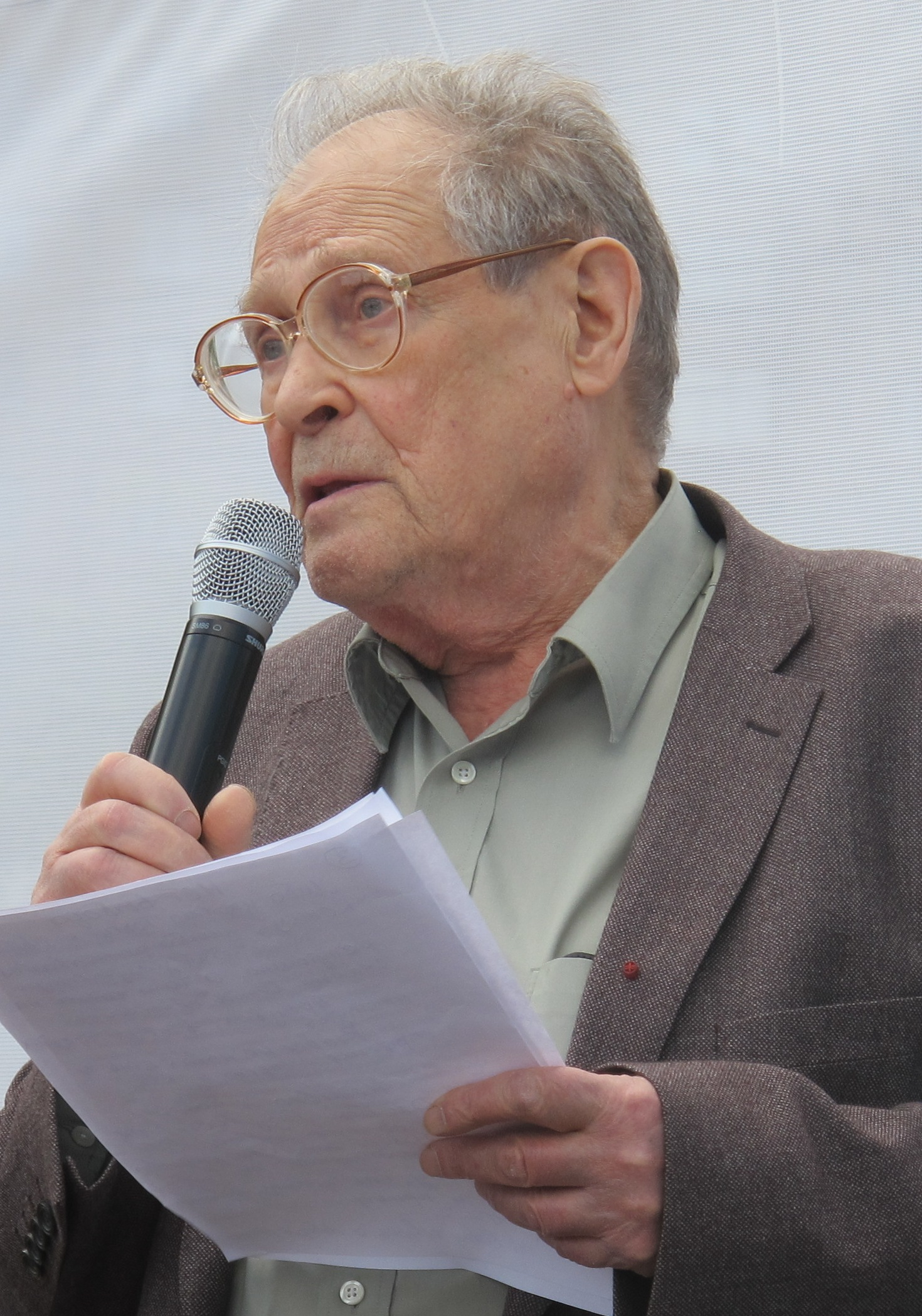
Сергей Ковалёв

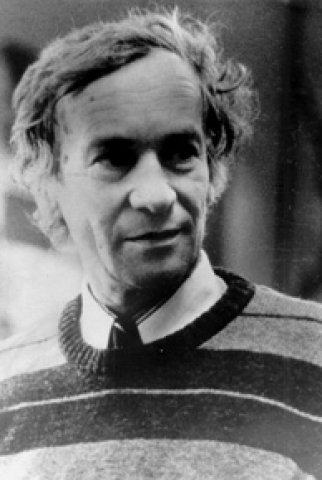
Виктор Лихоносов

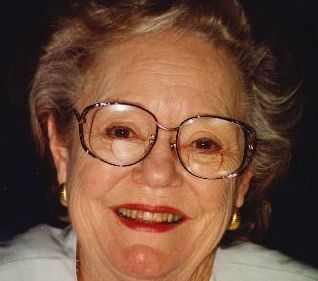
Патриция Хичкок

- Бёрд, Лестер (83) — государственный деятель Антигуа и Барбуды, премьер-министр Антигуа и Барбуды (1994—2004)[368].
- Боев, Сафар (68) — таджикский спортсмен и спортивный функционер, президент Национального паралимпийского комитета Таджикистана[369].
- Грузик, Франтишек (94) — словацкий спортсмен-конник, участник летних Олимпийских игр в Риме[370].
- Жукова-Киртбая, Татьяна Ивановна (81) — советская и российская актриса театра и кино, заслуженная артистка РСФСР (1989)[371].
- Кен Зурайда (67) — индонезийская актриса режиссёр, хореограф[372].
- Ковалёв, Сергей Адамович (91) — советский и российский правозащитник и диссидент, уполномоченный по правам человека в Российской Федерации (1994—1995)[373].
- Кодиньони, Анджело (73) — итальянский бизнесмен, председатель совета директоров компании Mediascope[374].
- Лихоносов, Виктор Иванович (85) — советский и российский писатель[375].
- Негованович, Новица (76) — сербский гармонист[376].
- Никитин, Юрий Михайлович (85) — советский и российский писатель[377].
- Нысанбаев, Шамиль Еркебуланович (77) — советский и казахстанский архитектор[378].
- Плечевич, Ивко (91) — сербский теннисист и тренер[379].
- Подмор, Оливия (24) — новозеландская велогонщица[380].
- Тедески, Надир (90) — итальянский политический деятель, депутат Парламента (1976—1987)[381].
- Хичкок, Патриция (93) — англо-американская актриса, дочь Альфреда Хичкока[382].
- Юй Юэсянь (50) — китайская актриса; ДТП[383].

## 8 августа

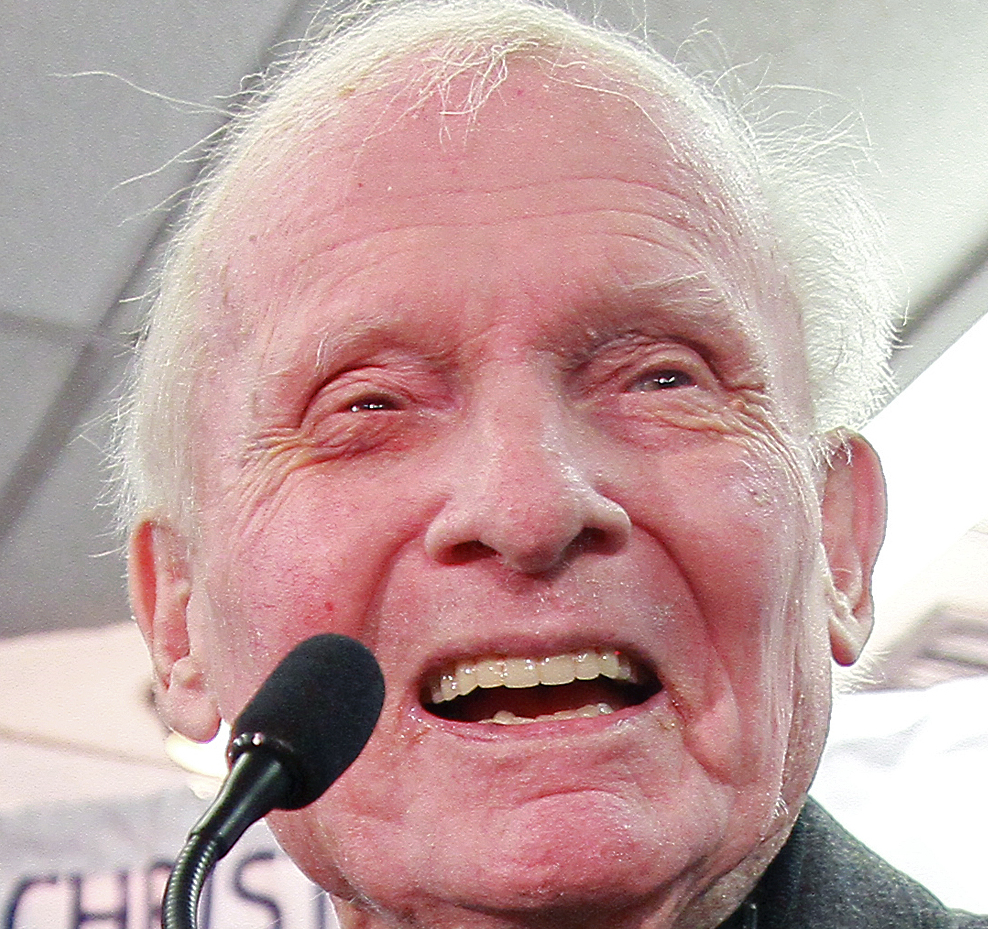
Билл Дэвис

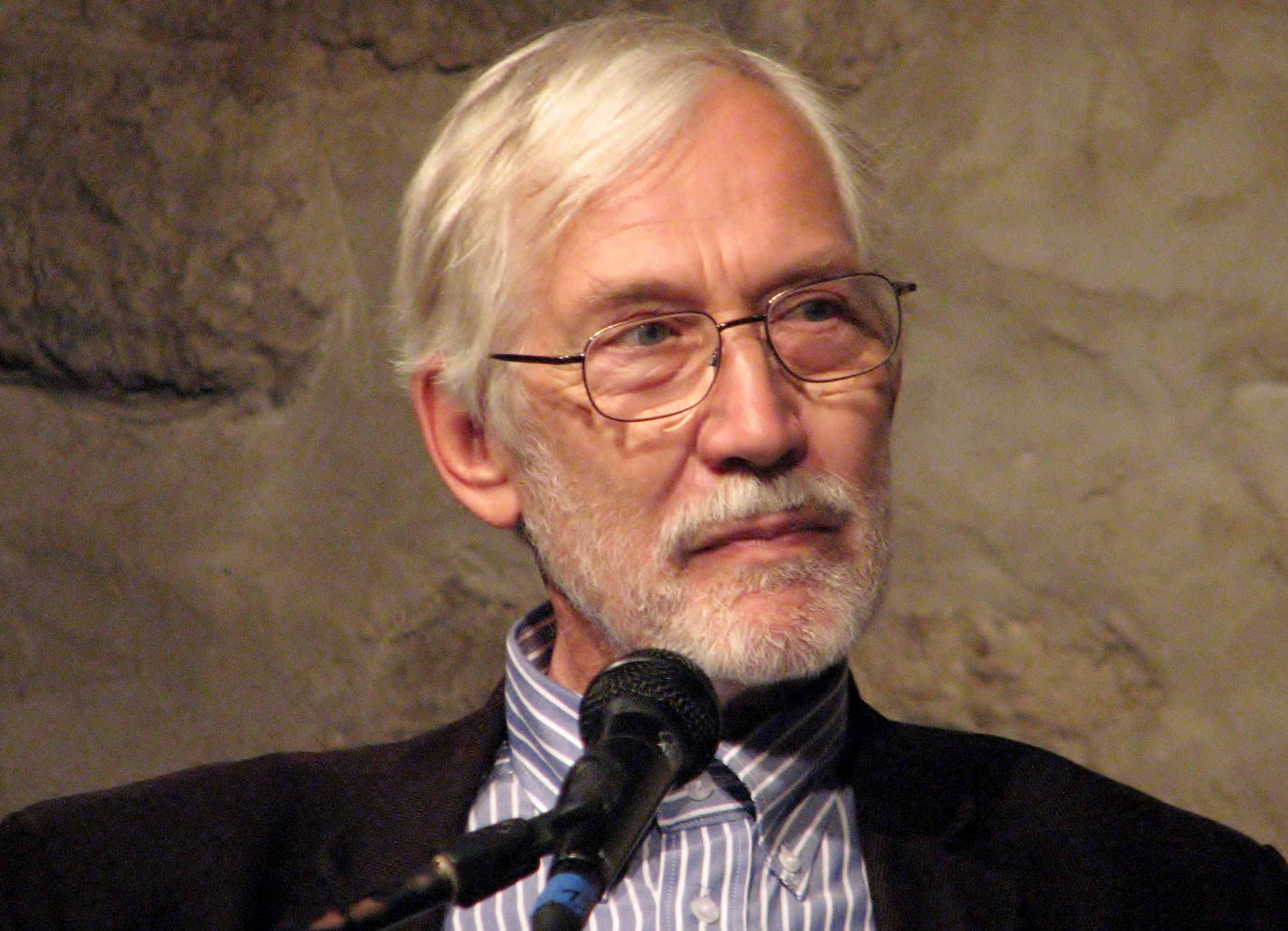
Яан Каплинский

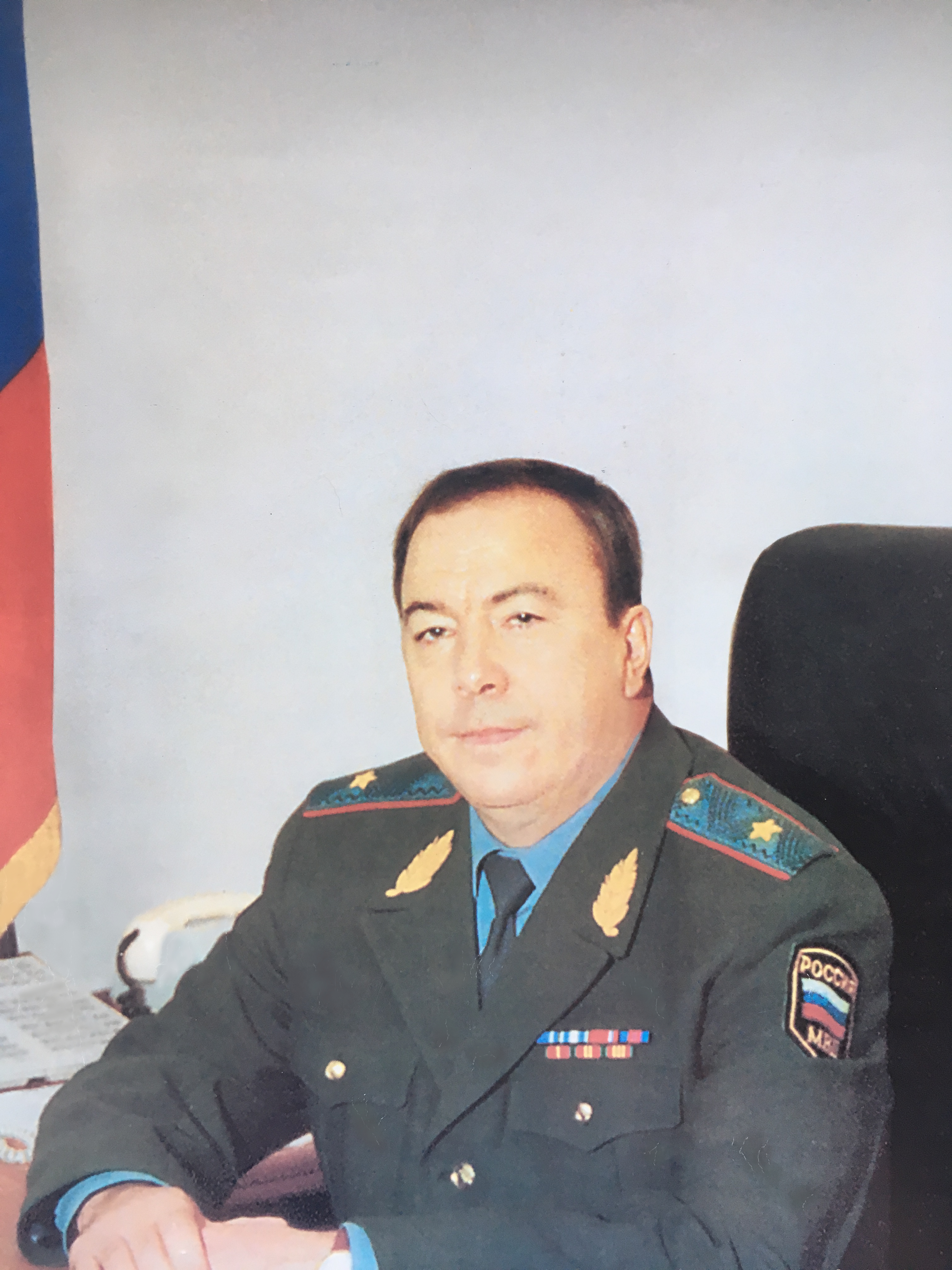
Иван Перов

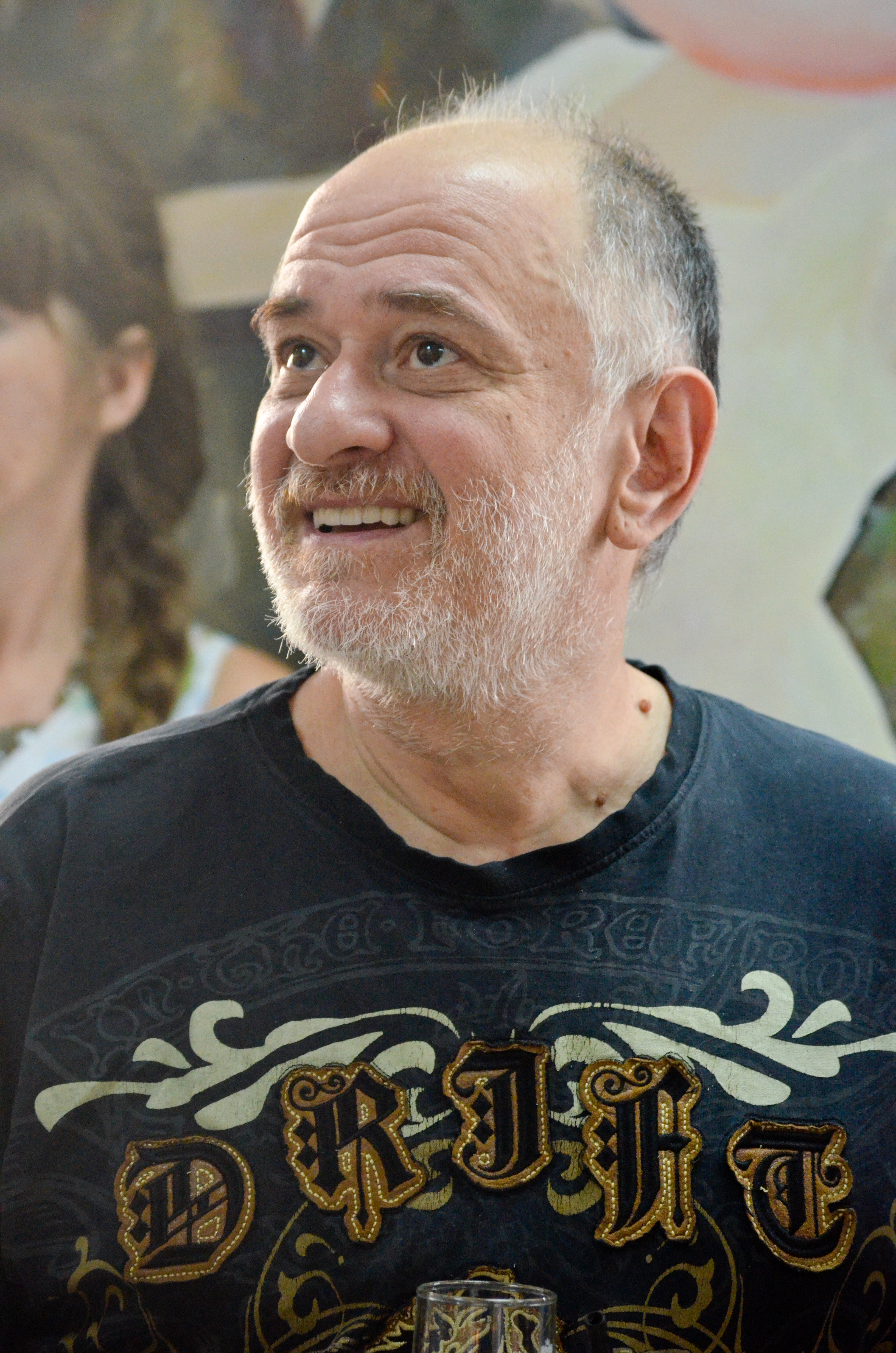
Александр Ройтбурд

- Алтаев, Илья Хабич (93) — советский и российский художник-реставратор[384].
- Баранов, Борис Алексеевич (81) — советский и российский архитектор и художник, заслуженный архитектор РСФСР (1987), член-корреспондент РААСН (1994)[385].
- Василевич, Елена Семёновна (98) — советская и белорусская писательница[386].
- Дэвис, Билл (92) — канадский государственный деятель, премьер-министр Онтарио (1971—1985)[387].
- Запольский, Дмитрий Николаевич (62) — советский и российский журналист, телеведущий, писатель[388]
- Капланяк, Стефан (88) — польский гребец-байдарочник, бронзовый призёр летних Олимпийских игр в Риме (1960), двукратный чемпион мира (1958)[389].
- Каплинский, Яан (80) — советский и эстонский поэт[390].
- Мидинов, Жадылбек (65) — киргизский театральный режиссёр, заслуженный работник культуры Кыргызской Республики[391].
- Мильков, Владимир Владимирович (70) — советский и российский историк философии, духовной и материальной культуры Древней Руси, доктор философских наук, ведущий научный сотрудник Института философии РАН[392].
- Мирзоев, Князь Ибрагимович (74) — казахстанский общественный деятель, председатель Международной федерации курдских общин[393].
- Насыро, Пётр Александрович (94) — советский строитель, Герой Социалистического Труда (1981)[394].
- Перов, Иван Фёдорович (70) — российский деятель органов внутренних дел, начальник УВД (1995—2011) и министр региональной безопасности и контроля (2012—2015) Рязанской области, генерал-майор милиции; самоубийство[395].
- Постил, Анатолий Андреевич (66) — российский организатор оборонной промышленности, заместитель генерального конструктора АО «ЦЭНКИ», лауреат премии Правительства Российской Федерации в области науки и техники[396].
- Регнер, Игорь Антонович (56) — российский киноактёр; несчастный случай[397].
- Ройтбурд, Александр Анатольевич (59) — советский и украинский художник, директор Одесского художественного музея (2018—2019)[398].
- Савхалов, Алан Георгиевич (58) — российский тренер по каратэ, заслуженный тренер Российской Федерации[399].
- Сальвадори, Чезаре (79) — итальянский саблист, чемпион летних Олимпийских игр в Мюнхене (1972)[400].
- Сретенович Срета, Милутин (74) — сербский эстрадный певец[401].
- Чоудхури, Наджма (79) — бангладешская общественная деятельница, борец за права женщин[402].
- Шайхутдинов, Еренгаип Маликович (88) — советский и казахстанский химик, академик НАН Казахстана (1994)[403].
- Шийям, Анупам (63) — индийский киноактёр[404].

## 7 августа

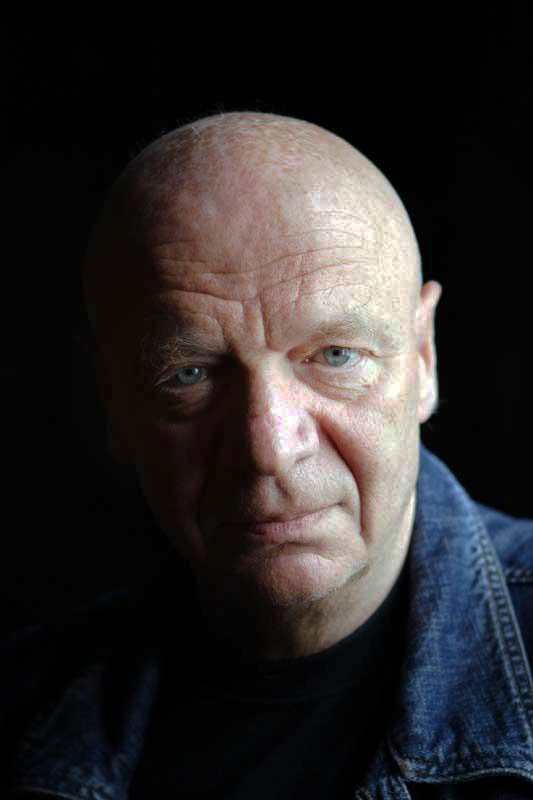
Миша Ван Хук

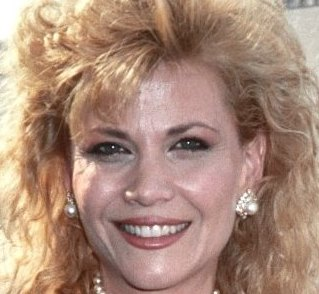
Марки Пост

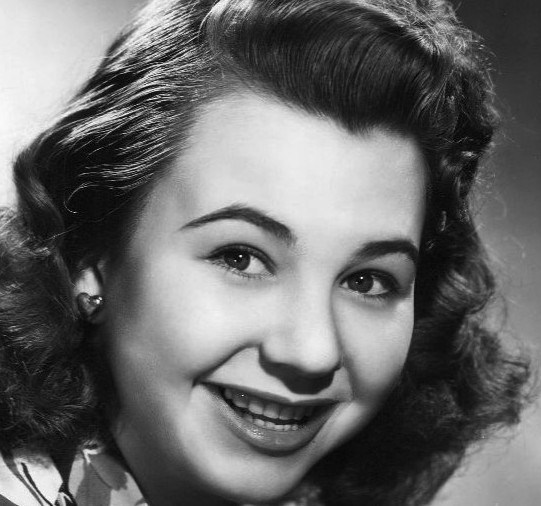
Джейн Уитерс

- Абдель Азиз, Даляль (61) — египетская киноактриса[405].
- Азизи, Алиреза (72) — иранский футболист[406].
- Акхудиат (75) — индонезийский поэт[407].
- Андерсен, Рольф Эрлинг (74) — норвежский политический деятель, депутат Стортинга (1995—2007)[408].
- Андерсон, Хулио Сесар (73) — гватемальский футболист[409].
- Ван Хук, Миша (77) — бельгийский танцор, хореограф, режиссёр[410].
- Зафар, Вази (72) — пакистанский государственный деятель, министр юстиции и законодательства Пакистана[411].
- Иваненко, Владимир Михайлович (82) — советский и российский художник, народный художник Республики Карелии[412].
- Лучин, Виктор Осипович (82) — советский и российский юрист, доктор юридических наук, профессор, судья Конституционного суда Российской Федерации (1991—1993, 1994—2004)[413].
- Мартинес, Исабель (75) — мексиканская актриса[414].
- Поздняков, Валерий Александрович (81) — российский государственный деятель, мэр Красноярска (1991—1996)[415].
- Пост, Марки (70) — американская актриса[416].
- Само, Амандо (72) — микронезийский католический епископ, архиепископ Каролинских Островов[417].
- Томас, Деннис (70) — американский рок-музыкант, основатель фанк-группы Kool & The Gang[418].
- Уитерс, Джейн (95) — американская актриса[419].
- Хандорин, Геннадий Петрович (88) — советский и российский деятель промышленности, генеральный директор Томского нефтехимического комбината (1985—1990) и Сибирского химического комбината (1990—2000), отец В. Г. Хандорина[420].

## 6 августа

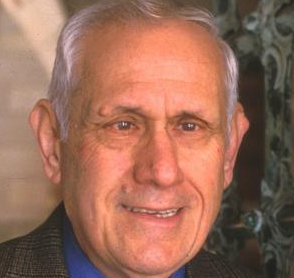
Дональд Каган

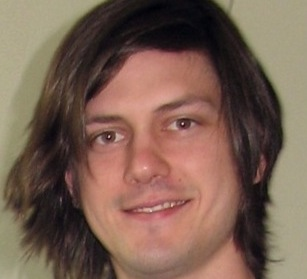
Тревор Мур

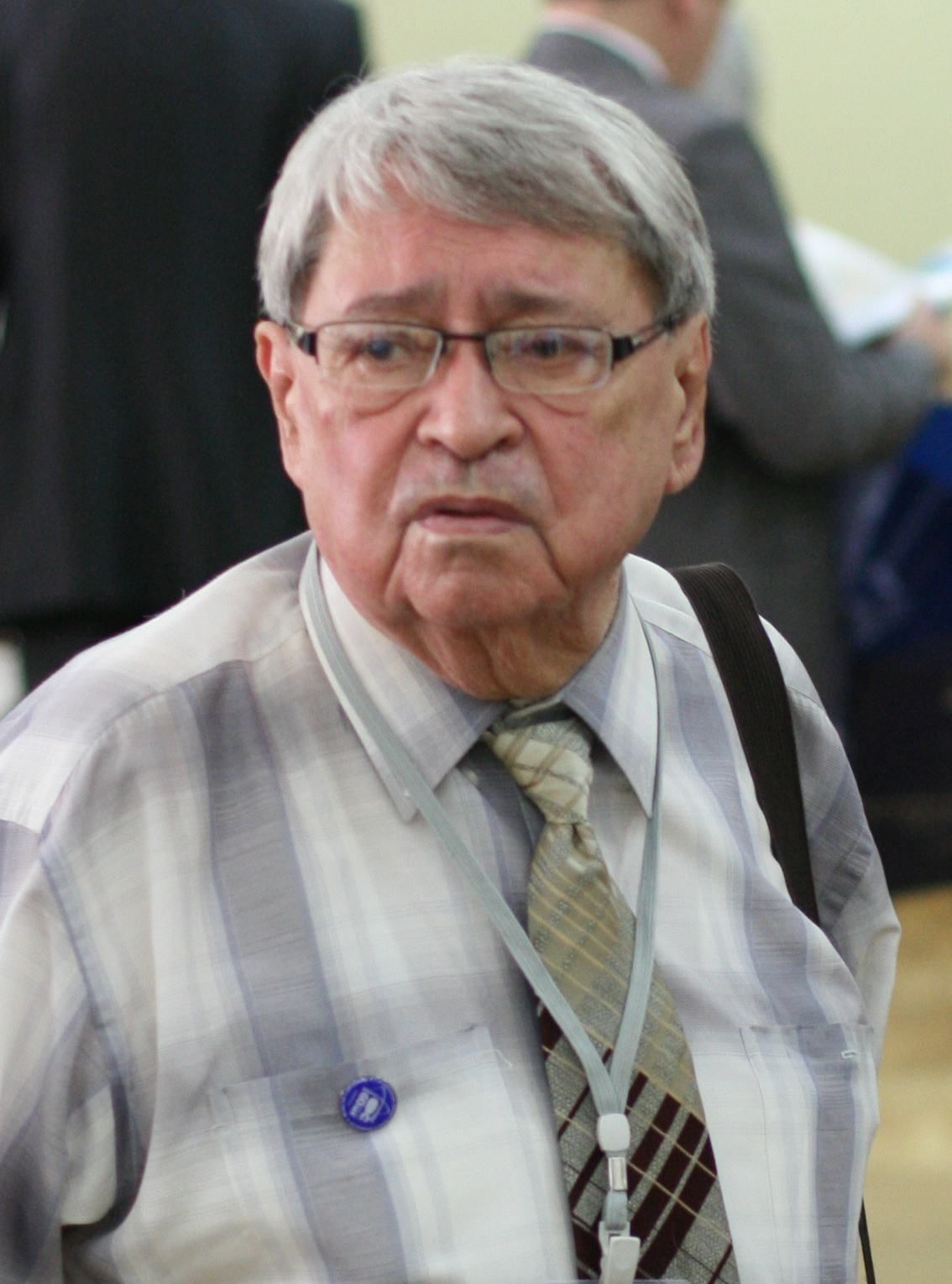
Юрий Трутнев

- Аллан, Брэдли Джеймс (48) — австралийский актёр и каскадёр[421].
- Бахбух, Нуретдин (72) — алжирский политический деятель, министр сельского хозяйства и депутат Национального Собрания Алжира[422].
- Гинзбург, Арина Сергеевна (83) — участник правозащитного движения в СССР, диссидент, вдова Александра Гинзбурга[423].
- Дюмон, Кристиан (58) — французский биатлонист, участник зимних Олимпийских игр 1988 года в Калгари и 1992 года в Альбервиле[424].
- Каган, Дональд (89) — американский историк-антиковед[425].
- Мур, Тревор (41) — американский комик, актёр и продюсер; несчастный случай[426].
- Мусаева, Светлана Салмановна — российская оперная певица (сопрано), солистка Дагестанского театра оперы и балета, народная артистка Дагестана[427].
- Орлов, Альберт Николаевич (83) — советский государственный деятель, председатель Волгоградского облисполкома (1985—1990)[428].
- Прандштеттер, Петер (96) — австрийский художник-график[429].
- Сапарбеков, Мурат Какимжанович (75) — советский и казахстанский микробиолог и врач-инфекционист, доктор медицинских наук[430].
- Сотников, Евгений Валерьевич (40) — украинский дзюдоист, бронзовый призёр чемпионата мира в Осаке (2003) и чемпионата Европы в Лиссабоне (2008); убийство[431].
- Ва, Свейн Танг (75) — норвежский бард и художник-график[432].
- Трутнев, Юрий Алексеевич (93) — советский и российский физик-ядерщик, академик РАН (1991), Герой Социалистического Труда (1962), полный кавалер ордена «За заслуги перед Отечеством»[433].
- Шаповалов, Олег Владимирович (58) — украинский государственный деятель, председатель Харьковского областного совета (2005—2006)[434].

## 5 августа

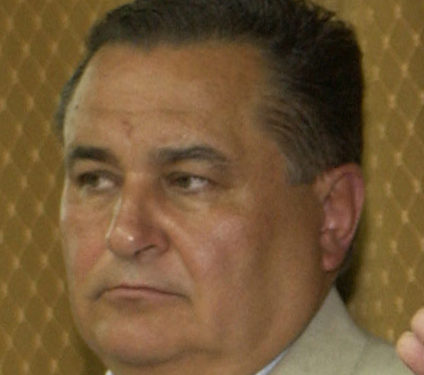
Евгений Марчук

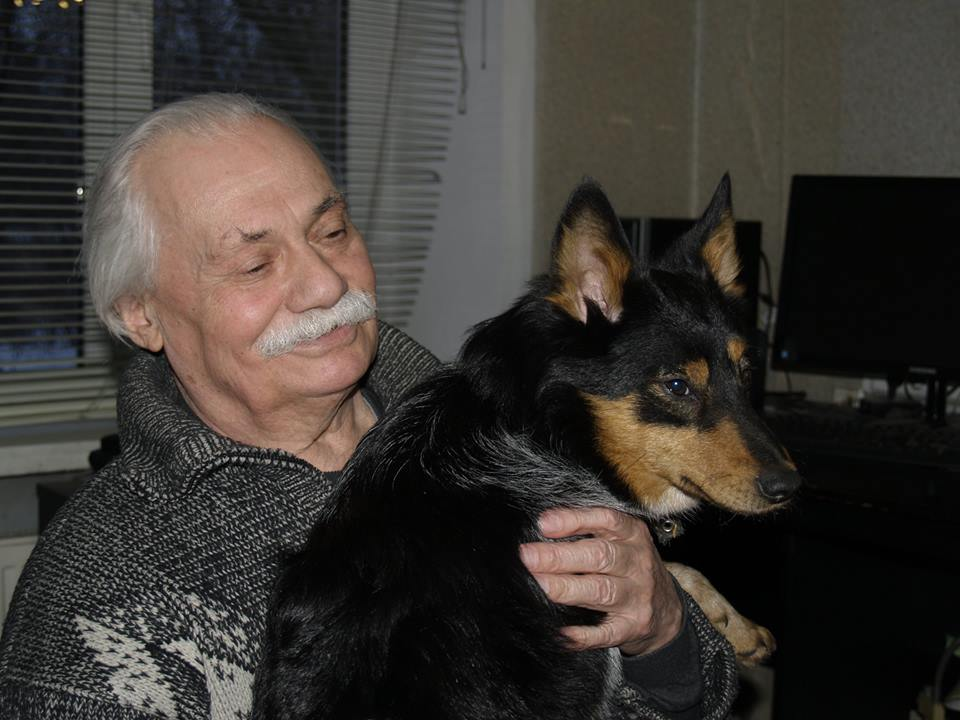
Клим Сулимов

- Бакланов, Владимир Михайлович (86) — российский художник-иконописец[435].
- Боброва, Ляля Анатольевна (82) — советская и российская актриса, артистка театра «Ромэн» (с 1956 года), народная артистка Российской Федерации (1993)[436].
- Горман, Рег (89) — австралийский киноактёр[437].
- Комлев, Андрей Петрович (74) — советский и российский поэт, прозаик, переводчик, педагог, историк культуры[438].
- Короткевич, Галина Петровна (99) — советская и российская актриса, артистка Театра имени В. Ф. Комиссаржевской (с 1962 года), народная артистка РСФСР (1974)[439].
- Лифаренко, Анастасия Александровна (53) — советская и российская спортсменка по синхронному плаванию, чемпионка СССР (1986)[источник не указан 1409 дней].
- Марчук, Евгений Кириллович (80) — украинский государственный деятель, премьер-министр Украины (1995—1996)[440].
- Нараян, Шанкар Субраманиам (86) — индийский футболист, вратарь, участник летних Олимпийских игр 1956 года в Мельбурне и 1960 года в Риме[441].
- Нгвенья, Джейн (86) — зимбабвийская политическая деятельница[442].
- Сулимов, Клим Тимофеевич (90) — советский и российский одоролог и кинолог, кандидат биологических наук[443].
- Трамка, Ричард (72) — американский профсоюзный деятель, президент AFL-CIO (с 2009 года)[444].
- Федосеева, Людмила Васильевна (83) — советская и российская театральная актриса, артистка Самарского академического театра драмы имени А. М. Горького[445].
- Эль Кафрави, Хасабалла (90) — египетский государственный деятель, министр городского и жилищного хозяйства Египта[446].

## 4 августа

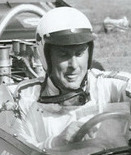
Грэм Макрей

- Аравин, Александр Львович (63) — российский кинорежиссёр и сценарист[447].
- Барановский, Владимир Анатольевич (61) — российский художник[448].
- Богена, Тупта — чадский государственный деятель, министр здравоохранения Чада (2010—2011)[449].
- Графф, Мартин (77) — французский писатель, кинорежиссёр-документалист, журналист[450].
- Идрисов, Алим Акрамович (81) — советский и казахстанский хирург, академик НАН Казахстана (2003)[451].
- Колесников, Владимир Александрович (69) — российский электрохимик, доктор технических наук (1994), профессор, ректор РХТУ им. Д. И. Менделеева (2005—2015)[452].
- Лазански, Мирослав (70) — сербский дипломат, посол Сербии в Российской Федерации (с 2019 года)[453].
- Лундквист, Оке (85) — шведский актёр[454].
- Макрей, Грэм (81) — новозеландский автогонщик[455].
- Сачдев, Падма (81) — индийская поэтесса[456].
- Соррентино, Дарио (64) — итальянский медицинский исследователь, ДТП[457].
- Стрымбяну, Андрей Николаевич (86) — молдавский писатель и политический деятель, депутат Парламента (1998—2001)[458].
- Чосновская, Богуслава (95) — польская актриса, артистка Гданьского театра драмы[459].
- Шлапунов, Василий Николаевич (89) — белорусский учёный в области кормопроизводства и луговодства, академик НАН Беларуси (2003)[460].
- Ямада, Тати (76) — американский врач и медицинский исследователь[461].

## 3 августа

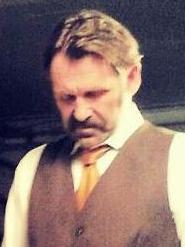
Йорген Лангхелле

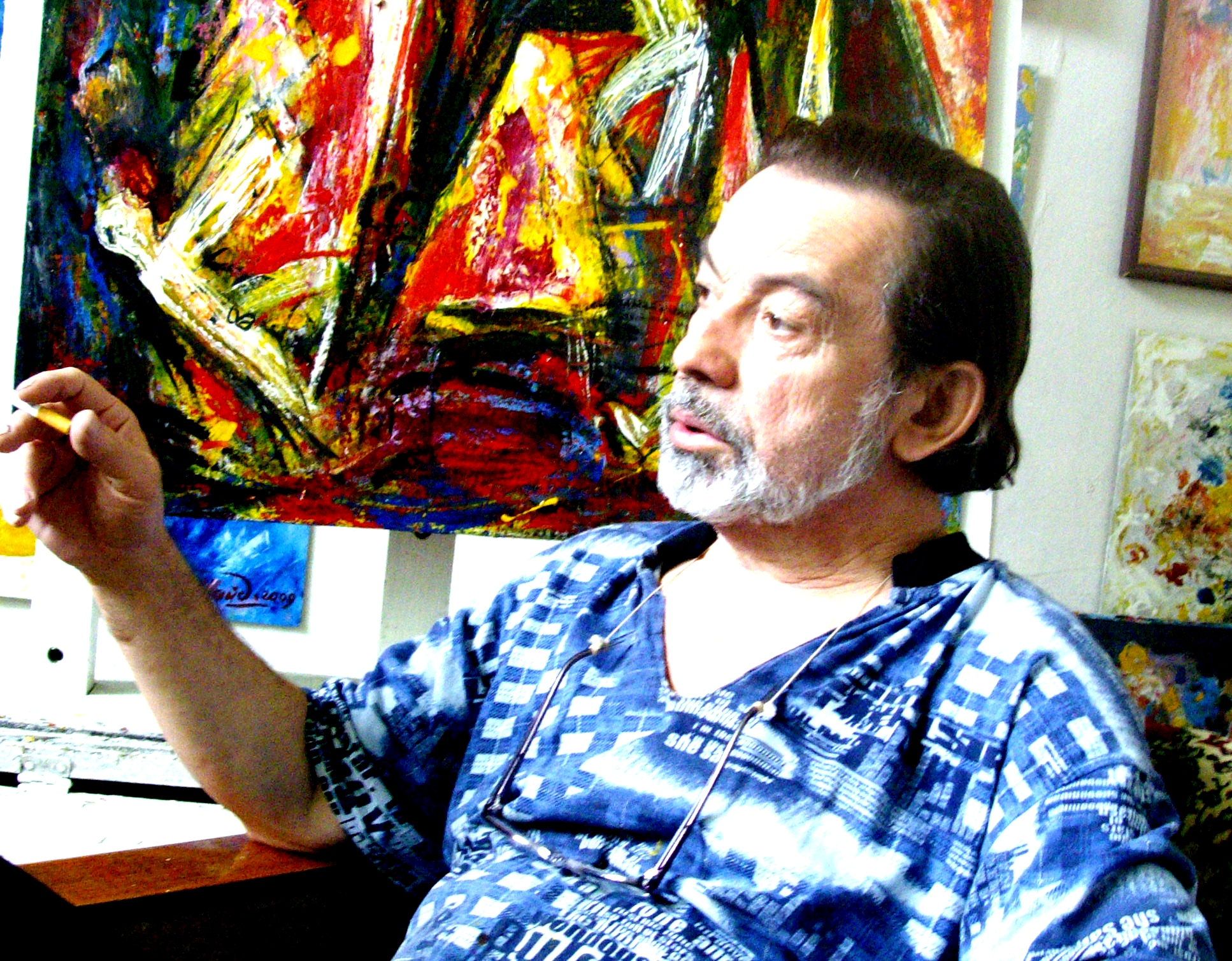
Шамиль Шайдуллин

- Воббен, Алоис (69) — немецкий предприниматель, основатель Enercon[462].
- Гусман, Ноэль (66) — кубинский художник[463].
- Давыдов, Владимир Никифорович (71) — советский и российский металлург, лауреат Государственной премии СССР в области науки и техники (1990)[464].
- До Куанг Эм (79) — вьетнамский художник[465].
- Йебоа, Годфред (41) — ганский футболист, игрок национальной сборной[466].
- Корзунин, Геннадий Семёнович (84) — советский и российский физик-металловед, доктор технических наук (1989), профессор, заслуженный деятель науки Российской Федерации (2002)[467].
- Лангхелле, Йорген (55) — норвежский актёр[468].
- Мартинович, Юрай (86) — боснийский литературовед и государственный деятель, академик АНУ БиХ, мэр Сараево (1989—1990)[469].
- Монтаз, Пьер (97) — французский инженер, пионер кабельного транспорта[470].
- Мохаммади, Казем (47) — иранский футболист, игрок национальной сборной, семикратный чемпион Азии по мини-футболу (1999—2004, 2007, 2008)[471].
- Мюрай, Лоррис (70) — французский писатель[472].
- Пеннакки, Антонио (71) — итальянский писатель, лауреат премии Стрега (2010)[473].
- Сивергин, Юрий Михайлович (89) — советский и российский учёный в области химии полимеров, доктор химических наук (1976), профессор[474].
- Соедирджа, Соерджади (81) — индонезийский военный и государственный деятель, министр внутренних дел (1999—2001), губернатор Джакарты (1992—1997)[475].
- Стивенсон, Аллан (71) — южноафриканский композитор и дирижёр[476].
- Тулешева, Люция Хажгалиевна (80) — советская и казахская певица[477].
- Ханна, Артур Дион (93) — генерал-губернатор Багамских Островов (2006—2010)[478].
- Харрант, Вольф (79) — австрийский детский писатель, переводчик и журналист[479].
- Хейл, Джин (82) — американская актриса и сценарист[480].
- Хуфдрад, Йерге (35) — нидерландский футболист, нападающий; убийство[481].
- Шайдуллин, Шамиль Муртазович (74) — российский живописец, заслуженный художник Российской Федерации (2013)[482].
- Эндерби, Джон (90) — британский физик, член Лондонского королевского общества (1985)[483].

## 2 августа

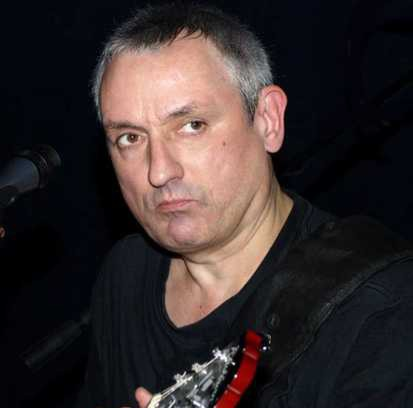
Валерий Шаповалов

- Арагон, Лилия (82) — мексиканская киноактриса, депутат Конгресса Мексики (2004—2006)[484].
- Борн, Хенрик (77) — военачальник ГДР, командующий Фольксмарине (1989—1990), вице-адмирал (1989)[485].
- Де Вассеж, Ив (95) — бельгийский экономист и политический деятель, член Сената Бельгии (1979—1991)[486].
- Де ла Торре Вильяльпандо, Антонио (69) — мексиканский футболист, игрок национальной сборной (1972—1978)[487].
- Квандиква, Элиас Джон (55) — танзанийский государственный деятель, министр обороны Танзании (с 2020 года)[488].
- Козлов, Вячеслав Павлович (64) — российский архитектор и дизайнер, заслуженный художник Российской Федерации (2010)[489].
- Краус, Урсула (91) — немецкая политическая деятельница, мэр Вупперталя (1984—1996)[490].
- Мальковский, Михаил Георгиевич (74) — российский учёный в области программирования и компьютерной лингвистики, доктор физико-математических наук, заслуженный профессор МГУ (2004)[491].
- Станчев, Николай (60) — болгарский актёр[492].
- Флянгольц, Олег Рудольфович (55) — российский кинорежиссёр и оператор[493].
- Хелланд, Тур (84) — норвежский легкоатлет (бег на длинные дистанции), участник летних Олимпийских игр 1964 года в Токио[494].
- Хорам, Рут (90) — израильская художница и скульптор[495].
- Шаповалов, Валерий Евгеньевич (70) — советский и российский музыкант[496].
- Шишов, Виталий Васильевич (26) — белорусский диссидент; убийство[497].

## 1 августа

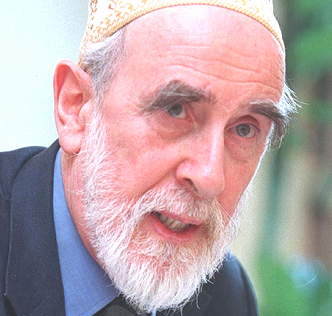
Абдулькадыр ас-Суфи

Диах Хаданинг

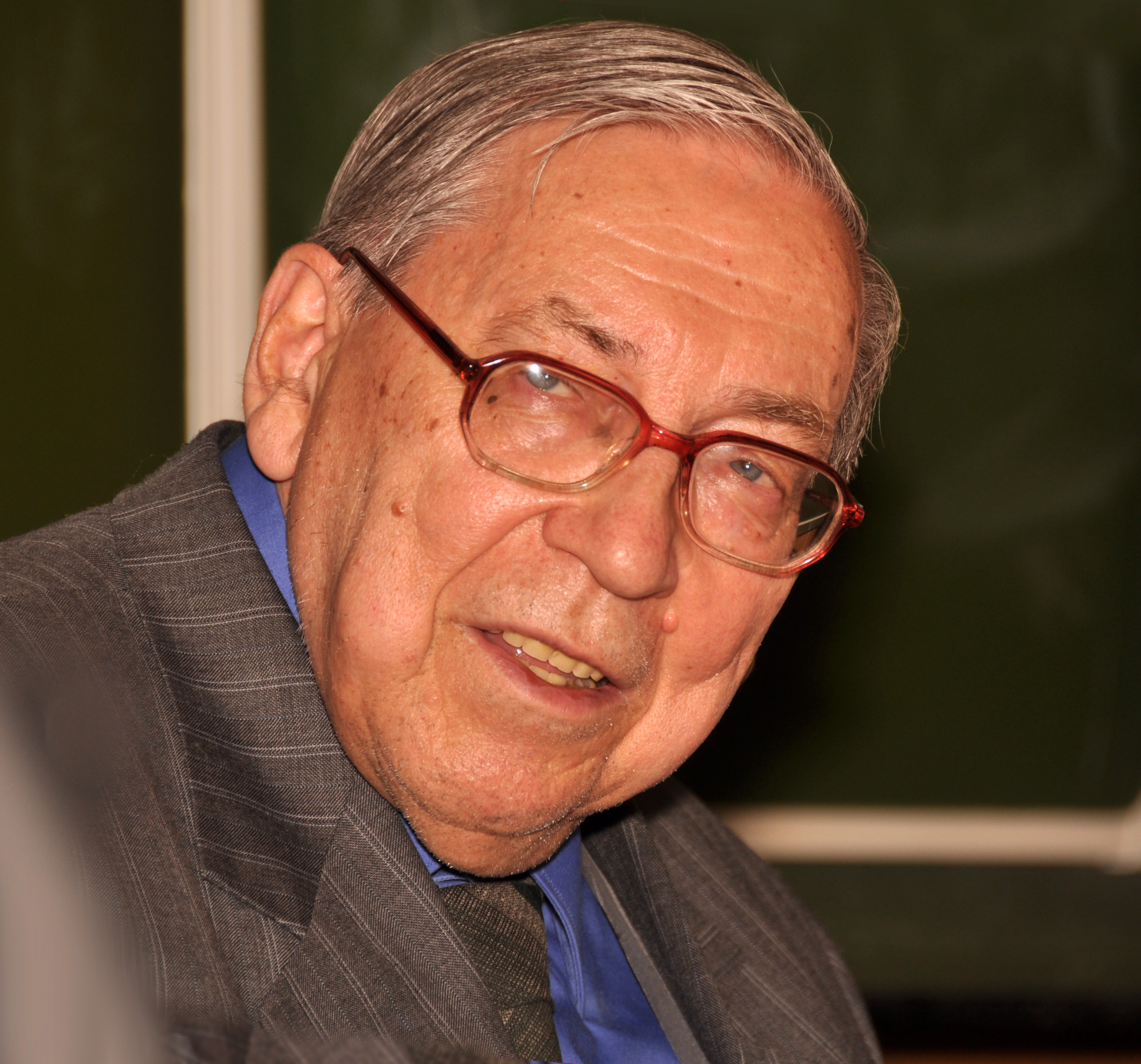
Ясен Засурский

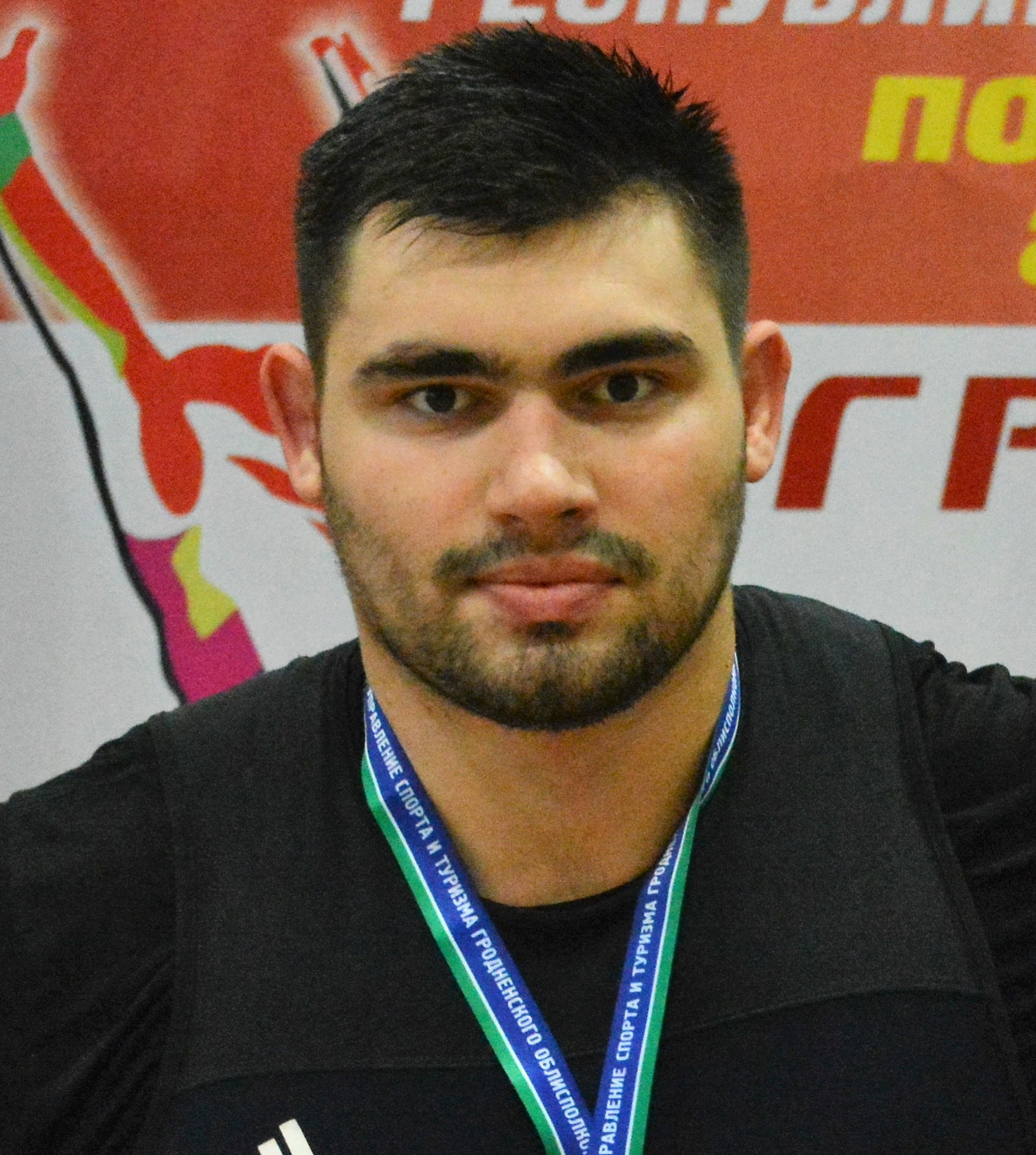
Алексей Мжачик

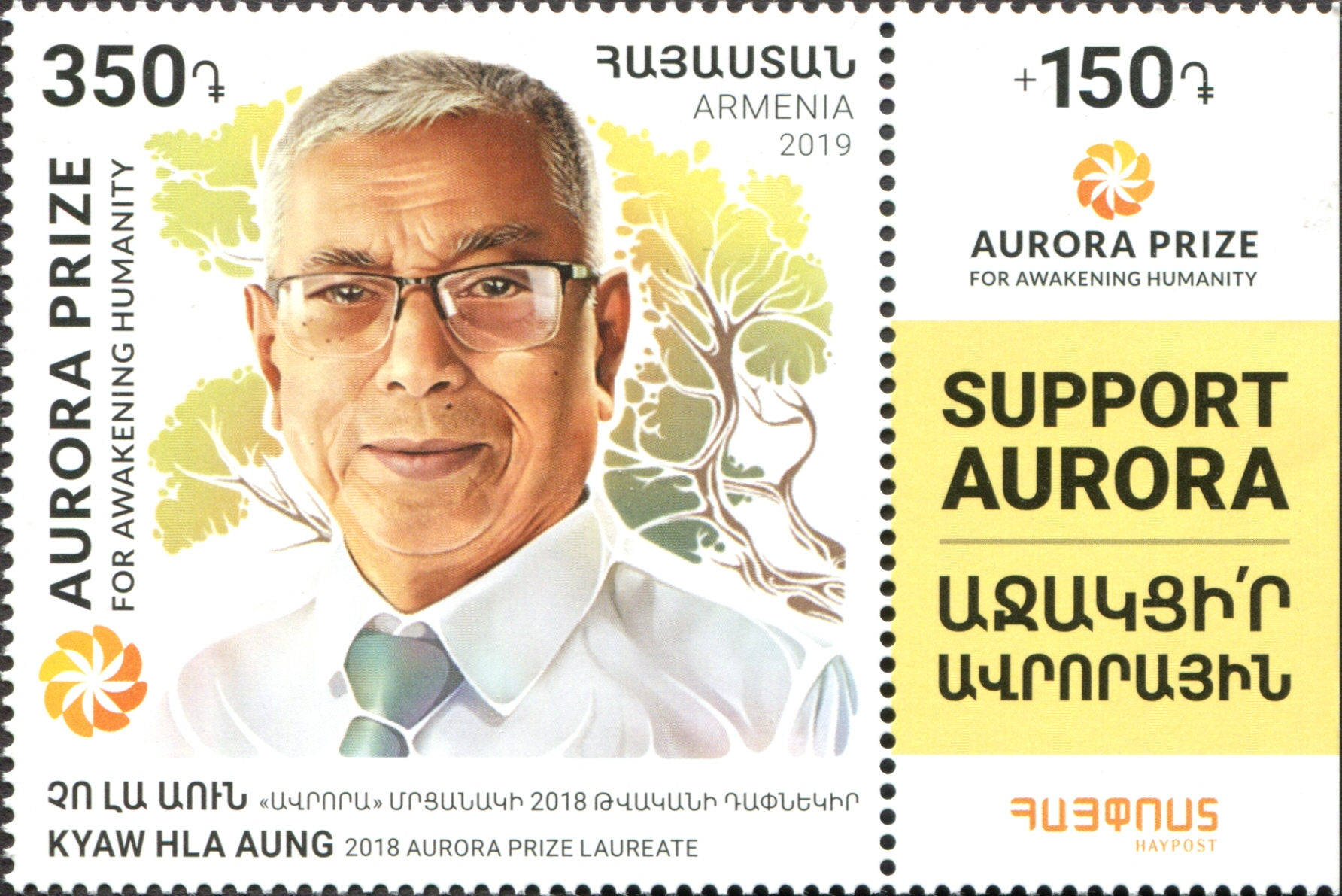
Чжо Ла Аун

- Абдулькадыр ас-Суфи (90/91) — шотландский проповедник ислама[498].
- Веффорт, Франсишку (84) — бразильский политолог и государственный деятель, министр культуры (1995—2002)[499].
- Диах Хаданинг (81) — индонезийская писательница[500].
- Джазули, Омар (75) — марокканский государственный и политический деятель, мэр Марракеша (2003—2009), депутат Парламента (с 1977 года)[501].
- Засурский, Ясен Николаевич (91) — советский и российский литературовед, доктор филологических наук (1967), профессор (1968), декан (1965—2007) и президент (с 2007) журфака МГУ, заслуженный профессор МГУ (2003)[502].
- Ковальский, Казимеж (70) — польский оперный певец (бас)[503].
- Коттон, Пол (78) — американский гитарист и автор песен, участник кантри-рок-группы Poco[504].
- Кубикова, Клара (76) — словацкий историк искусства[505].
- Куликовский, Веслав (86) — польский поэт[506].
- Мартинович, Мише (96) — сербский киноактёр[507].
- Лемме, Армин (65) — восточногерманский легкоатлет, специалист по метанию диска, победитель Летней Универсиады в Бухаресте (1981)[508].
- Марич, Воислав[серб.] (91) — сербский математик, академик САНУ (2000)[509].
- Мжачик, Алексей Владимирович (25) — белорусский тяжелоатлет; ДТП[510].
- Новак, Славомир (80) — польский легкоатлет и тренер[511].
- Пальмиотто, Фьорентино (92) — итальянский шахматист[512].
- Пресленд, Эдди (78) — английский футболист («Вест Хэм Юнайтед») и тренер[513].
- Ренни, Джино (78) — аргентинский актёр и певец[514].
- Родригес, Висенте (62) — парагвайский государственный деятель, губернатор департамента Сан-Педро (2013—2018), депутат Конгресса Парагвая (с 2018)[515].
- Рудаков, Анатолий Родионович (71) — советский и российский киноактёр, заслуженный артист Российской Федерации (1996)[516].
- Садыков, Марат Файзиевич (76) — советский и узбекский художник, действительный член Академии художеств Узбекистана (2004)[517].
- Смиткин, Илона (101) — американская художница[518].
- Смольков, Геннадий Яковлевич (88) — советский и российский астрофизик, доктор физико-математических наук, главный научный сотрудник ИСЗФ СО РАН[519].
- Стеглик, Милан (77) — чешский актёр[520].
- Стефанова, Лиляна (92) — болгарская поэтесса[521].
- Урбан, Отокар (91) — чехословацкий и словацкий тренер по плаванию[522].
- Чжо Ла Аун (80) — мьянманский адвокат и правозащитник[523].
- Юй Инши (91) — американский историк и китаевед[524].